# 意大利
義大利共和國（義大利語：Repubblica Italiana，發音：[reˈpubblika itaˈljaːna]），简稱意大利（Italia，[iˈtaːlja] ⓘ；臺灣以外漢語圈國家地區作意大利），是位於歐洲南部的議會制民主共和國，主要由位於南歐地中海邊呈靴型的亞平寧半島、西西里島、薩丁尼亞島和一些地中海內的小島嶼組成。首都為羅馬。其北方的阿爾卑斯山地區與法國、瑞士、奥地利以及斯洛維尼亞接壤，南瀕地中海與馬爾他及北非諸國相望。領土內還包圍著兩個微型國家——聖馬利諾、梵蒂岡，以及一個主權實體——馬爾他騎士團，而在瑞士擁有座落於盧加諾湖湖畔的意大利坎波內這個外飛地。全國行政上劃分為20個大區（其中5個為自治區）、110個省與8,100個城市。根据2022年统计，意大利人口為5900萬，目前人口处于负增长，但仍是歐洲人口第5多的國家，在世界上排名第25位。領土面積為301,338平方公里，人口密度约每平方公里201.1人，屬於溫帶地中海型氣候。
意大利地區是古代歐洲民族及文化的搖籃之一，曾孕育出伊特鲁里亚等古文明；而包含羅馬帝國在內的古羅馬國家之擴張，使得作為首都的羅馬在數個世紀成爲地中海及歐洲的政治中心，更在基督教成為羅馬帝國國教後的千餘年間成為西方世界的宗教中心，尤其是天主教會的中樞所在。羅馬人吸收並發展了希臘文化，羅馬文化的各項事物如拉丁字母、拉丁語、公曆、羅馬法、參議院、公共浴室、城市自來水、路橋和地暖等影響了西方甚至全世界。當羅馬帝國在西部的統治瓦解後，意大利遭受了多次外族入侵，包括倫巴底人、東哥德人等日耳曼民族，之後還有諾曼人等。拜占庭帝國曾一度重新占領意大利地區。中世紀時，意大利城邦產生了近代航海、金融、會計、大學等事物。14世紀後，它們成為文藝復興的發源地，引領歐洲進入現代。
19世紀，意大利興起國家統一運動，最終由1861年建立的意大利王國統一了半島列國。1942年第二次世界大戰時期，法西斯黨籍首相墨索里尼統治下的意大利變成一個殖民帝国，把勢力範圍延伸到北非和法國南部，而且擁有中國天津的租界。二戰爆發之時，意大利與德國同為歐洲戰場的兩大軸心國；1943年，意大利王國倒向同盟國，導致墨索里尼短暫建立意大利社會共和國與之對抗。戰後，意大利廢除了君主制，建立了現在的意大利共和國。戰後根據1947年巴黎和平條約，意大利殖民帝国終結。
現今的意大利，在政治、文化、科學、工業、醫療衛生、教育、體育、藝術、時尚、宗教、料理、電影、建築、經濟及音樂等方面具有重要的影響力。米蘭是意大利的經濟及工業中心，根據2009年全球語言監察組織的資料，它也是世界時尚之都。首都羅馬因爲它在西方文化中不可取代的地位，擁有意大利最多的游客。水城威尼斯則被認為是世界上最美麗的城市，《紐約時報》形容它「無疑是世界上最美麗的人造城市」。《美國新聞與世界報導》在最好國家指數中文化影響力和時尚兩個領域將意大利排在全球第一的位置。
意大利是发达國家，最佳出生地指數則在世界排名第8名。意大利在2017年人類發展指數列表中則名列第28位，並擁有高度人均國內生產總額。根據國內生產總額與購買力平價國內生產總值的數據，意大利分別是世界第8大與第10大經濟體。意大利的政府預算金額則是位居世界第5位。意大利是北約及歐盟的創始會員國，也是七大工業國組織、20國集團的成員之一。意大利也參與經濟合作暨發展組織、世界貿易組織、歐洲議會、西歐聯盟及歐洲創新中心（Central European Initiative）。意大利也參加申根協議，也是世界世界國防預算金額第9高的國家、且分享北約的核武器。
意大利在歐洲及全球的軍事、文化和外交事務扮演重要的角色，首都羅馬則是世界上對於政治及文化具有重要影響力的城市，世界多個國際組織，例如國際農業發展基金會、全球在地論壇、世界糧食計劃署及聯合國糧食及農業組織的總部都設在羅馬。意大利也擁有较高的教育指數、勞動力人口及慈善捐助金額。人均預期壽命排名世界第11位。醫療保健系統在2000年被世界衛生組織評比為世界第2。意大利也是一個全球化的國家。意大利的國家品牌價值在2009年名列世界第6位。意大利有著繁多的古老建築，至2017年共有53處世界遺產，是擁有最多世界遺產的西方國家，除此之外還擁有多樣的地形地貌與自然風光，被稱為「美麗的國度」（Belpaese）。

## 國名來源
一般認為意大利 Italia 這個名稱是源自於希臘語化的奧斯坎語Víteliú，即擁有幼牛之地的意思（比较拉丁语vitulus“牛犊”，翁布里亚语vitlo“牛犊”）。“意大利”這個名詞第一次出現在希臘作家希羅多德的作品中，根據當時一位叫安條克的歷史學家，Italia從前只有用來稱呼現在南意大利部分的地區，本指亞平寧半岛南部古布鲁蒂姆地區（現在的卡拉布里亚），再不久，Italia已經可以視為意大利部落Oenotria的同義詞了，也可以適用於其他地區。希臘人逐漸使用“意大利”這個名稱來稱呼一個更廣大的地區，而在奧古斯都皇帝統治時期，意大利這個名詞的含義包括了整個亞平寧半岛。

### 中譯
《瀛寰志略》按照意大利語發音譯作「意大里亞」。臺灣多作「義大利」。

## 歷史

### 史前時代至羅馬帝國

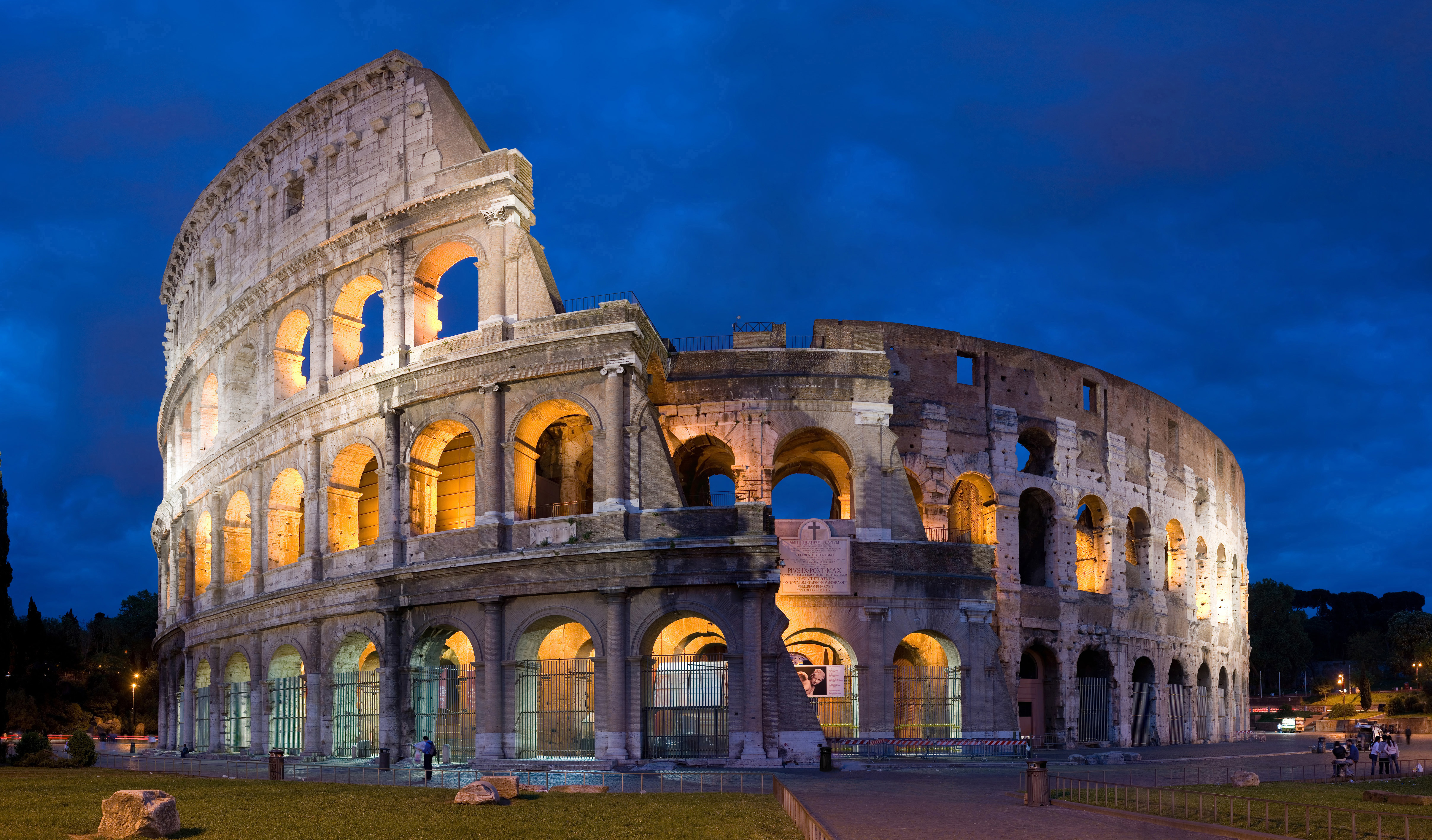
羅馬競技場可說是羅馬最著名的象徵

意大利的歷史，不論從文化或社會發展角度都在地中海地區占據著最重要的地位。從意大利境內多地進行的考古活動得知本區的歷史可以追溯至大約200,000年前的舊石器時代。意大利的人文相當深厚，意大利許多地區都有著重要的考古遺址，例如拉丁姆、托斯卡納、翁布里亞及巴西利卡塔等。希臘人在前8至7世紀時曾在西西里島及意大利半島南部地區進行殖民活動，所以這些古希臘人在意大利半島南部建立的殖民城邦被稱為大希臘。古羅馬從前8世紀時的一個小型農業社會逐漸發展成一個環繞地中海的龐大帝國。而古希臘文化也跟古羅馬文化逐漸融合為一體，並對現代的法律、哲學、政治及藝術產生直接的影響。而古羅馬文化則從王制發展成共和國，最後成為獨裁政治。羅馬帝國則從2世紀後逐漸衰弱，最後在395年分裂成兩個部分：西方的西羅馬帝國及東方的拜占庭帝國。西羅馬帝國後來因為哥德人的侵略而滅亡，造成意大利半島在接下來的十四個世紀都是分裂的狀態。而拜占庭帝國則繼續傳承古羅馬的文化。

### 中古時代

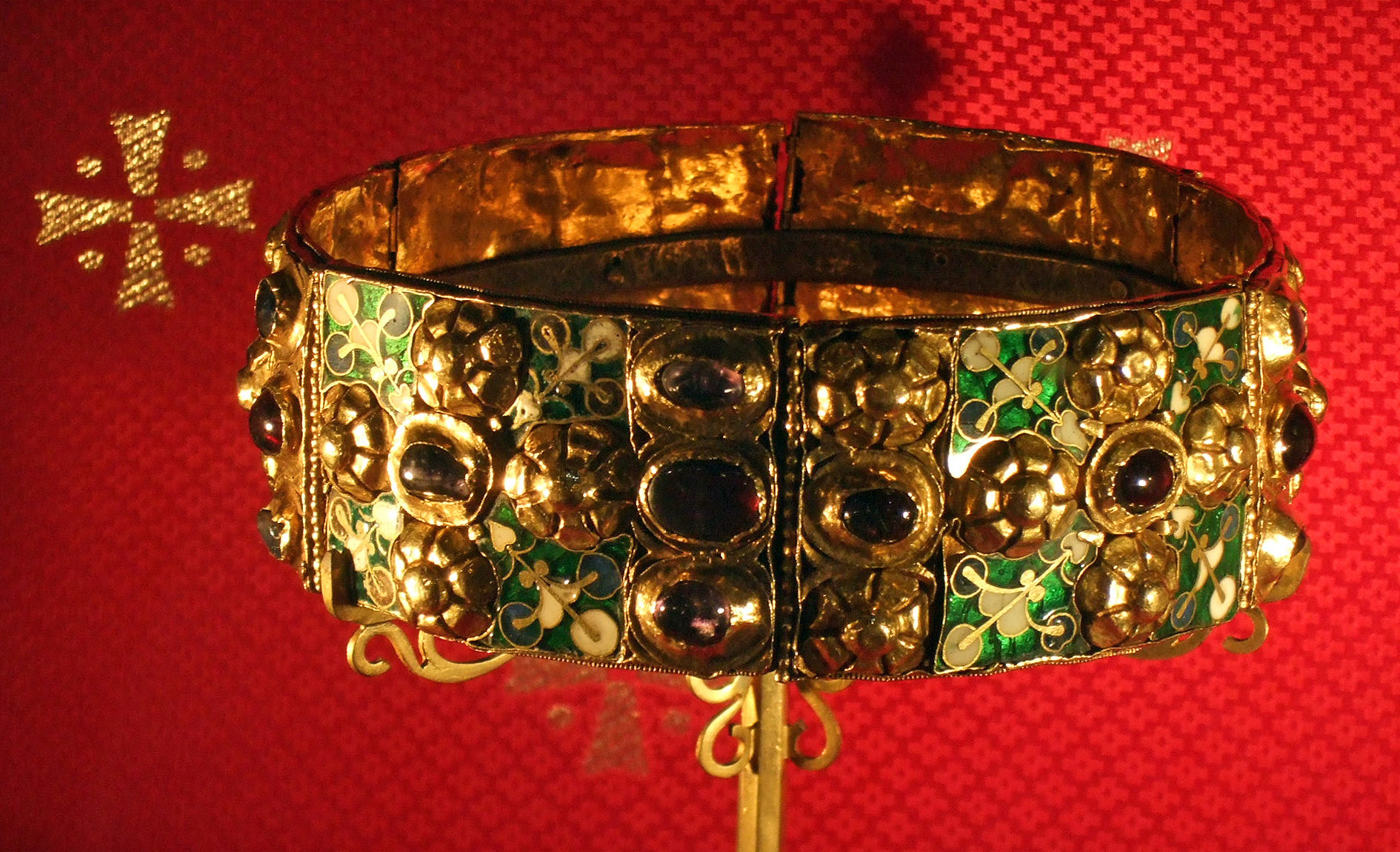
倫巴第鐵王冠，第一頂意大利王冠

在拜占庭帝國皇帝尤斯丁努安一世於6世紀從哥德人的手中短暫復興意大利半島後，一波新的日耳曼人倫巴底人從北方抵達意大利。幾個世紀以來，拜占庭帝國的軍隊足以驅逐阿拉伯人、神聖羅馬帝國及教宗的勢力建立一個意大利王國。但是當時拜占庭帝國面忙於倫巴底人對亞平寧半島的入侵，控制的區域僅包括了北部拉文納總督區的狹長地帶，以及南意地區一些零星的城市。意大利在中古時代早期同時受到卡洛林王朝、霍亨斯陶芬王朝勢力的影響，也成為了各個政治勢力角力的場域。
中古時代的意大利地區戰爭頻繁，直到19世紀都還無法成為統一國家。為了填補這些政治權力的真空，城市的人民試圖透過支持勢力堅強的君主來尋求和平，於是許多名門望族來主導政治的情況紛紛出現，最著名的例子包括：佛羅倫萨的梅第奇家族、米蘭的維斯孔蒂家族及威尼斯的史卡拉家族。
這個時期的意大利也因為開放商業活動而聞名於世。一些實際上實行寡頭政治的城市完全主導商業活動的進行，雖然他們具有寬鬆的學術自由及藝術創作環境。意大利著名的四個海上共和國分別是阿馬爾菲共和國、比薩共和國、熱那亞共和國和威尼斯共和國。

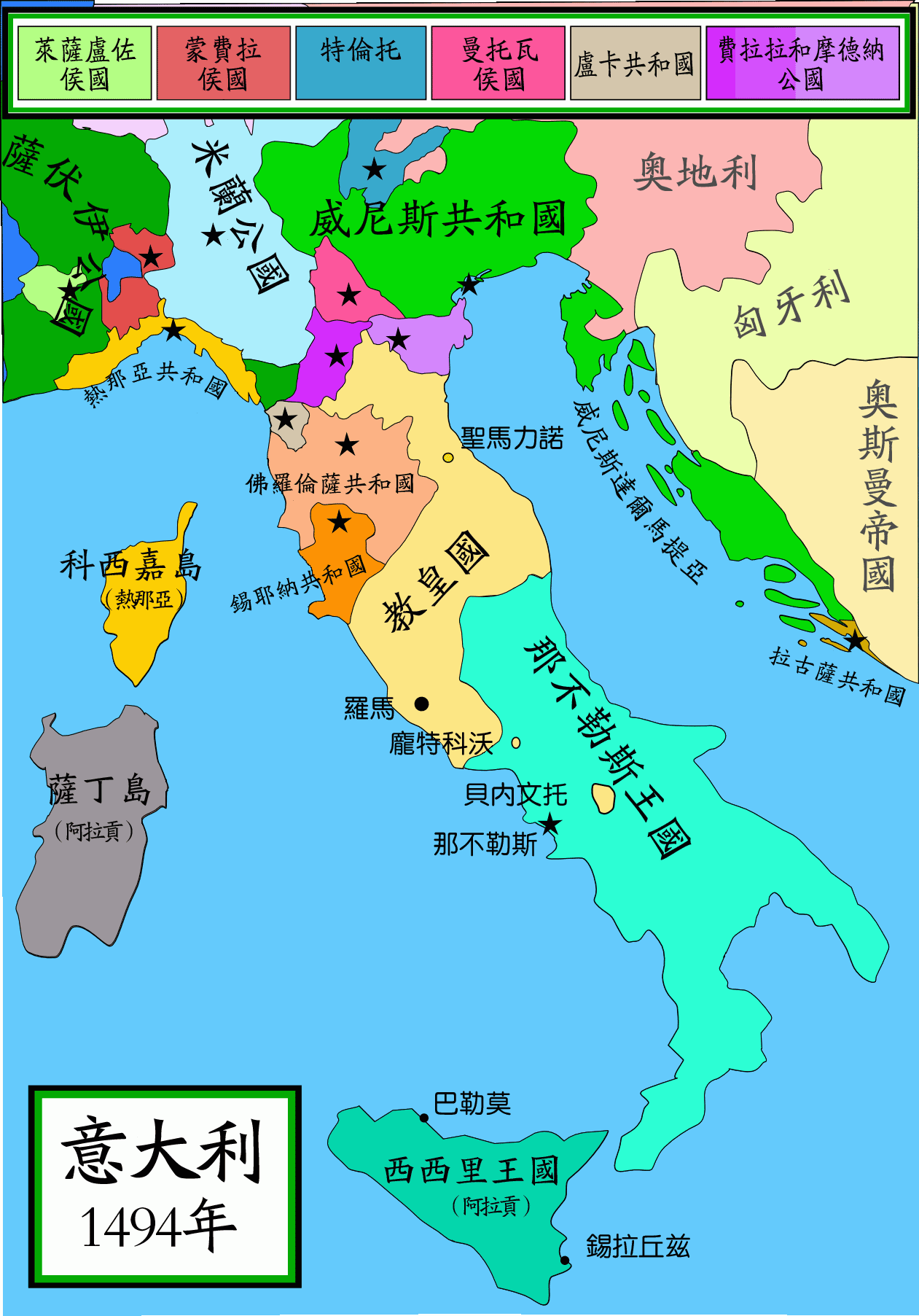
現在的意大利地區在中古時代後期是由許多城邦及不同的獨立國家所構成的

威尼斯，熱那亞是歐洲與亞洲之間重要的港市和金融業重鎮。威尼斯盛產玻璃和裝飾花邊。佛羅倫萨則是皮革、絲、羊毛、及珠寶中心。米蘭則出產優質武器和鎧甲。這些海上共和國與十字軍東征有著密切的關連，並因此獲得政治利益及貿易機會，特別是占領札達爾及君士坦丁堡的資金都是由威尼斯所提供的。

### 文藝復興
意大利半島在中古時代後期分裂成許多意大利城邦：那不勒斯王國占據半島南部，佛羅倫萨共和國及教宗國位在半島中部，熱內亞及米蘭分別位在北部及西部，而東部則是威尼斯的勢力範圍。意大利在15世紀時是歐洲最進步的地區之一，文藝復興運動也發源於此。其中位在意大利中部佛羅倫斯則被認為是這次文化運動的中心，但丁、弗朗切斯科·彼特拉克、喬萬尼·薄伽丘的文學作品及喬托·迪·邦多納的畫作舉世聞名。尼科利與波焦·布拉喬利尼等學者的著作也包含許多歷史上重要的作家，例如柏拉圖、亞里斯多德、歐幾里德、托勒密、西塞羅及馬爾庫斯·維特魯威·波利奧。文藝復興在意大利與歐洲歷史上是一個極為重要的時期，帶來了許多政治、哲學、文學、文化、社會及宗教上的改革。

桑德羅·波提切利的繪畫作品維納斯的誕生，現藏於佛羅倫萨烏菲茲美術館

文藝復興這個名稱是因為它是代表埋藏在古代經典篇章中許多經典思想的「重生」。有些人認為，重生的來源是重新發現西方文明已經幾乎遺忘，但是仍然保存在寺院圖書館或強盛及富裕家族的私人圖書館的（例如美第奇家族）古代典籍。有些人則認是伊斯蘭教國家將希臘文與阿拉伯文被翻譯成拉丁文後傳入意大利，因此幫助意大利/歐洲文藝復興。不過，大部分的手稿在文藝復興時期開始之前，不是已經出現在意大利半島就是已經從希臘傳入意大利（經由定期前往地中海東部的交易商，包括希臘在內），居住在拜占庭帝國的拜占庭希臘人在1400年代遭受奧斯曼帝國威脅後進入意大利，特別是在1453年奧斯曼帝國征服拜占庭首都君士坦丁堡之後。這些拜占庭人逃離土耳其人的統治，有時帶著珍貴的手稿與自希臘與古羅馬所傳承下來的知識，在對意大利的文藝復興運動作出重要的貢獻。
文藝復興時期的學者，例如尼科利與波焦·布拉喬利尼在圖書館內搜索柏拉圖、西塞羅與維特魯威的經典作品。古希臘與希臘化文明的作家（例如柏拉圖、亞里士多德、歐幾里德和托勒密）和穆斯林科學家作品瀰漫整個基督教世界，提供歐洲學者新的研究材料。

大衛像是文藝復興時期的著名雕塑，目前置放於佛罗伦萨美术学院

瘟疫黑死病仅在1348年的流行就使意大利的人口減少了1/3，意大利的城市從這次災難中復甦也促成經濟及貿易活動的興盛，並帶動人文主義及文藝復興的發展。意大利再次成為西方文化的中心，強烈影響其他歐洲國家與皇室，例如費拉拉埃斯特家族及佛羅倫萨美第奇家族。
佛羅倫斯成為意大利文藝復興的主要中心。許多藝術家，例如米開朗基羅、達文西及桑德羅·波提切利都在城市中進行創作。佛羅倫斯的經濟蓬勃發展，並根據《大英百科全書》的資料，佛羅倫萨從14世紀至16世紀之間都是歐洲最大的城市，眾多的博物館、宮殿與教堂，例如彼提宮與烏菲茲美術館被大英百科全書視為藝術品。
羅馬也是一個特別受到文藝復興影響的城市。這個時期的改革大幅改變城市的面貌，例如米開朗基羅的作品聖母恸子像與波吉亞寓所的壁畫。羅馬的輝煌在教宗尤利烏斯二世（1503至1513年）和他的後繼者利奧十世、克勉七世及美第奇家族時期達到頂點。羅馬在這20年間成為世界上最大的藝術中心之一。由君士坦丁大帝建造的老聖伯多祿大殿由米開朗基羅進行重新設計，他在羅馬成為意大利最有名的畫家，並創造法爾內西納別墅與拉斐爾房間等壁畫與許多其他著名的作品。米開朗基羅也開始裝修西斯廷教堂的天花板，並為教宗尤利烏斯二世墳墓創造著名的雕像摩西。羅馬失去了一部分宗教色彩，成為一個真正的文藝復興城市，並擁有大量的流行節慶、賽馬、政黨、陰謀和淫亂事件。羅馬興盛的經濟孕育出一些托斯卡納銀行家，包括拉斐爾的朋友與藝術贊助人阿戈斯蒂诺·基吉。在拉斐爾去世之前，他還推動了第一次古代遺址的保存運動。

### 外國統治與啟蒙

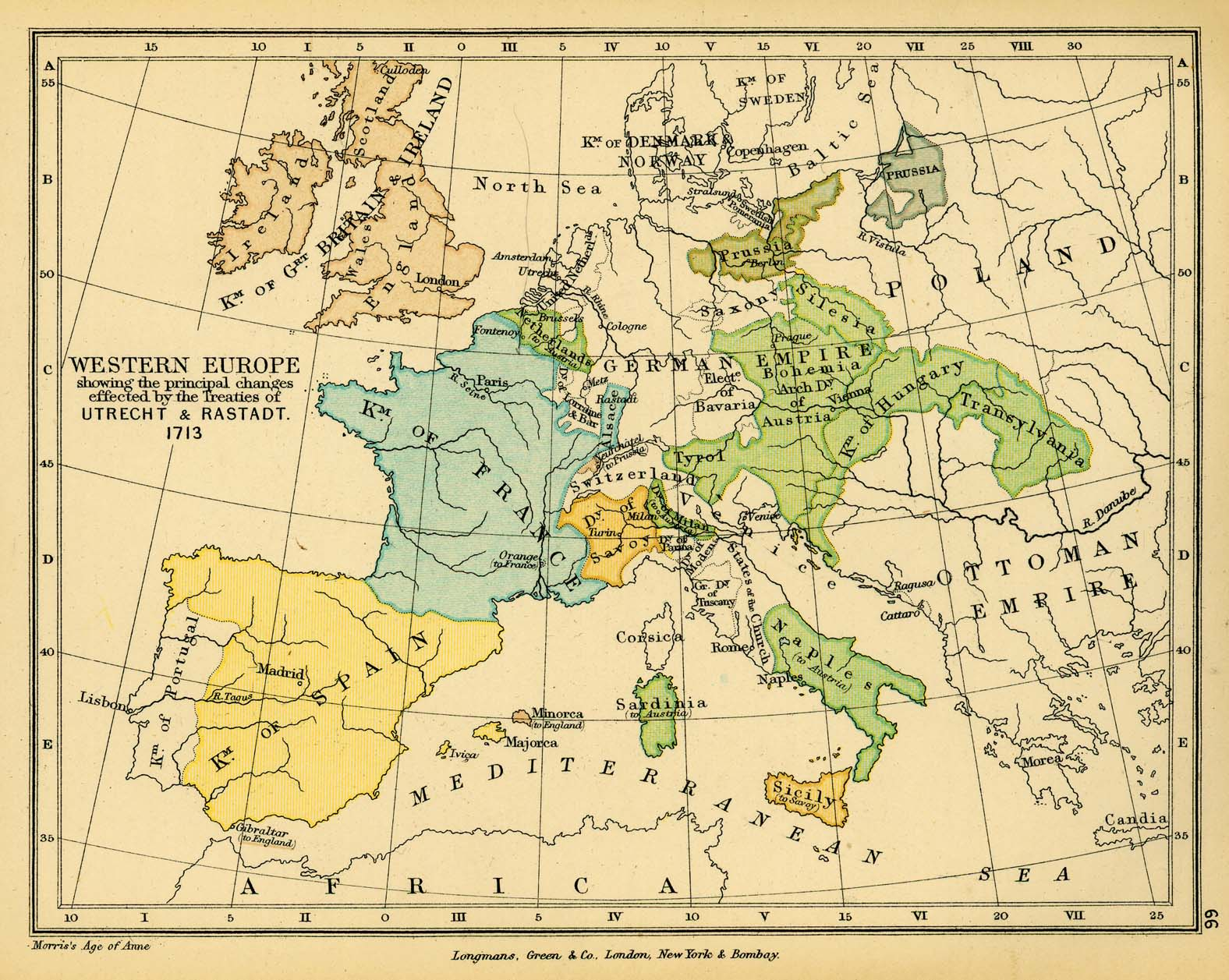
烏得勒支和約簽訂後的歐洲國界

亞平寧半島上的國家和公國在經過一個世紀保持相對的獨立性與權力制衡的分散狀態後，法國國王查理八世在1494年開始一系列的侵略活動，並一直持續到16世紀，演變成法國及西班牙之間的競爭。西班牙最終以1559年卡托-康布雷齊和約獲得米蘭公國及那不勒斯王國的控制權。
西班牙哈布斯堡王朝及聖座組成神聖同盟，並對於境內的反抗運動給予有系統的嚴厲鎮壓，導致在意大利，新教的存在遭到邊緣化。在西班牙帝國長期統治下，對意大利課徵重稅並干擾教廷的運作。
奧地利後來在烏得勒支和約（1713年）的規範下取代西班牙來主宰意大利，取得米蘭王國和那不勒斯王國的控制權。由於哈布斯堡王朝皇帝所接受啟蒙運動的思想，所以奧地利的統治比西班牙帝國較佳。意大利的北部地區直接由維也納來控制，獲得經濟成長動力並保持學術的蓬勃發展。意大利主要城市，例如米蘭、羅馬、杜林、威尼斯、佛羅倫斯及那不勒斯成為知識分子討論與思考的沃土，一些意大利哲學家和文學人物當時十分活躍，如西萨尔·贝卡里亚、安東尼·杰諾韋西與利奧波德一世托斯卡納大公（或者稱為神聖羅馬帝國利奧波德二世，在托斯卡納大公國廢除了死刑和酷刑）。

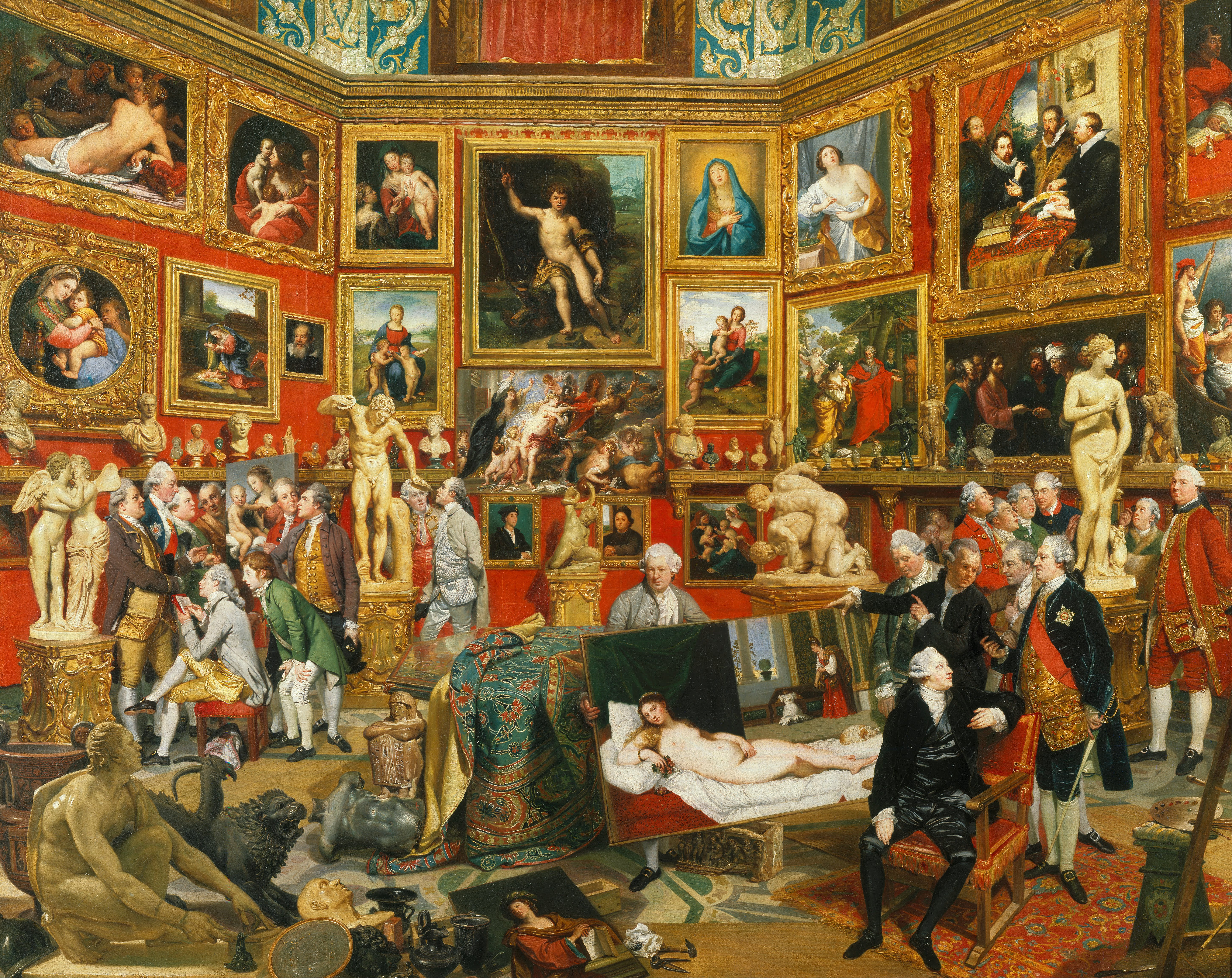
意大利是18世紀盛行的修業旅行一個重要目的地，許多外國文學家及藝術家都曾造訪這裡

1700年代的意大利是當時人們遊歷歐洲一個重要的站點，這個時期有許多外國人，主要來自英國的貴族，他們造訪法國、意大利和希臘並欣賞他們的藝術、文化以及紀念物。而龐貝和赫庫蘭尼姆的遺址在1748年被發現，羅馬的古代遺蹟也受到修復，許多著名人物例如歌德、雪萊、濟慈及拜倫都曾周遊全意大利。一些城市，例如威尼斯及羅馬也成為主要景點，那不勒斯、佛羅倫萨、杜林、西西里島吸引許多遊客，而米蘭在某些方面也受到觀迎。雪萊曾說過一句名言：「意大利是流亡者的天堂」。

1796

法國大革命及拿破崙戰爭（1796年至1815年）將人民主權、及民族國家等概念帶進意大利。鼠疫從14至17世紀之間多次出現，影響整個意大利。意大利的最後一個大規模的疫情是發生在1656年的那不勒斯。1767年的一份報告指出意大利北部在之前316年間有111年發生飢荒，其中只有16年得以豐收。而意大利的人口也在1700年至1800年之間成長1/3，達到1,800萬。

### 王國時期：1861年－1946年

1843

意大利王國的建立歸功於許多民族主義者及薩伏依王朝王室的擁護者的努力，因此可以建立一個環繞意大利半島的國家。起始於西西里島的1848年革命影響整個歐洲地區，而奧地利帝國也與薩丁尼亞王國爆發第一次意大利獨立戰爭。

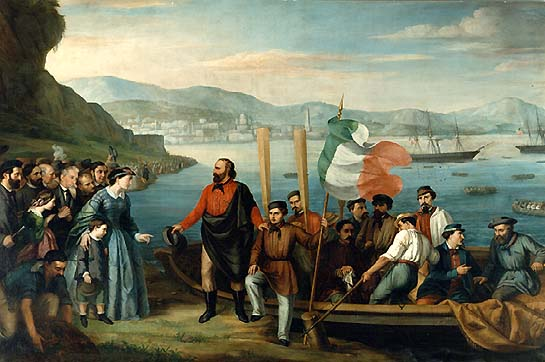
朱塞佩·加里波底對意大利統一貢獻巨大

朱塞佩·加里波底在意大利南部相當受到歡迎，並促使意大利南部團結一致，而當時意大利北部的薩丁尼亞王國是由卡米洛·奔索，加富爾伯爵所統治，也有統一意大利的野心。後來薩丁尼亞王國受到法國皇帝拿破崙三世的幫助，在第二次意大利獨立戰爭中擊敗奧地利帝國，成功解放倫巴第-威尼斯王國。意大利王國於是在1861年成立，首都為都靈，1864年遷都佛羅倫斯。而維托里奧·埃馬努埃萊二世國王於1866年在普奧戰爭中與普魯士結盟，並且發動第三次意大利獨立戰爭，順利併吞威尼斯。法國因為在1870年爆發的普法戰爭中損失慘重，於是撤回駐紮在羅馬的軍隊。而意大利國王維托里奧·埃馬努埃萊二世認為不必再顧忌法國的威脅，企圖將教宗國納入意大利版圖之內。教宗國幾乎在無法抵抗的情形下遭到滅亡，意大利統一正式完成，隨後首都也遷到羅馬市。

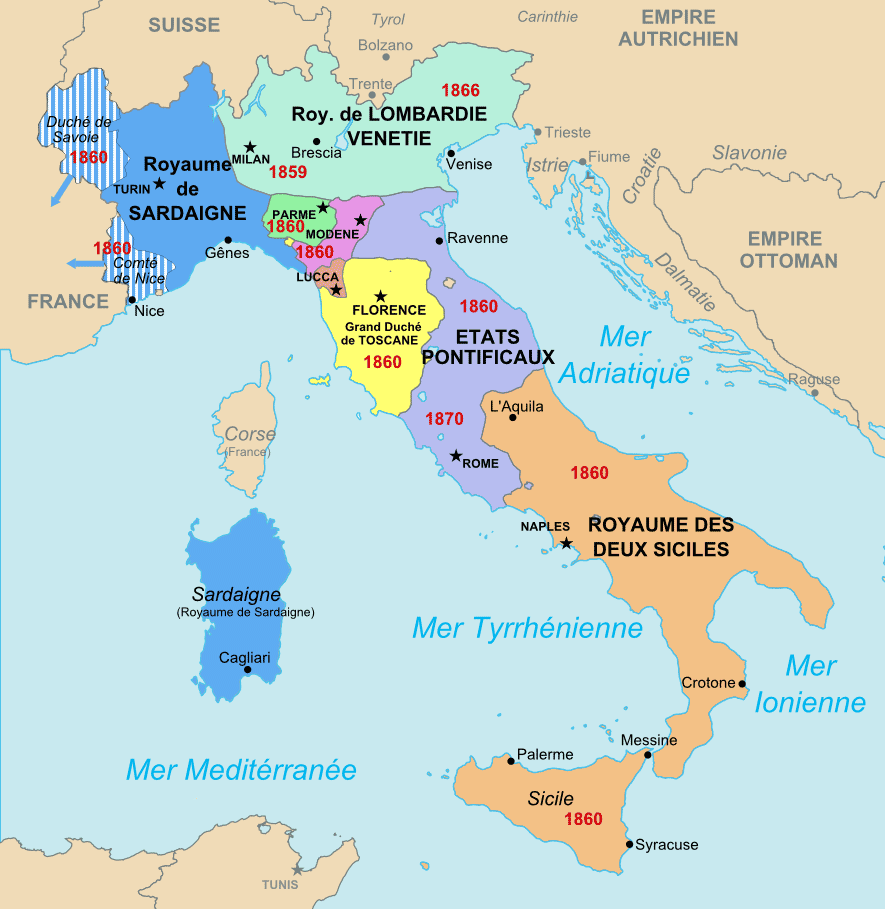
1860

當意大利北部逐漸工業化及現代化後，意大利南部與意大利北部其他農業地區相對落後，促使數以百萬計的人民遷移到意大利北部工業發達的區域或國外。意大利國王卡洛·阿爾貝托所主導的憲法在1861年意大利統一後適用範圍擴大到意大利全國，並保障人民基本的自由，但排除了無產階級及未受教育人民的投票權。男性投票權在1913年已經廣泛的被認可。同年社會黨成為意大利主要的政黨，遠勝於傳統的保守派政黨。意大利人外移於1913年達到高峰，當年總共有872,598人離開意大利。意大利從19世紀最後20年開始發展殖民勢力，侵略索馬利亞、厄利垂亞及後來的利比亞、十二群島。在第一次世界大戰期間，意大利原本保持中立，不過後來在1915年簽訂1915年倫敦條約，並在戰後獲得特倫托省、第里雅斯特、伊斯特拉半島、達爾馬提亞及鄂圖曼帝國部分地區的承諾後，加入三國協約。在這次戰爭中，超過600,000意大利人喪生，並造成經濟衰退。在1919年簽訂的聖日耳曼條約中，意大利只獲得博尔扎诺省、特倫托省、第里雅斯特及伊斯特拉半島等地。

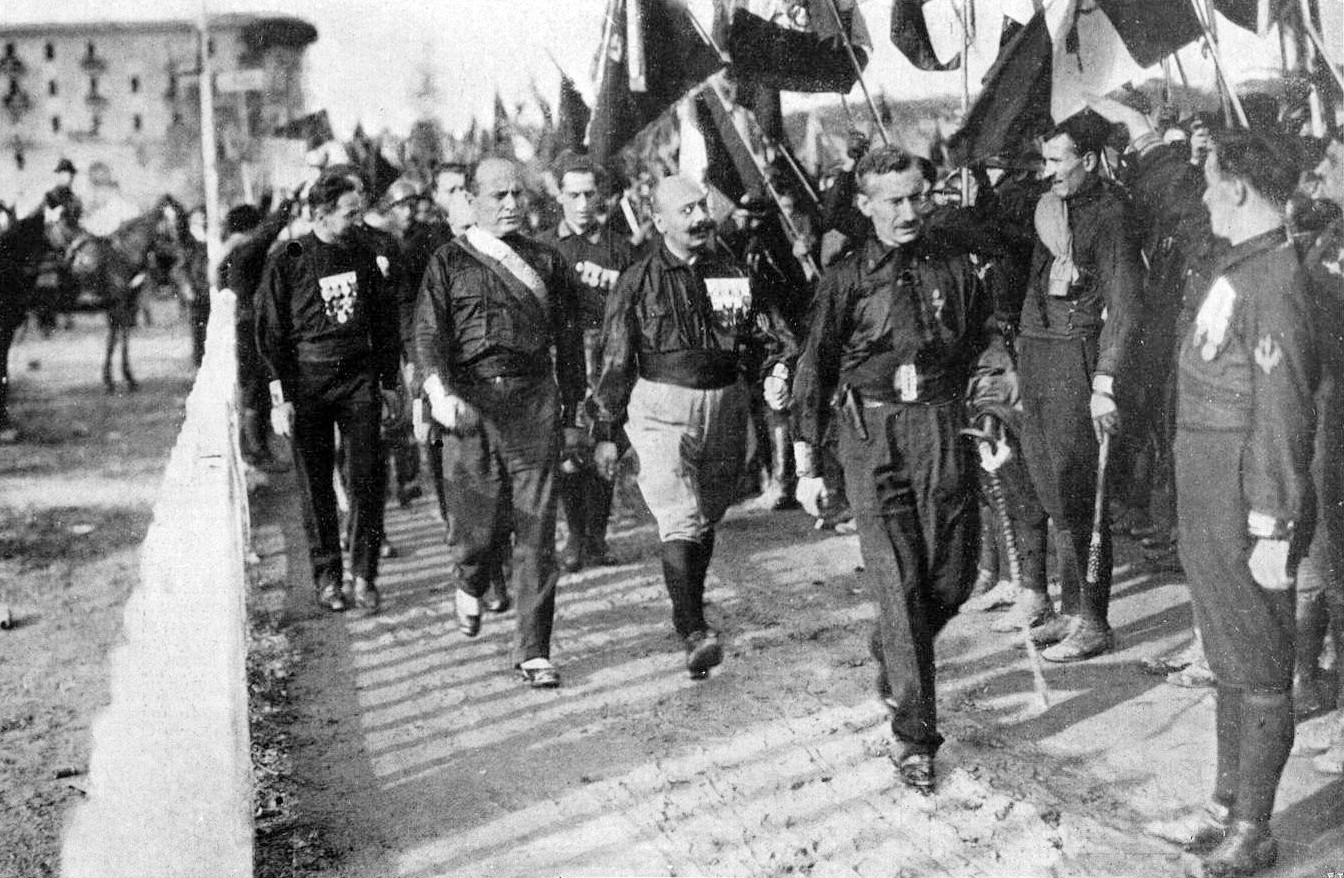
貝尼托·墨索里尼向羅馬進軍

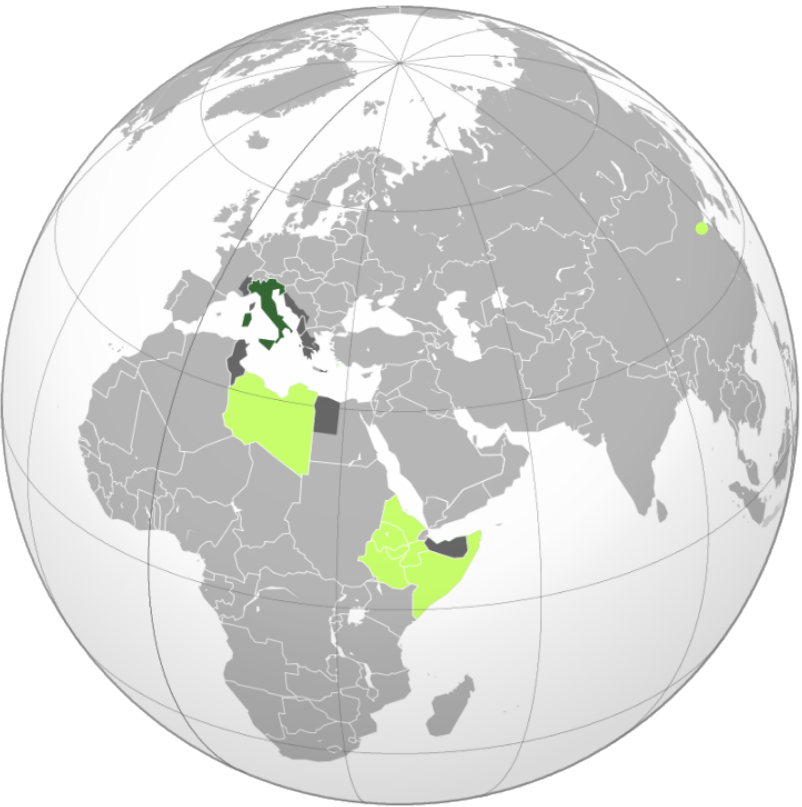
1941年的意大利殖民帝國最大範圍

受到1917年俄羅斯革命的影響，革命在第一次世界大戰結束後接踵而來。不少傳統右翼及保守派的人士因為害怕共產黨及社會主義者會發起革命推翻君主制，建立共產主義政權，所以擁護一個小型右翼政黨－由墨索里尼領導的國家法西斯黨。墨索里尼在1922年10月28日向羅馬進軍，意圖夺取意大利政权。而當時國王卻命令軍隊不准介入，並隨即委任墨索里尼成為意大利總理，並與其密切合作。在接下來的幾年內，墨索里尼通過脅迫國會修改選舉法，禁止其他政黨成立及限制言論及出版自由，由此成為一位獨裁者。他在1935年突然入侵衣索比亞，並在戰場上使用毒氣，招致國際上的批評，意大利也因此退出國際聯盟。意大利後來在1936年及1938年與納粹德國簽訂鋼鐵條約，並支持法蘭西斯科·佛朗哥的法西斯政權進行西班牙內戰，更派出远征軍助战，最終佛朗哥在內战勝出。雖然意大利政府反對阿道夫·希特勒推行德奧合併的計畫，但是同意納粹德國併吞蘇臺德區。
意大利在1939年4月7日占領阿爾巴尼亞，企圖以此為入侵南歐的前哨，並在1940年英法於法國戰役中被德國擊潰時欲取得領土，對英法宣戰。墨索里尼想要像希特勒採取的閃電戰一樣成功，於是在1940年10月經由阿爾巴尼亞入侵希臘，但是經過幾個月的戰爭後遭受到嚴重的失敗。1941年，意大利在屬東非的部隊被英軍擊溃並趕出東非，雖然意大利失去了東非，但在軸心国發动的南斯拉夫戰役和希臘戰役中意大利獲得了蒙特內哥羅、斯洛文尼亞地區的盧比安纳、希臘大部分地區。1943年5月，突尼西亞戰役中德意联軍被盟軍打敗，並向盟軍投降，二戰北非戰場結束。同盟國在1943年7月攻入西西里島，導致法西斯政權毀滅，墨索里尼被捕。意大利王國於1943年9月向盟國投降，被德軍救出的墨索里尼在北部成立名為「意大利社會共和國」的傀儡政權。當盟軍從意大利南部推進時，意大利北部仍然是納粹黨及法西斯黨的勢力範圍。納粹的勢力在1945年4月25日撤離意大利，法西斯勢力瓦解，意大利抵抗活動結束。1946年，意大利人民通過公投廢除君主制，王國結束。

### 共和國時期：1946年至今

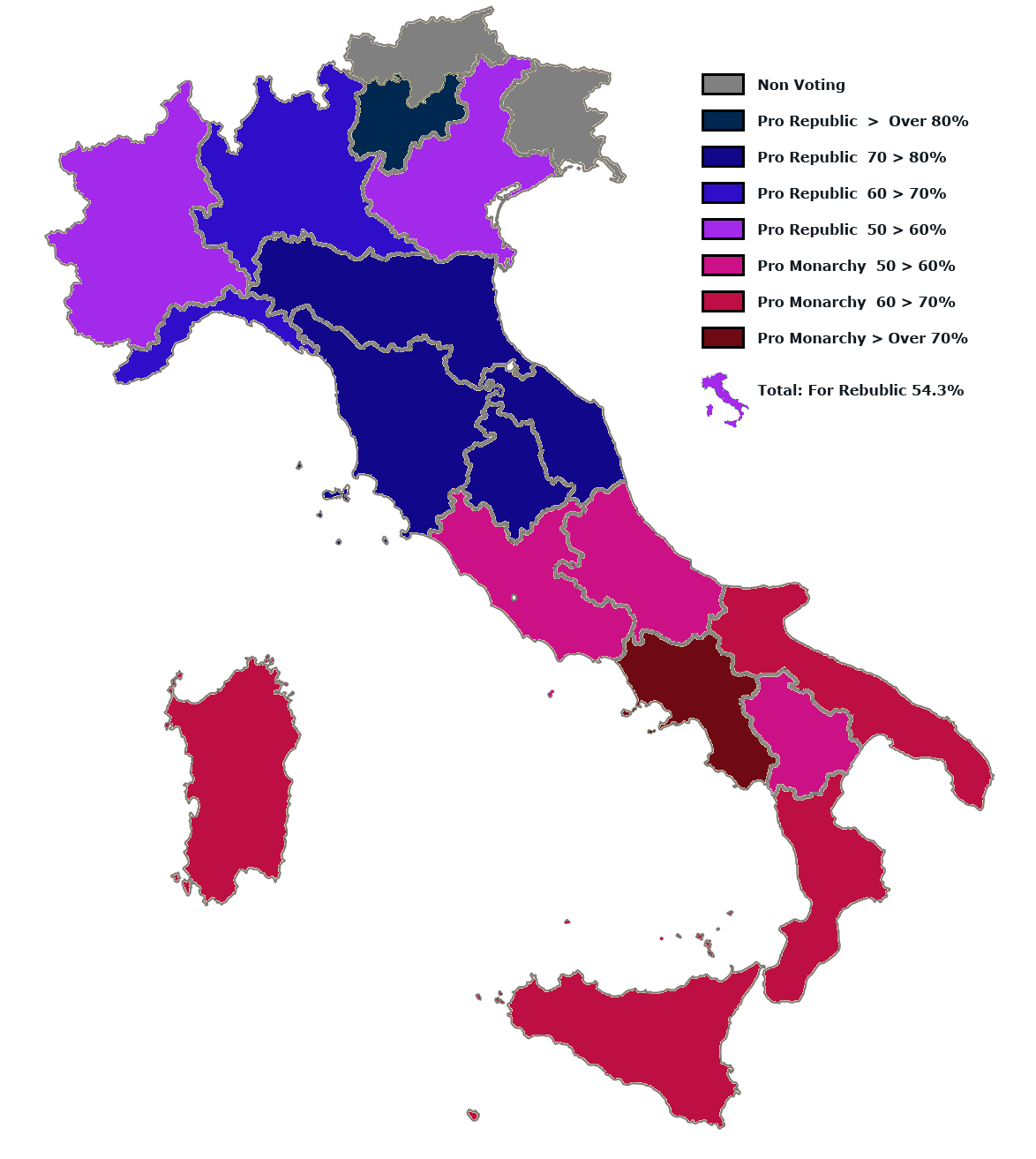
1946年意大利政體公民投票結果

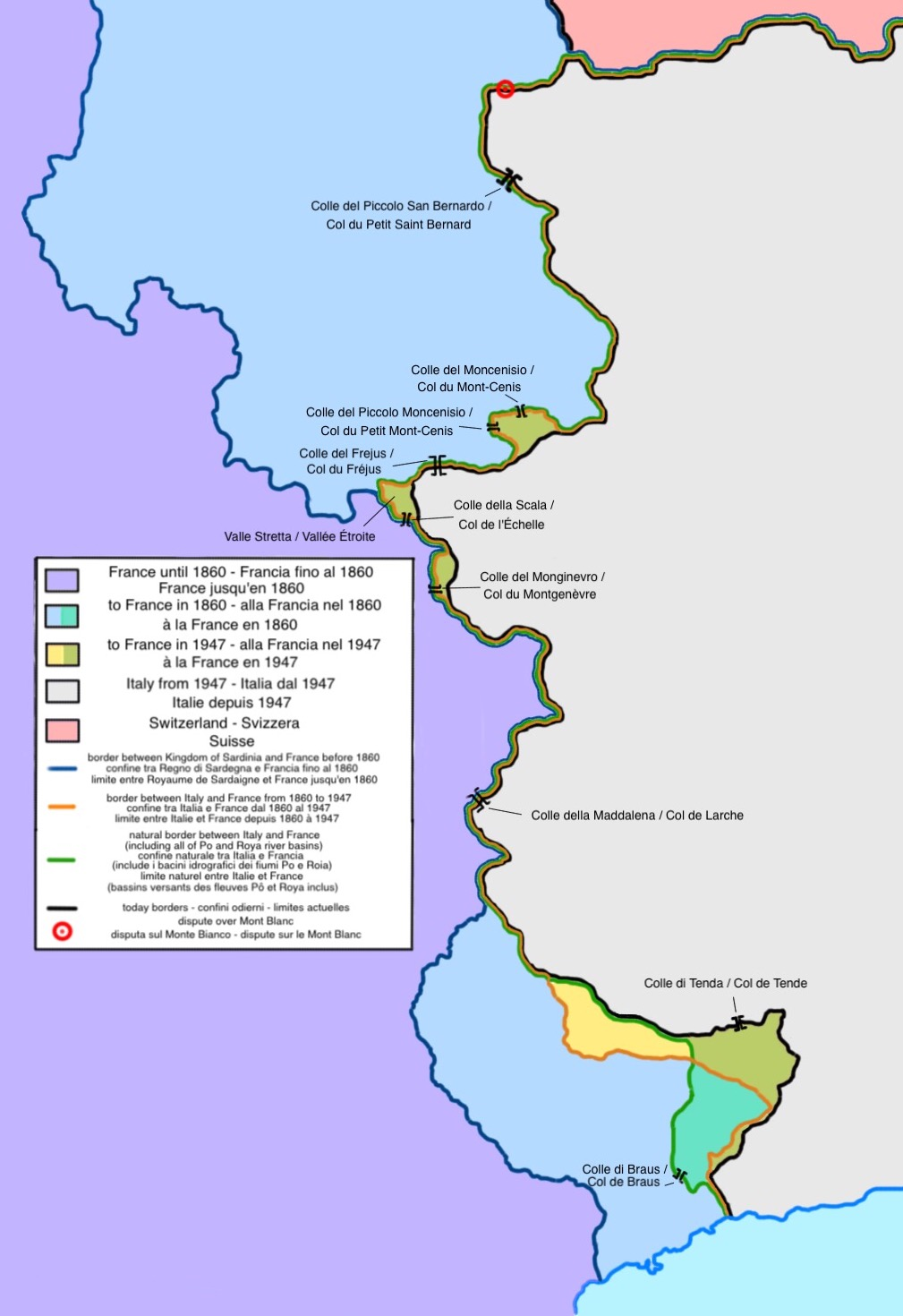
1860年以来法国與意大利的邊界變化

意大利在1946年6月2日舉行的公民投票，結果人民投票廢除君主制，维托里奥·埃马努埃莱三世的兒子翁贝托二世後於1946年被迫退位，之後正式成為意大利共和國，而舉行公投的當天後來成為國慶日意大利共和國日，這也是意大利女性第一次有權力參加投票。
意大利憲法在1948年1月1日正式生效。意大利在1947年巴黎和平條約生效後，意大利政府承認阿爾巴尼亞及衣索比亞等地的獨立性、放棄所有非洲及海外所有殖民地及租界並且大幅裁減曾經能和英國海軍抗衡的意大利海軍和禁止發展核武，此和平條約標誌著意大利長達65年的殖民帝國亦正式終結。東邊的伊斯特里亞領土歸屬於南斯拉夫社會主義聯邦共和國，第里雅斯特的未定區域則被分配給兩個不同的國家。意大利在1950年加入北大西洋公約組織。而美國的馬歇爾計劃則幫助意大利經濟復甦直到1960年代，這段期間意大利持續的經濟成長也被稱為「經濟奇蹟」。意大利在1957年成為歐洲經濟共同體的成員，然後在1993年進一步成為歐洲聯盟的成員。
戰後的意大利長期由意大利天主教民主黨執政，但政府更替頻繁，內閣經常改組。1960年代末至1980年代末之間，意大利經歷嚴重的經濟危機及社會動盪，左翼組織的恐怖活動也時有所聞。1978年，代表意大利天主教民主黨、中間偏左的意大利總理阿爾多·莫羅更被左翼恐怖組織行刺身亡，更導致意大利天主教民主黨和意大利共產黨徹底決裂。
1981年至1987年，意大利出現兩位非天主教民主黨的總理，分別是意大利共和黨的喬瓦尼·斯帕多利尼與社會黨的貝蒂諾·克拉克西來擔任，這是1945年來的第一次，惟天主教民主黨仍然是第一大黨。克拉克西雖然是社會黨籍，但他對蘇聯的抨擊十分激烈，他更促使美國總統罗纳德·里根在意大利境內部署MGM-31潘興彈道導彈，以應對蘇聯的強大威脅。
1992年後，意大利面臨巨大的挑戰，人民對於過去政治的紛爭感到厭煩，國家則背負龐大的負債，貪污事件也時有所聞（在肅貪行動後被統稱為Tangentopoli）。意大利人民則要求政治、經濟與道德的改革。這些政治醜聞涉及所有的主要政黨，尤其是政府人士。天主教民主黨在1993年遭遇嚴重的政治紛爭，加上陸續被揭發貪污腐敗的醜聞，並因此於1994年下台和解散，而社會黨與其他較小的左翼政黨也是如此。不少前天民黨及社會黨成員加入現今意大利兩大政治陣營，分別是由原意共改組、左派民主黨為首的左翼聯盟，和媒體大亨西尔维奥·贝卢斯科尼領導的右翼聯盟。
1994年3月的國會選舉，意大利力量黨為首的中間偏右聯盟勝出，贝卢斯科尼首次出任意大利總理，不過北方聯盟在當年12月結束對貝盧斯科尼的支持，導致貝盧斯科尼第一次下台。1996年4月舉行的國會選舉，中間偏左聯盟的普羅迪成為新一任的意大利總理，首次執政。1998年10月21日，由於國會眾議院通過對普羅迪政府的不信任動議，普羅迪辭職，馬西莫·達萊馬接任成為新總理直至2000年4月25日辭職為止，達萊馬是首位前意大利共產黨出身的總理。
領導中間偏右聯盟的貝盧斯科尼在2001年的選舉中再度獲勝，第二度成為意大利總理。他成為二戰後第一位完成5年完整任期的總理，僅於2005年改組過政府內閣。2001年至2005年的這屆貝盧斯科尼政府內閣是意大利歷史上第3長的政府，並曾派遣意大利士兵參加伊拉克戰爭的多國部隊。
2006年意大利國會選舉，以普羅迪為首中間偏左聯盟在眾議院630個議席中獲得348席，以微弱優勢擊敗貝盧斯科尼的中間偏右聯盟。但在參議院，中左聯盟獲得158席，中右聯盟獲得156席，兩大陣營拉成均勢。5月10日，中間偏左聯盟推出的候選人、前眾議院議長、終身參議員喬治·納波利塔諾當選新一屆總統。5月17日，普羅迪第二度成為意大利總理。
2008年1月24日，參議院通過對普羅迪政府的不信任動議，普羅迪辭職，總統喬治·納波利塔諾解散國會，4月14日舉行國會大選。結果貝盧斯科尼領導的中右翼聯盟取得勝利，貝盧斯科尼第3次成為意大利總理。
2011年，意大利債務危機爆發，貝盧斯科尼雖然多次避過國會反對派對其政府提出的不信任動議，惟在國會眾議院失去多數支持後，貝盧斯科尼宣布國會通過其政府的財政預算案後辭職。11月12日，在預算案通過後，貝盧斯科尼向意大利總統乔治·纳波利塔诺遞交辭呈，11月16日正式辭職，由马里奥·蒙蒂組成無黨派的技術官僚政府過渡至2013年國會選舉，但貝盧斯科尼的政治聯盟仍左右著政府的決定。
2013年2月，貝爾薩尼領導的中間偏左聯盟以微弱優勢擊敗貝盧斯科尼的中間偏右聯盟。在參議院，沒有政黨取得過半議席。其後民主黨成為第一大黨，聯合中右黨及中間派組成聯合政府。

## 地理

### 地形

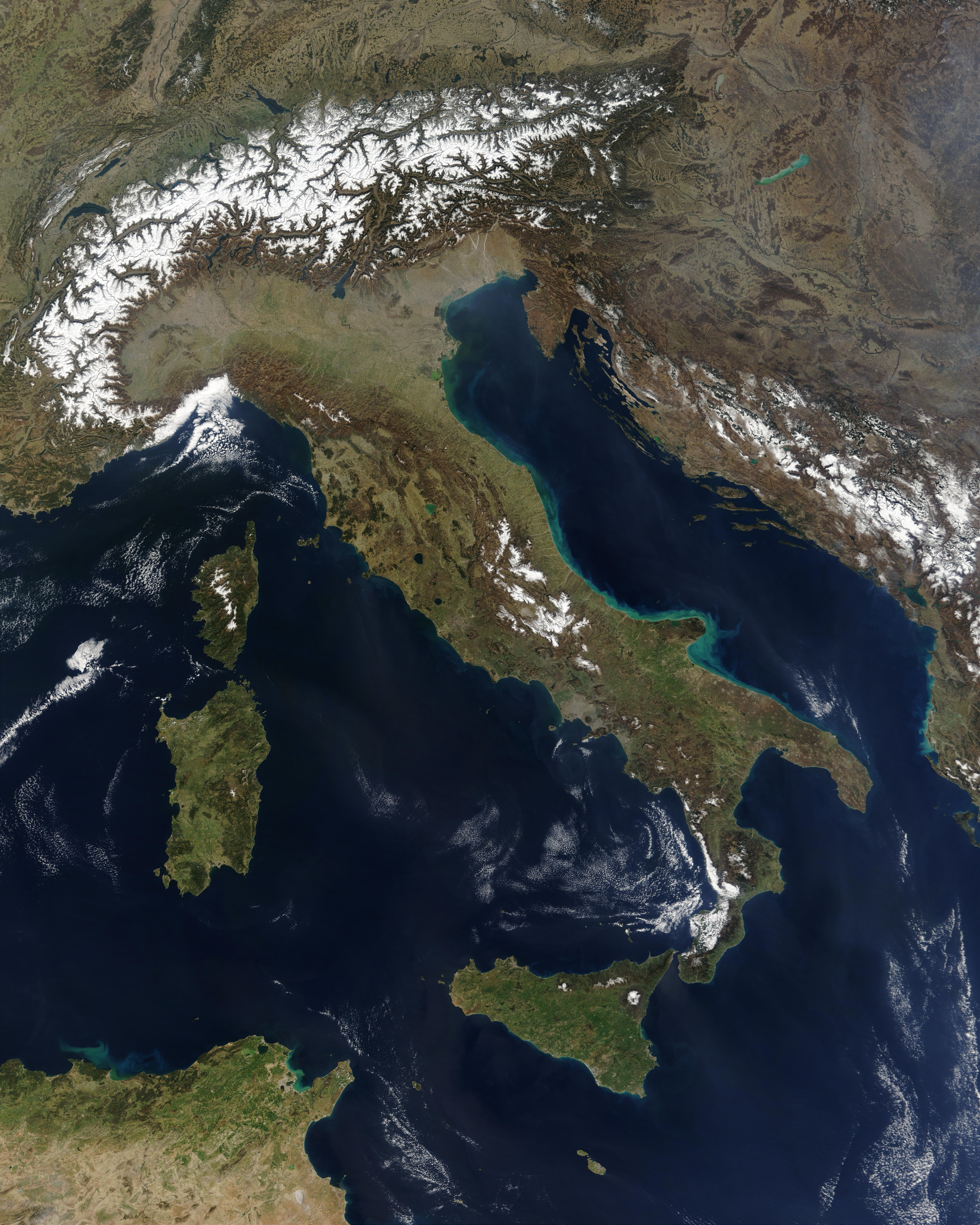
意大利的衛星照片

意大利領土以自歐洲大陸延伸入地中海的靴子型的亞平寧半島為主，和兩個主要島嶼—薩丁島和西西里島組成（分別為地中海第一和第二大島嶼）。以此三部分意大利水域分為：東北方的亞得里亞海，東南方為伊奧尼亞海，西南方為第勒尼安海，西北方則是利古里亞海。
亞平寧山脈構成半島的主幹，並向西北方向綿延約1,000公里與阿爾卑斯山脈相接。弧形的阿爾卑斯山則環抱意大利的北部。意大利北部有一個面積廣大的沖積平原：波河平原，它是由波河及其源自阿爾卑斯山脈、亞平寧山脈及多洛米蒂山脉的眾多支流沖積而成。其他著名河流諸如：台伯河、阿迪傑河和阿爾諾河等。
意大利的最高點是海拔4,810公尺的勃朗峰，超過4,000公尺的山峰還有罗莎峰（4,637公尺）和切爾維諾峰（4,476公尺）。意大利擁有14座火山，其中有3座仍有爆發的可能，分別是靠近那不勒斯，目前休眠中的維蘇威火山、位於卡塔尼亞附近，至今仍在活躍的埃特納火山（3,323公尺，它也是歐洲最高的火山）與第勒尼安海南部的斯特龍博利島。
意大利前5大湖泊分別是加爾達湖（367.94平方公里）、馬焦雷湖（212.51平方公里）、科莫湖（145.9平方公里）、特拉西梅諾湖（124.29平方公里）與博賽納湖（113.55平方公里）。

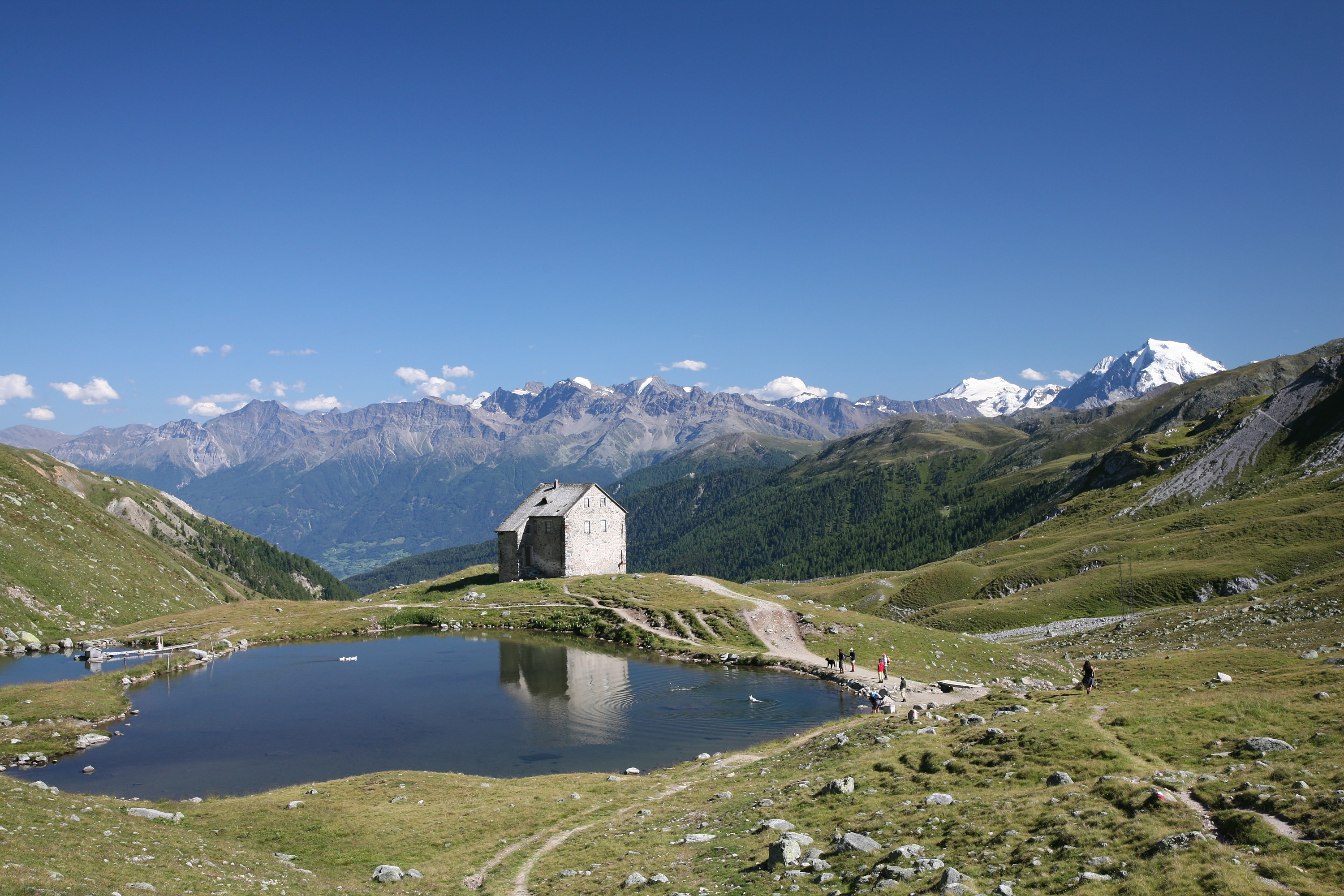
意大利斯靈吉亞山谷中已荒廢的普福爾茨海姆房舍

### 氣候
意大利的氣候相當多樣，有些地區的氣候可能會與地中海型氣候相去甚遠。意大利北部地區屬於大陸性氣候濕潤副熱帶氣候（根據柯本氣候分類法），例如都灵、米蘭及波隆納等地。利古里亞的沿海地區及大部分佛羅倫萨南方的意大利半島地區都是屬於地中海型氣候。半島沿海地區的氣候會隨著海拔及地勢的改變而大幅變化。高海拔地區在冬季時呈現寒冷、濕潤及多雪的氣候。海岸地區冬季溫暖，而夏季通常是相當乾燥，地勢較低的谷地在夏季是相當炎熱的。

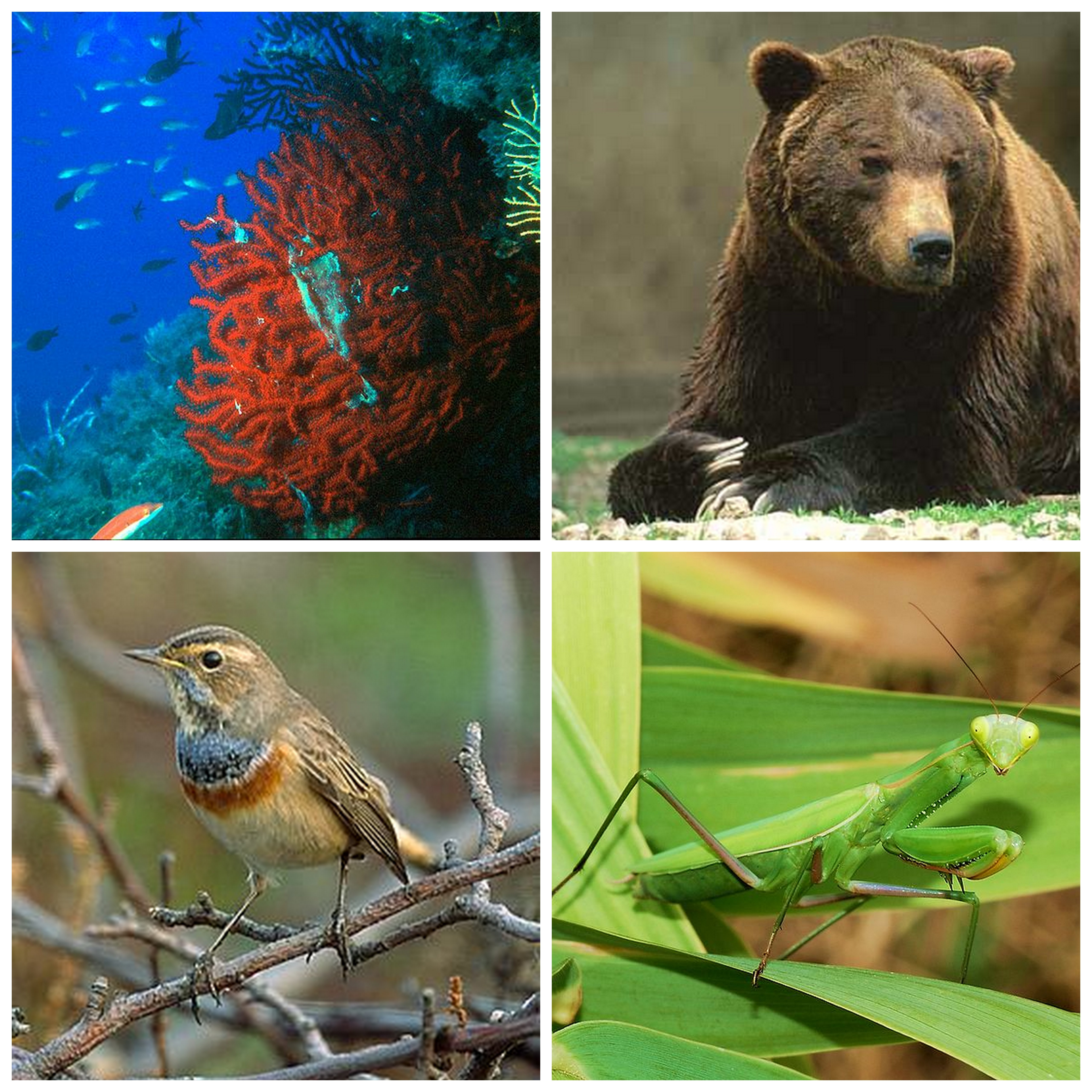
4種棲息在意大利的動物

### 生態
意大利是歐洲與地中海盆地地區生物多樣性最高的國家之一。意大利傳統估計約有5,500種維管束植物。然而截至2004年為止，意大利維管束植物資料銀行總共有6,759種的記錄。（如果包括非維管束植物則有9,000種植物，占歐洲植物種類的一半）。意大利在歐洲的動物生物多樣性屬於最高級，共有超過57,000種動物（超過歐洲所有動物種類的三分之一）。這是由於意大利偏南的地理位置所致，並且被地中海所環繞。意大利擁有8,000公里長的海岸線，且位於地中海中心的亞平寧半島，形成中歐和北非之間的走廊。意大利也有巴爾幹半島、歐亞大陸和中東的物種。
意大利目前的動物種類有86％是陸地動物、14％是水生動物。昆蟲約占意大利所有動物種類的3分之2。

## 政治

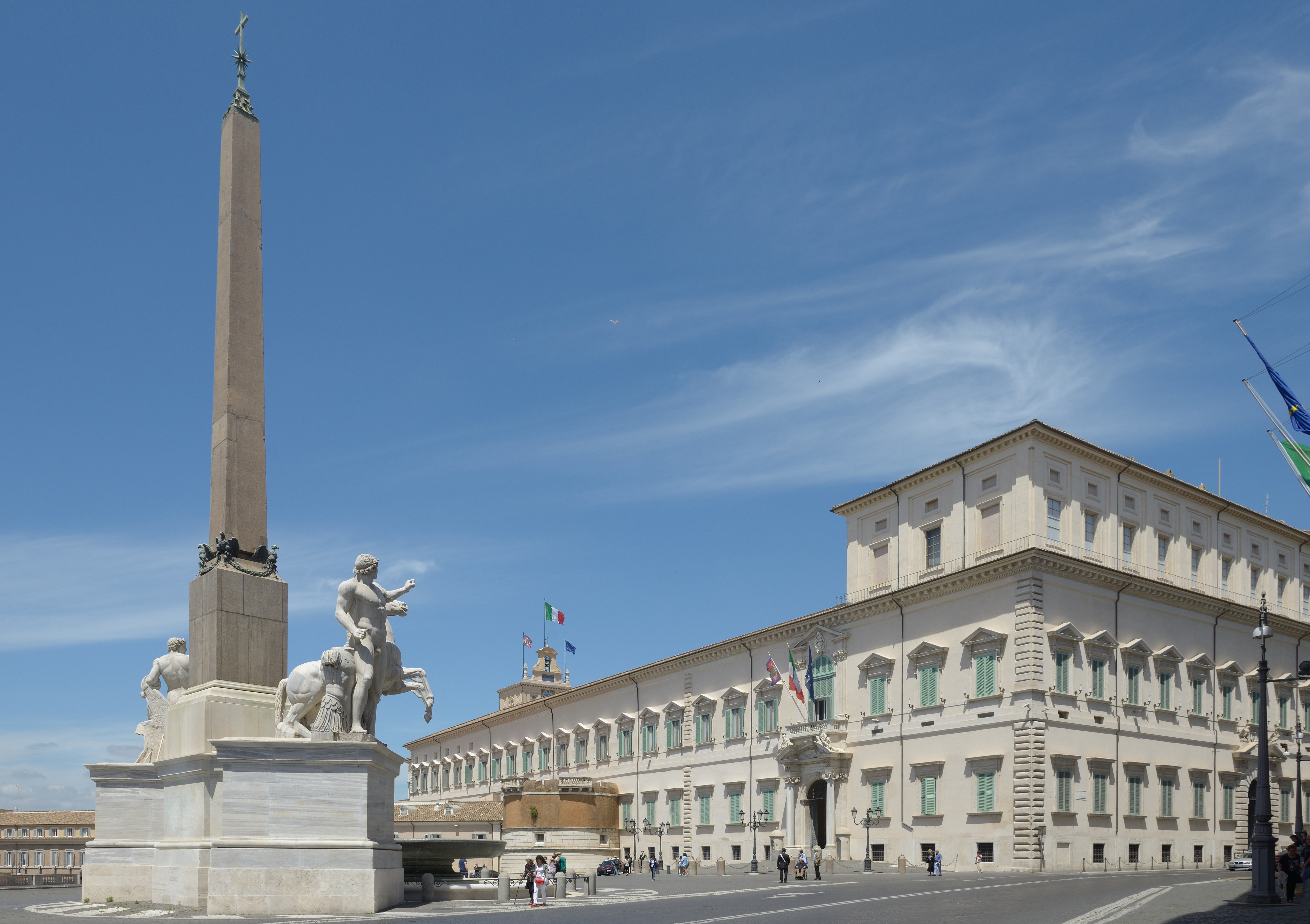
奎里纳尔宫是意大利總統的官邸

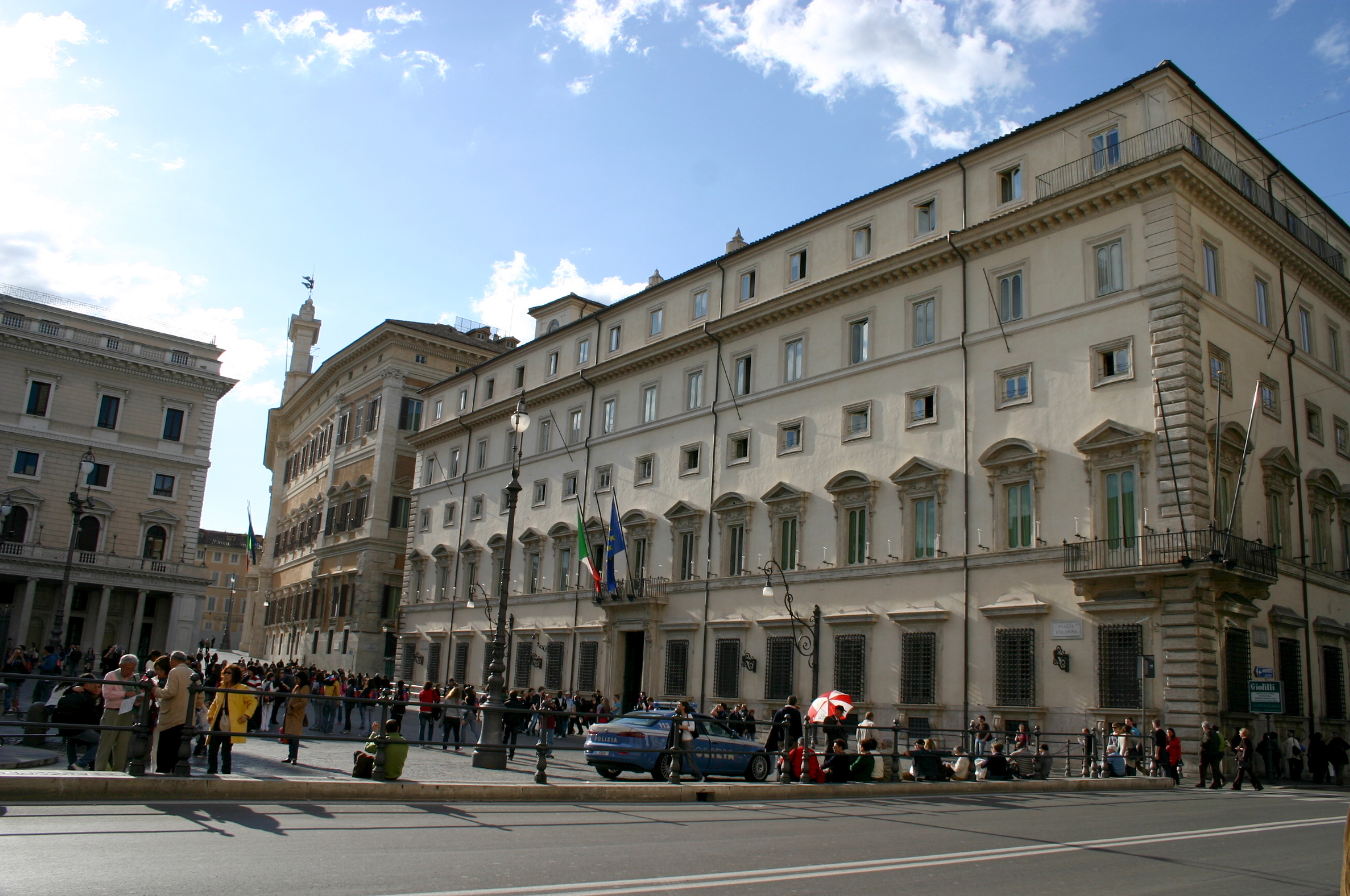
凱薩宮是意大利總理府

### 国内政治
意大利現行憲法於1947年12月22日由立憲大會通過。憲法規定意大利是一個建立在勞動基礎上的民主共和國。
意大利國會是最高立法和監督機構，採用兩院制議會形式，由共和國參議院和眾議院組成。兩院權力相等，可各自通過決議，但兩院決議相互關聯。參、眾兩院分別有315個和630個席位，參、眾議員均由普選產生（意大利公民年滿18歲即可享有選舉權，但年滿25歲方可有權參選議員），兩院議員任期最長為5年，但總理有權向總統要求提前解散國會。国会议员的选举实行比例代表制，各政党和政治组织按所获选票的比例分配议席。为了防止权力过于分散，法律规定了获得议席的最低选票限额。全国有32个众议员选区，按多名选举制选出630名众议员，即一个选区内可选举2名以上众议员。参议院选举以大区为单位，按单名选举制产生315名参议员，即按选区内应选参议员名额划分选举分区，每个分区只选1名参议员。
意大利總統每七年由議會選舉選出，權力屬象徵性。總統可以任命國會的人事，是法院的首長，也是意大利軍隊的總指揮官。總統可以任命總理，而總理則可以任命其他部長的人事。
意大利总理正式名稱為「部長會議主席」，是意大利共和國的最高行政首長，也是意大利實際的政府首腦，領導各行政機關運作。其產生方式，為國會議員之中擇一提名，經意大利國會兩院議決指名，再依此由意大利總統任命。
義大利憲法法院主要是檢查和監督法律條文是否符合憲法，由15名法官組成，任期9年，不得兼職，享有豁免權。此外，還依次設有地方調解法官、初審法院（輕罪）、法庭、初審法院（負責民事和刑事案件）、上訴法院、最高上訴法院、審計院（主管公共帳目及養老金）等。
2014年8月8日，意大利政府提出改革法案，屆議會參議員人數將從現行的315人削減至100人，參議院將不再具有與眾議院同樣的立法權，參議院將無權對被法院定罪的參議員進行赦免。政府年度預算是否通過將完全由眾議院簡單多數決定，參議院也將無權發起政府不信任案投票。该法案在2015年10月13日与2016年1月11日分别由参、众两院首次通过，于2016年12月4日进行修宪公投。2016年12月5日，在票站调查结果显示公投不获通过后，意大利总理马泰奥·伦齐宣布辞职。

### 外交
意大利是歐洲共同體－現在歐洲聯盟的創始成員之一。意大利在1955年加入聯合國，也是北大西洋公約組織（NATO）、經濟合作與發展組織（OECD）、關稅與貿易總協定/世界貿易組織（GATT/WTO）、歐洲安全與合作組織（OSCE）、歐洲委員會與中歐倡議組織（Central European Initiative）的成員與主要擁護者。意大利最近也輪流擔任國際組織的主席，包括1994年擔任歐安組織的前身－歐洲安全與合作組織（CSCE）、八大工業國集團及歐盟的輪任主席。
意大利支持聯合國與國際安全活動。意大利在索馬利亞、莫三比克與東帝汶等國部署部隊支持聯合國維和任務，並支持北約與聯合國在波士尼亞、科索沃和阿爾巴尼亞的行動。意大利在2003年2月於阿富汗部署2,000名士兵支持持久自由軍事行動（OEF）。意大利仍然支持國際共同努力來重建與穩定伊拉克，但是在2006年11月已撤出軍事特遣隊約3,200名士兵，只留下人道主義工作人員和其他文職人員。意大利在2006年8月派出大約2,450名士兵抵達黎巴嫩，支援聯合國維和任務的聯合國黎巴嫩臨時部隊（UNIFIL）。此外意大利自2007年2月2日，派遣克勞迪奧·格拉奇亞諾（Claudio Graziano）擔任意大利在聯合國維和部隊的司令。

### 行政区划
意大利分为20个大区（regione，含5个特殊地位大区）、14个广域市（città metropolitana）、80个省（provincia）、2个自治省（provincia autonoma）、6个自由市镇联合体（libero consorzio comunale）和7903个市镇（comune）（截至2020年1月）。
| 地圖 | 大區                                         | 首府       | 面積 (km²) | 面積 (sq mi) | 人口       |
| --- | -------------------------------------------- | ---------- | ---------- | ------------ | ---------- |
| 普利亚 巴西利卡塔 卡拉布里亚 西西里 莫利塞 坎帕尼亚 阿布鲁佐 拉齐奥 翁布里亚 马尔凯 托斯卡纳 撒丁 艾米利亚-罗马涅 利古里亚 皮埃蒙特 弗留利 · 威尼斯朱利亚 瓦莱达 · 奥斯塔 南蒂罗尔 特伦托 威尼托 伦巴第 亚得里亚海 伊奥尼亚海 地中海 第勒尼安海 利古里亚海 | 阿布鲁佐（Abruzzo）                          | 拉奎拉     | 10,763     | 4,156        | 1,331,574  |
| 普利亚 巴西利卡塔 卡拉布里亚 西西里 莫利塞 坎帕尼亚 阿布鲁佐 拉齐奥 翁布里亚 马尔凯 托斯卡纳 撒丁 艾米利亚-罗马涅 利古里亚 皮埃蒙特 弗留利 · 威尼斯朱利亚 瓦莱达 · 奥斯塔 南蒂罗尔 特伦托 威尼托 伦巴第 亚得里亚海 伊奥尼亚海 地中海 第勒尼安海 利古里亚海 | 瓦莱达奥斯塔（Vallée d'Aoste）               | 奥斯塔     | 3,263      | 1,260        | 128,298    |
| 普利亚 巴西利卡塔 卡拉布里亚 西西里 莫利塞 坎帕尼亚 阿布鲁佐 拉齐奥 翁布里亚 马尔凯 托斯卡纳 撒丁 艾米利亚-罗马涅 利古里亚 皮埃蒙特 弗留利 · 威尼斯朱利亚 瓦莱达 · 奥斯塔 南蒂罗尔 特伦托 威尼托 伦巴第 亚得里亚海 伊奥尼亚海 地中海 第勒尼安海 利古里亚海 | 普利亚（Puglia）                             | 巴里       | 19,358     | 7,474        | 4,090,105  |
| 普利亚 巴西利卡塔 卡拉布里亚 西西里 莫利塞 坎帕尼亚 阿布鲁佐 拉齐奥 翁布里亚 马尔凯 托斯卡纳 撒丁 艾米利亚-罗马涅 利古里亚 皮埃蒙特 弗留利 · 威尼斯朱利亚 瓦莱达 · 奥斯塔 南蒂罗尔 特伦托 威尼托 伦巴第 亚得里亚海 伊奥尼亚海 地中海 第勒尼安海 利古里亚海 | 巴西利卡塔（Basilicata）                     | 波坦察     | 9,995      | 3,859        | 576,619    |
| 普利亚 巴西利卡塔 卡拉布里亚 西西里 莫利塞 坎帕尼亚 阿布鲁佐 拉齐奥 翁布里亚 马尔凯 托斯卡纳 撒丁 艾米利亚-罗马涅 利古里亚 皮埃蒙特 弗留利 · 威尼斯朱利亚 瓦莱达 · 奥斯塔 南蒂罗尔 特伦托 威尼托 伦巴第 亚得里亚海 伊奥尼亚海 地中海 第勒尼安海 利古里亚海 | 卡拉布里亚（Calabria）                       | 卡坦扎罗   | 15,080     | 5,822        | 1,976,631  |
| 普利亚 巴西利卡塔 卡拉布里亚 西西里 莫利塞 坎帕尼亚 阿布鲁佐 拉齐奥 翁布里亚 马尔凯 托斯卡纳 撒丁 艾米利亚-罗马涅 利古里亚 皮埃蒙特 弗留利 · 威尼斯朱利亚 瓦莱达 · 奥斯塔 南蒂罗尔 特伦托 威尼托 伦巴第 亚得里亚海 伊奥尼亚海 地中海 第勒尼安海 利古里亚海 | 坎帕尼亚（Campania）                         | 拿坡里     | 13,590     | 5,247        | 5,861,529  |
| 普利亚 巴西利卡塔 卡拉布里亚 西西里 莫利塞 坎帕尼亚 阿布鲁佐 拉齐奥 翁布里亚 马尔凯 托斯卡纳 撒丁 艾米利亚-罗马涅 利古里亚 皮埃蒙特 弗留利 · 威尼斯朱利亚 瓦莱达 · 奥斯塔 南蒂罗尔 特伦托 威尼托 伦巴第 亚得里亚海 伊奥尼亚海 地中海 第勒尼安海 利古里亚海 | 艾米利亚-罗马涅（Emilia-Romagna）            | 博洛尼亚   | 22,446     | 8,666        | 4,450,508  |
| 普利亚 巴西利卡塔 卡拉布里亚 西西里 莫利塞 坎帕尼亚 阿布鲁佐 拉齐奥 翁布里亚 马尔凯 托斯卡纳 撒丁 艾米利亚-罗马涅 利古里亚 皮埃蒙特 弗留利 · 威尼斯朱利亚 瓦莱达 · 奥斯塔 南蒂罗尔 特伦托 威尼托 伦巴第 亚得里亚海 伊奥尼亚海 地中海 第勒尼安海 利古里亚海 | 弗留利-威尼斯朱利亚（Friuli-Venezia Giulia） | 的里雅斯特 | 7,858      | 3,034        | 1,227,122  |
| 普利亚 巴西利卡塔 卡拉布里亚 西西里 莫利塞 坎帕尼亚 阿布鲁佐 拉齐奥 翁布里亚 马尔凯 托斯卡纳 撒丁 艾米利亚-罗马涅 利古里亚 皮埃蒙特 弗留利 · 威尼斯朱利亚 瓦莱达 · 奥斯塔 南蒂罗尔 特伦托 威尼托 伦巴第 亚得里亚海 伊奥尼亚海 地中海 第勒尼安海 利古里亚海 | 拉齐奥（Lazio）                              | 罗马       | 17,236     | 6,655        | 5,892,425  |
| 普利亚 巴西利卡塔 卡拉布里亚 西西里 莫利塞 坎帕尼亚 阿布鲁佐 拉齐奥 翁布里亚 马尔凯 托斯卡纳 撒丁 艾米利亚-罗马涅 利古里亚 皮埃蒙特 弗留利 · 威尼斯朱利亚 瓦莱达 · 奥斯塔 南蒂罗尔 特伦托 威尼托 伦巴第 亚得里亚海 伊奥尼亚海 地中海 第勒尼安海 利古里亚海 | 利古里亚（Liguria）                          | 热那亚     | 5,422      | 2,093        | 1,583,263  |
| 普利亚 巴西利卡塔 卡拉布里亚 西西里 莫利塞 坎帕尼亚 阿布鲁佐 拉齐奥 翁布里亚 马尔凯 托斯卡纳 撒丁 艾米利亚-罗马涅 利古里亚 皮埃蒙特 弗留利 · 威尼斯朱利亚 瓦莱达 · 奥斯塔 南蒂罗尔 特伦托 威尼托 伦巴第 亚得里亚海 伊奥尼亚海 地中海 第勒尼安海 利古里亚海 | 伦巴第（Lombardia）                          | 米蘭       | 23,844     | 9,206        | 10,002,615 |
| 普利亚 巴西利卡塔 卡拉布里亚 西西里 莫利塞 坎帕尼亚 阿布鲁佐 拉齐奥 翁布里亚 马尔凯 托斯卡纳 撒丁 艾米利亚-罗马涅 利古里亚 皮埃蒙特 弗留利 · 威尼斯朱利亚 瓦莱达 · 奥斯塔 南蒂罗尔 特伦托 威尼托 伦巴第 亚得里亚海 伊奥尼亚海 地中海 第勒尼安海 利古里亚海 | 马尔凯（Marche）                             | 安科纳     | 9,366      | 3,616        | 1,550,796  |
| 普利亚 巴西利卡塔 卡拉布里亚 西西里 莫利塞 坎帕尼亚 阿布鲁佐 拉齐奥 翁布里亚 马尔凯 托斯卡纳 撒丁 艾米利亚-罗马涅 利古里亚 皮埃蒙特 弗留利 · 威尼斯朱利亚 瓦莱达 · 奥斯塔 南蒂罗尔 特伦托 威尼托 伦巴第 亚得里亚海 伊奥尼亚海 地中海 第勒尼安海 利古里亚海 | 莫利塞（Molise）                             | 坎波巴索   | 4,438      | 1,713        | 313,348    |
| 普利亚 巴西利卡塔 卡拉布里亚 西西里 莫利塞 坎帕尼亚 阿布鲁佐 拉齐奥 翁布里亚 马尔凯 托斯卡纳 撒丁 艾米利亚-罗马涅 利古里亚 皮埃蒙特 弗留利 · 威尼斯朱利亚 瓦莱达 · 奥斯塔 南蒂罗尔 特伦托 威尼托 伦巴第 亚得里亚海 伊奥尼亚海 地中海 第勒尼安海 利古里亚海 | 皮埃蒙特（Piemonte）                         | 都灵       | 25,402     | 9,808        | 4,424,467  |
| 普利亚 巴西利卡塔 卡拉布里亚 西西里 莫利塞 坎帕尼亚 阿布鲁佐 拉齐奥 翁布里亚 马尔凯 托斯卡纳 撒丁 艾米利亚-罗马涅 利古里亚 皮埃蒙特 弗留利 · 威尼斯朱利亚 瓦莱达 · 奥斯塔 南蒂罗尔 特伦托 威尼托 伦巴第 亚得里亚海 伊奥尼亚海 地中海 第勒尼安海 利古里亚海 | 撒丁（Sardegna）                             | 卡利亚里   | 24,090     | 9,301        | 1,663,286  |
| 普利亚 巴西利卡塔 卡拉布里亚 西西里 莫利塞 坎帕尼亚 阿布鲁佐 拉齐奥 翁布里亚 马尔凯 托斯卡纳 撒丁 艾米利亚-罗马涅 利古里亚 皮埃蒙特 弗留利 · 威尼斯朱利亚 瓦莱达 · 奥斯塔 南蒂罗尔 特伦托 威尼托 伦巴第 亚得里亚海 伊奥尼亚海 地中海 第勒尼安海 利古里亚海 | 西西里（Sicilia）                            | 巴勒莫     | 25,711     | 9,927        | 5,092,080  |
| 普利亚 巴西利卡塔 卡拉布里亚 西西里 莫利塞 坎帕尼亚 阿布鲁佐 拉齐奥 翁布里亚 马尔凯 托斯卡纳 撒丁 艾米利亚-罗马涅 利古里亚 皮埃蒙特 弗留利 · 威尼斯朱利亚 瓦莱达 · 奥斯塔 南蒂罗尔 特伦托 威尼托 伦巴第 亚得里亚海 伊奥尼亚海 地中海 第勒尼安海 利古里亚海 | 托斯卡纳（Toscana）                          | 佛罗伦萨   | 22,993     | 8,878        | 3,752,654  |
| 普利亚 巴西利卡塔 卡拉布里亚 西西里 莫利塞 坎帕尼亚 阿布鲁佐 拉齐奥 翁布里亚 马尔凯 托斯卡纳 撒丁 艾米利亚-罗马涅 利古里亚 皮埃蒙特 弗留利 · 威尼斯朱利亚 瓦莱达 · 奥斯塔 南蒂罗尔 特伦托 威尼托 伦巴第 亚得里亚海 伊奥尼亚海 地中海 第勒尼安海 利古里亚海 | 特伦蒂诺-上阿迪杰（Trentino-Alto Adige）     | 特伦托     | 13,607     | 5,254        | 1,055,934  |
| 普利亚 巴西利卡塔 卡拉布里亚 西西里 莫利塞 坎帕尼亚 阿布鲁佐 拉齐奥 翁布里亚 马尔凯 托斯卡纳 撒丁 艾米利亚-罗马涅 利古里亚 皮埃蒙特 弗留利 · 威尼斯朱利亚 瓦莱达 · 奥斯塔 南蒂罗尔 特伦托 威尼托 伦巴第 亚得里亚海 伊奥尼亚海 地中海 第勒尼安海 利古里亚海 | 翁布里亚（Umbria）                           | 佩鲁贾     | 8,456      | 3,265        | 894,762    |
| 普利亚 巴西利卡塔 卡拉布里亚 西西里 莫利塞 坎帕尼亚 阿布鲁佐 拉齐奥 翁布里亚 马尔凯 托斯卡纳 撒丁 艾米利亚-罗马涅 利古里亚 皮埃蒙特 弗留利 · 威尼斯朱利亚 瓦莱达 · 奥斯塔 南蒂罗尔 特伦托 威尼托 伦巴第 亚得里亚海 伊奥尼亚海 地中海 第勒尼安海 利古里亚海 | 威尼托（Veneto）                             | 威尼斯     | 18,399     | 7,104        | 4,927,596  |

## 軍事

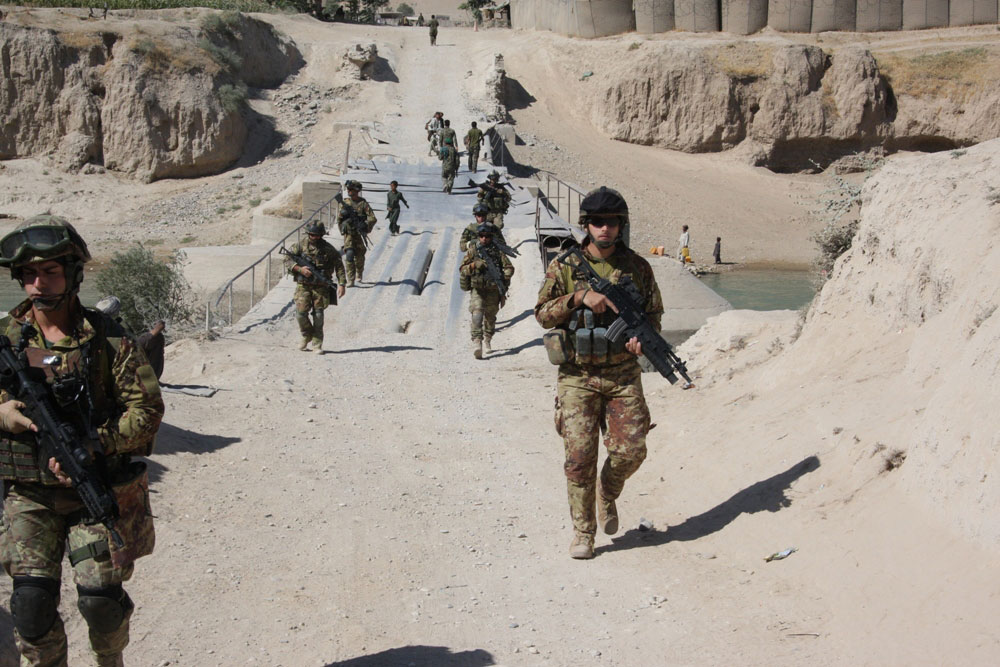
參與攻打阿富汗的意大利軍

意大利武裝部隊隸屬於意大利總統領導的最高國防委員會。意大利在2008年時可以即動員186, 798名現役軍人及114,778名憲兵。意大利的國防費用在2007年為331億美元，占GDP1.8%。因為意大利是北大西洋公約組織的成員，所以在核武器共有的政策下，意大利也擁有90枚美軍核武器，存放在格迪托里與阿維亞諾空軍基地。
意大利武裝部隊分成四個組成部分：陸軍、海軍、空軍以及憲兵。

### 陸軍
意大利陸軍是意大利共和國的地面武裝部隊。2008年時意大利陸軍總共擁有109,703名職業軍人。在參與聯合國維持和平行動中，意大利陸軍比較知名的裝備有半人馬裝甲車、C1公羊坦克和阿古斯塔A129貓鼬型直升機武裝直升機，最近也參與聯合國任務。意大利陸軍還裝備著大量的豹1型坦克和M113裝甲運兵車。

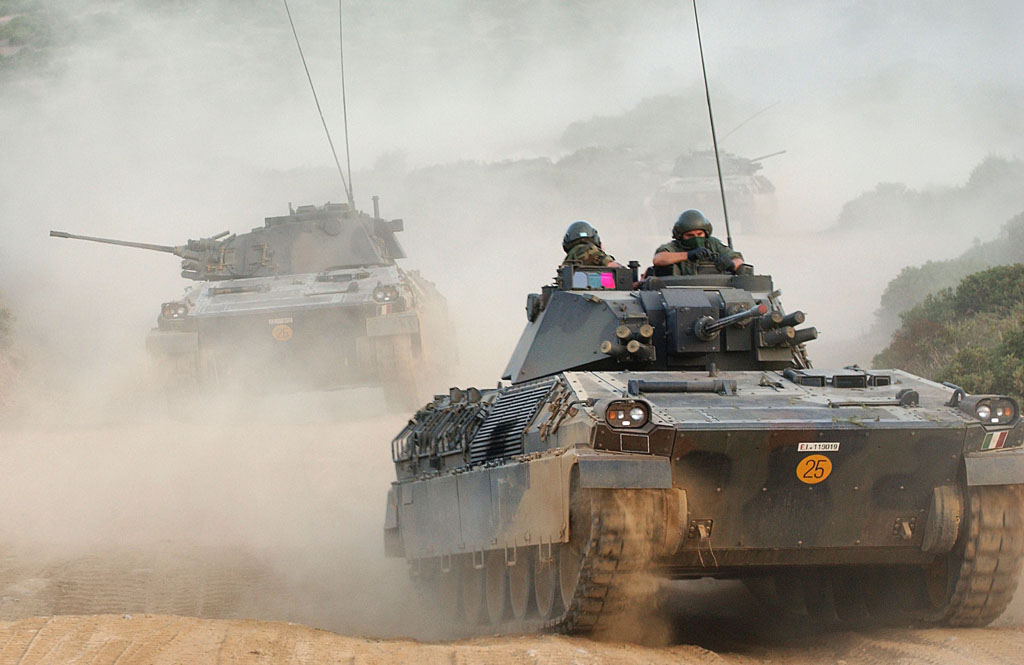
VCC-80 標槍步兵戰車

### 海軍

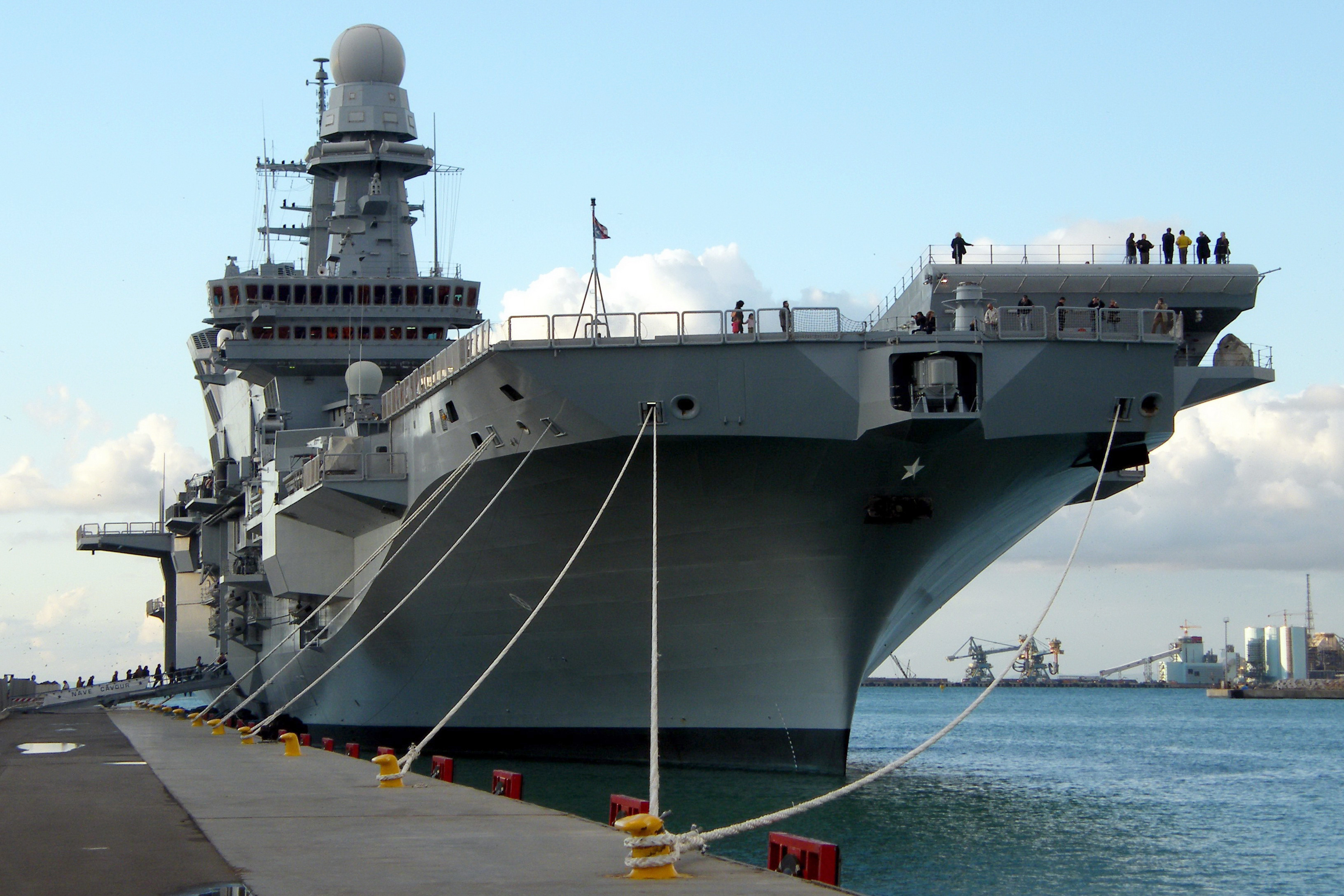
加富爾號航空母艦

意大利海軍是意大利武裝部分四個組成部分之一，成立於1946年，前身是意大利皇家海軍（Regia Marina）。意大利海軍目前擁有43,882人和各種艦種，包括航空母艦、驅逐艦、護衛艦、潛艇、兩棲攻擊艦及其他小型船艦，例如海洋研究船等。
意大利海軍裝備有大型的航空母艦（例如加富爾號）、新的驅逐艦、潛艇和多功能護衛艦。意大利海軍為北大西洋公約的一部分，參加了許多維持和平的聯合行動。意大利海軍被認為是世界第7強大的海軍。

### 空軍

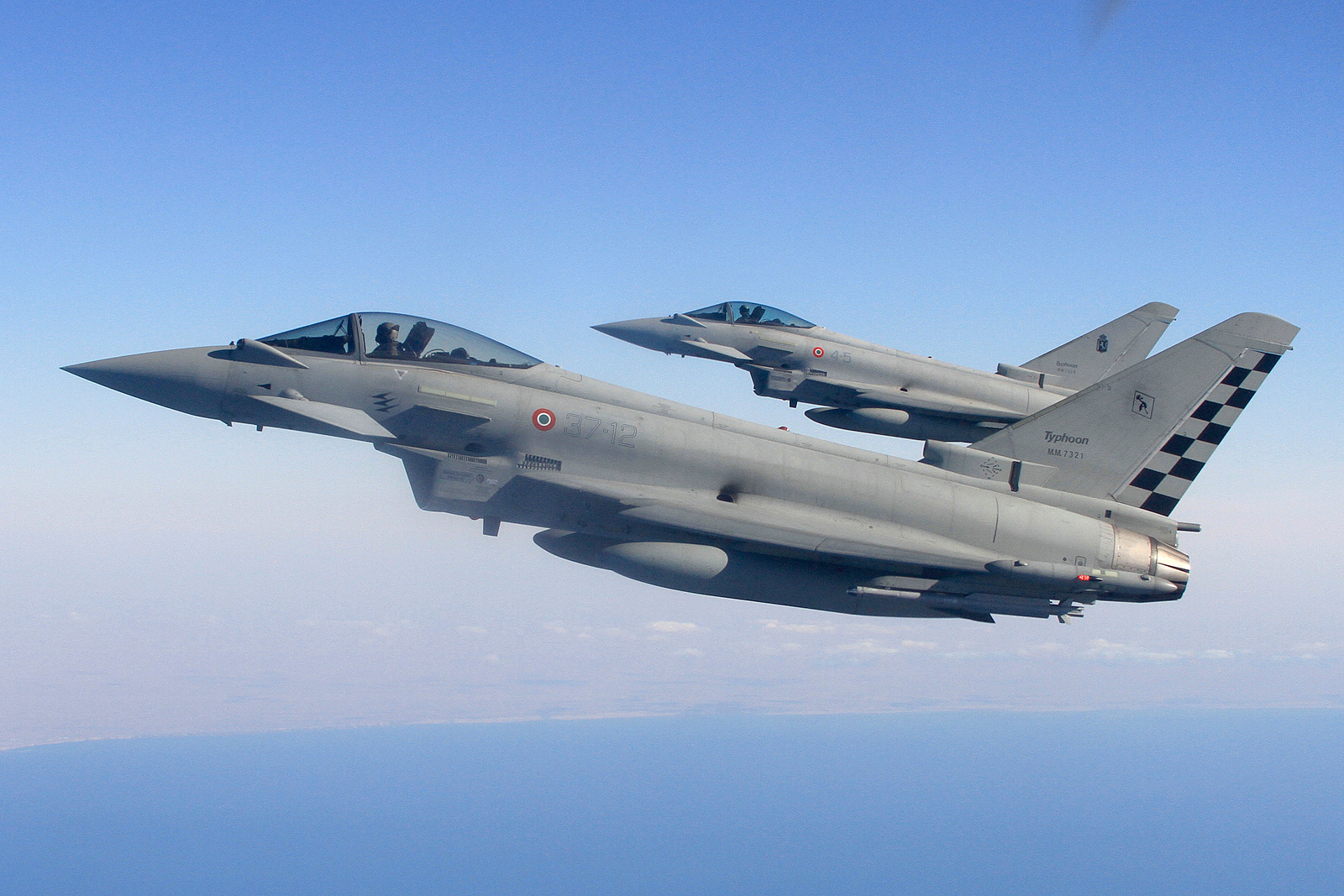
颱風戰鬥機是由意大利以及其他3個國家共同聯合研發完成

意大利空軍由意大利國王維托裏奧·埃馬努埃萊三世以意大利皇家空軍（Regia Aeronautica）的名稱，作為一個獨立的軍種創立於1923年3月28日。第二次世界大戰結束後，經過公民投票，意大利空軍被改成現在這個名字。意大利空軍在2008年總兵力為43,882人，擁有585架飛機，其中包括219架戰鬥機和114架直升機。為了取代租借龍捲風戰鬥轟炸機的計畫，意大利空軍已經租用30架F-16A批次15戰鬥機和4架F-16B批次10戰鬥機，而且擁有租用更多飛機的選擇權。意大利空軍近年來也計畫採購121架颱風戰鬥機以取代F-16戰鬥機。意大利空軍也預計針對龍捲風戰鬥轟炸機及AMX攻擊機進行現代化升級。意大利空軍運輸由22架C-130J與G.222運輸機所組成（其中12架將由G.222運輸機新型改良機種C-27J斯巴達人戰術運輸機來替換G222運輸機）。意大利空軍也正在計畫向美國購買F-35，雖然目前還沒有很多國家使用這種飛機。

### 憲兵
意大利憲兵包括國家憲兵及憲兵部隊，遵照意大利法律負責來監督軍隊及公民。意大利憲兵的各個部門擁有不同的功能，分別向不同的部會負責。當憲兵負責維持公眾秩序及安全時則須向內政部門負責。在2004年的第30屆G8會議中，意大利憲兵奉命建立一個優秀的憲兵中心以培訓參與國際維和行動的民事員警。

## 經濟

### 综述
根據國際貨幣基金的GDP資料，意大利在2022年是世界第8大經濟體，僅次於美國、中国、日本、德國、英國、法國和印度。意大利是歐洲四大經濟體之一，也是八國集團及歐洲聯盟的成員。
在第二次世界大戰結束後，意大利是從一個以農業為基礎的虛弱經濟體，成為高度工業化國家及國際貿易與出口金額位居世界領先地位的國家。不仅如此，意大利經濟規模與英國經濟相當。
意大利擁有高度的人類發展指數，位居世界第28位，超過希臘。意大利的黃金儲備數量為2,451.8公噸，位居世界第4位，僅次於國際貨幣基金組織、美國與德國，超過法國與中國。意大利的資本主義經濟由北部的發達的大型私人工業和南部傳統的農業所組成。意大利也以具影響力及創新的商業、勤勞及競爭力十足的農業、具有創意及高品質汽車與電器工業及服裝設計聞名於世。

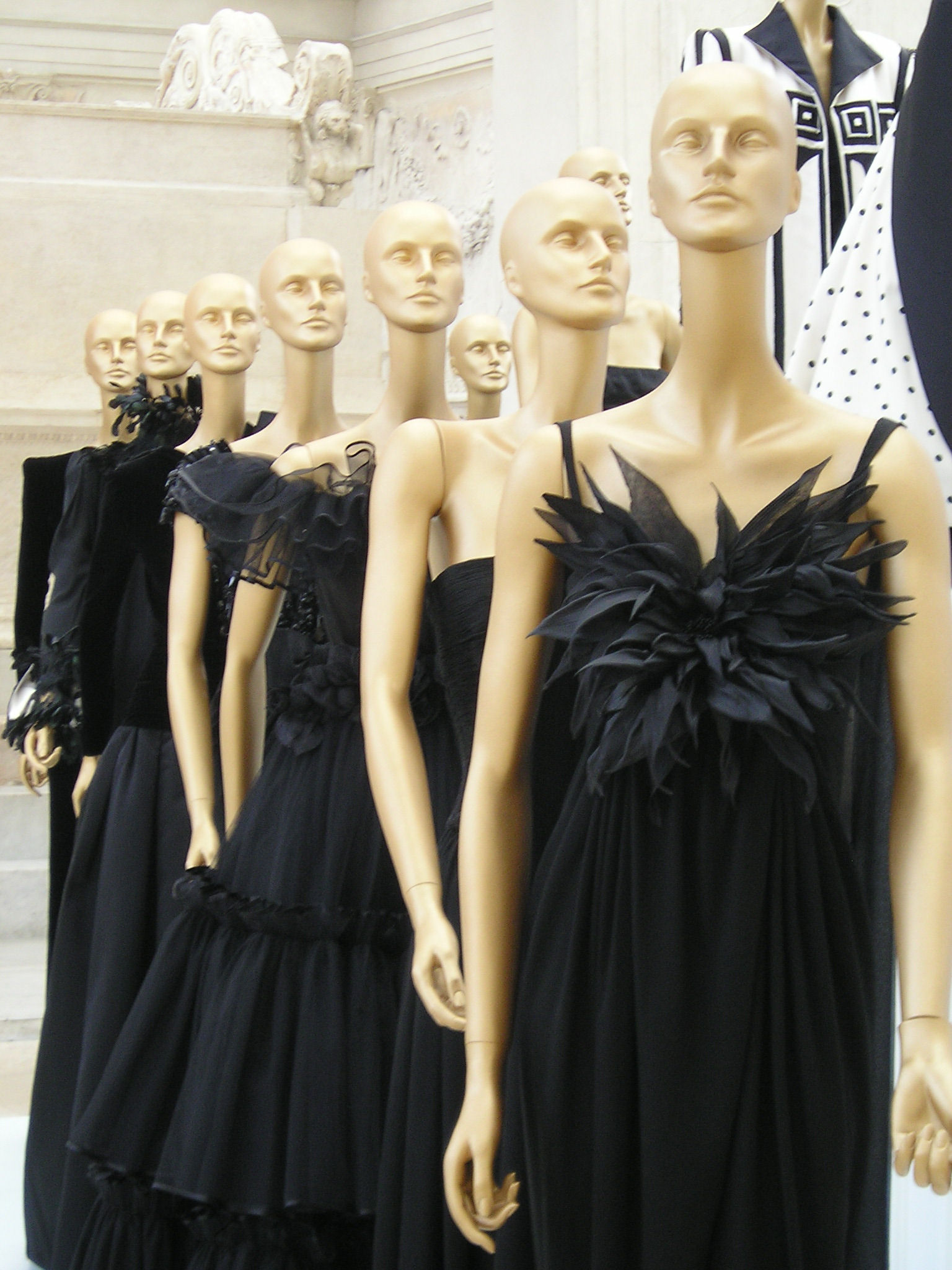
范倫鐵諾服飾

意大利平均成長率從1964年開始曾經達到8%以上，但是在過去10年之間，平均成長率下降到1.23%，低於歐盟的平均成長率2.28%。意大利也常被稱為歐洲病夫，主要是因為它的經濟發展遲緩、政治鬆散及改革計畫問題叢生所致。意大利南北生活水準有相當大的鴻溝。意大利北部人均國內生產總值遠遠超過歐盟平均水準（例如博尔扎诺自治省在2006年的每人GDP平均可達32,900歐元（約43,861美元），是歐洲聯盟平均值的135.5％）。但是一些地區及意大利南部省份則低於歐盟平均水準（例如坎帕尼亞，它每人GDP平均僅為16,294歐元，約21,722美元）。
因為意大利缺乏天然資源及能源，而且領土過於崎嶇，導致大部分的地區都不適合精細農業發展，運輸也不發達。能源極為依賴外國進口，2006年有超過86%的能源是國外進口，包括99.7%的固態燃料、92.5%的石油、91.2%天然氣及15%的電力。意大利也是世界第6大風力生產國，位居印度之後，優於法國與英國，2008年的產能為373,610億瓦特。意大利目前沒有使用核發電，意大利大部分的電力是由天然氣、石油、煤和水力發電來提供的。
意大利的經濟也缺乏基礎建設、市場改革及研究經費。意大利每年從歐洲聯盟收取發展援助經費，從2000年至2006年之間總共收取274億歐元的經費。在2008年的經濟自由度指數排行中，意大利名列世界第64位，歐洲第29位，也是歐元區的最後1名。根據世界銀行的資料，意大利擁有高度自由的投資、貿易及商業活動。然而無效率的官僚政治、低資產權保護及高度的腐敗都是不利因素。除此之外，最新的資料顯示意大利的2006年研究開發費用只占1.14%，低於歐盟的平均水準1.84%及里斯本政策預計的3%。根據歐盟統計局的資料，意大利2008年的購買力水準大約與歐盟的平均水準差不多。

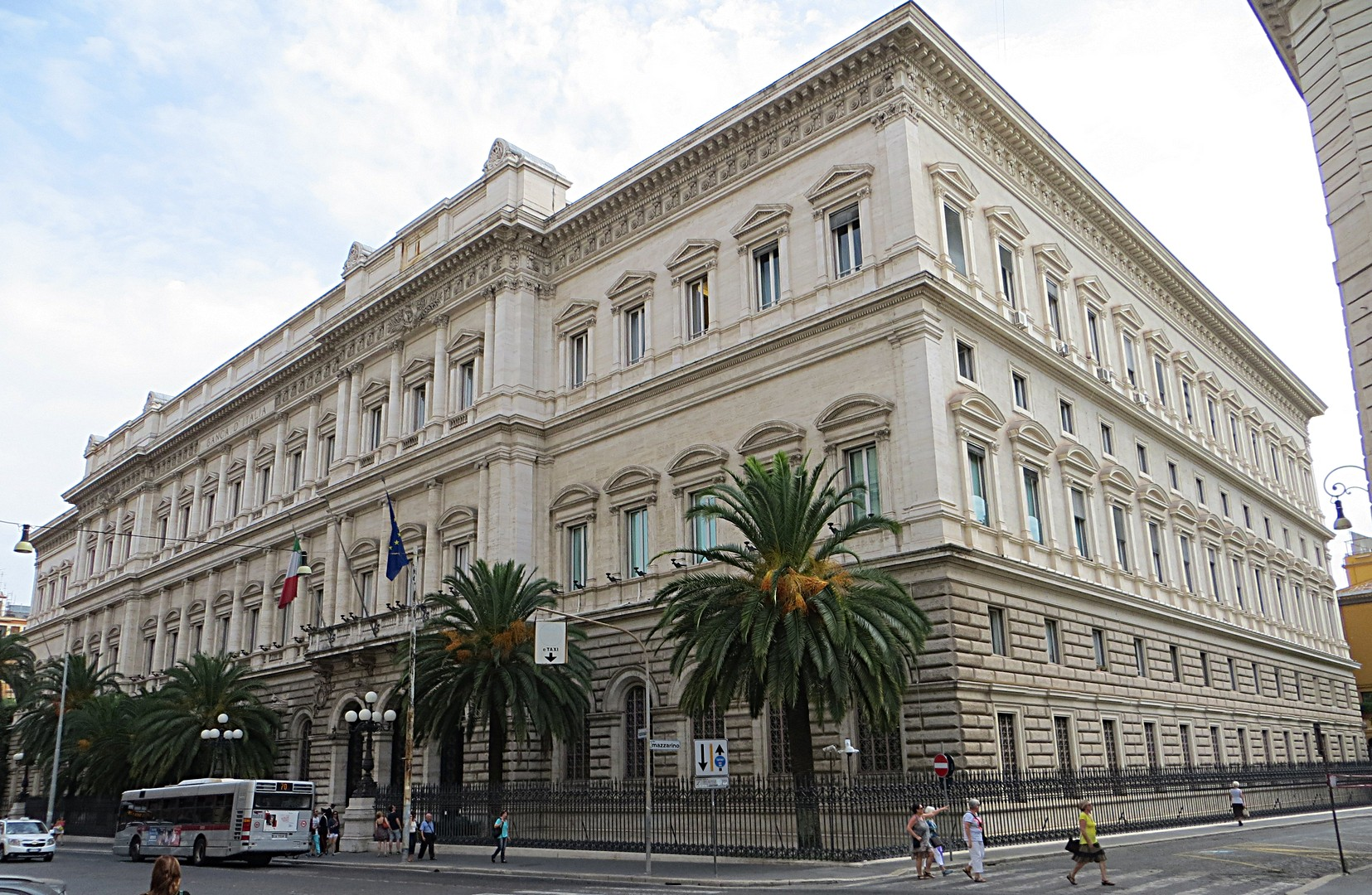
意大利銀行是意大利的中央銀行

與其他規模相當的經濟體相比，意大利擁有的世界級跨國公司數量較少。取而代之的是，這個國家主要的經濟實力建立在中小型企業上。其中一些中小型企業所生產的產品技術要求並不高，焦點放在利基市場的輸出及昂貴的產品上，因此面臨著來自中國和其他新興亞洲國家的競爭，它們能以低廉的勞動力成本廉價來出售同類產品。這些意大利中小型企業正提升自己的產品的技術含量予以應對，同時也把一些低階技術的製造產業轉移到那些勞動力更便宜的國家。這種企業平均規模較小的狀況是一個制約因素，而政府已經致力於鼓勵兼併重組，並改革那些限制這個國家大企業發展的既有規章制度。
世界500大企業中設立於意大利的公司則包括埃尼石油集團、忠利保險（Assicurazioni Generali）、意大利聯合信貸銀行、意大利國家電力公司（Enel）、菲亚特、意大利聯合聖保羅銀行（Intesa Sanpaolo）、意大利電信集團（Telecom Italia）、芬梅卡尼卡集團、好利獲得、歐翁與愛迪生（Edison）等。
意大利的汽車工業規模相當龐大，全國有超過196,000名勞工（2004年）從事相關企業。意大利的汽車工業貢獻國內生產總額約8.5%，也是歐洲第5大汽車製造國（2006年）。

### 工业
意大利工业十分发达，生产技术较为先进，且规模庞大，为西方七大工业国之一。与大多数国家不同，中小企业对意大利经济运行起着极其重要的作用。意中小企业创造的产值超过国内生产总值的三分之二，因而享有“中小企业王国”的美誉。意大利的年原油加工能力达1亿吨，有“欧洲炼油厂”之称。钢铁产量居欧洲第二位。塑料、拖拉机、汽车、电力等工业的生产技术及规模均居世界前列。此外，意大利的制革、制鞋、纺织、首饰、酿酒、机械、大理石开采、电子工业、造船、化工、军火等工业也相当发达。
意大利有多样化的造船业，可以制造适应于各种功能的船舶，包括游轮，轮渡，游艇等。

### 旅游业

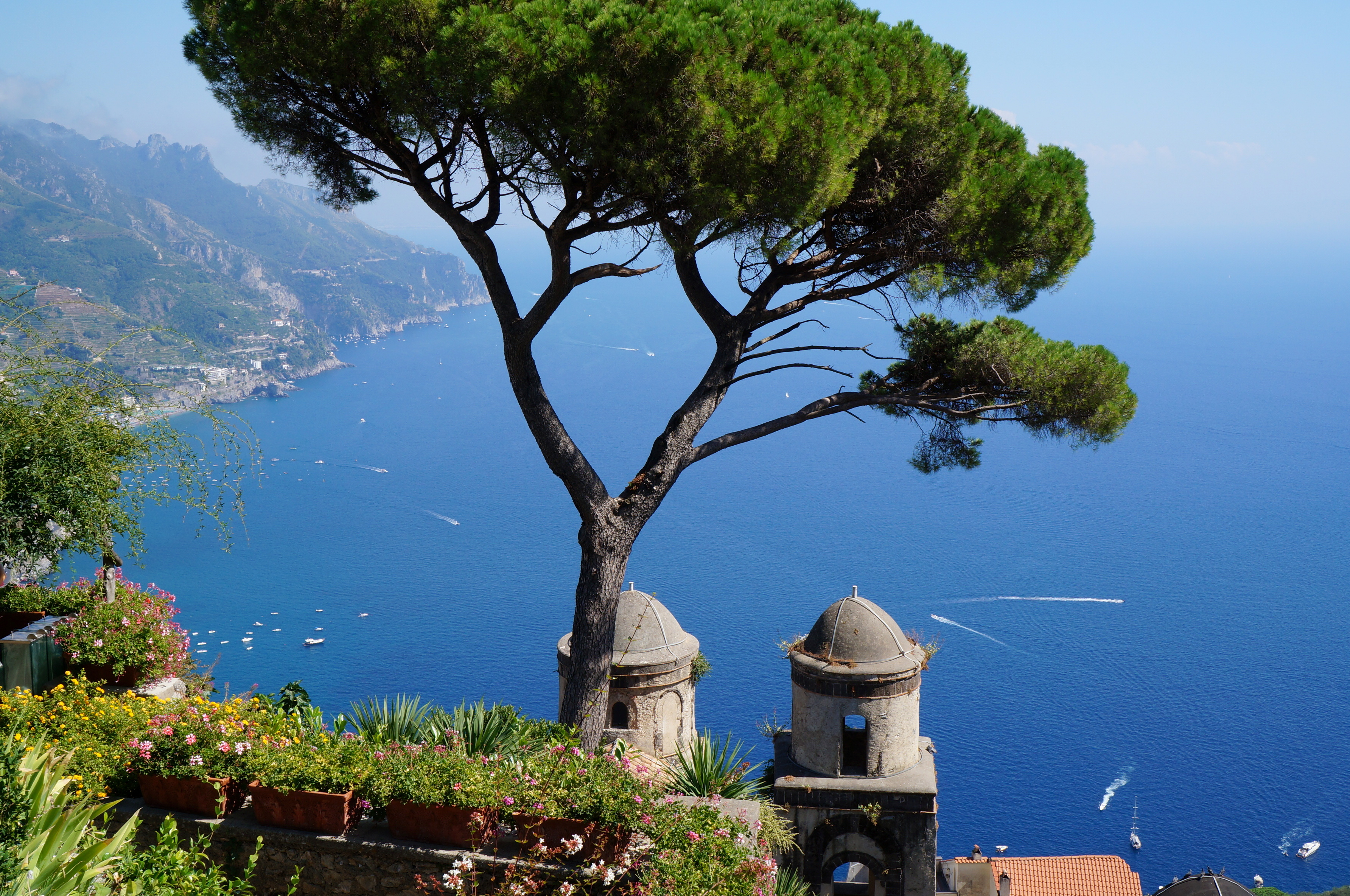
阿馬爾菲海岸是意大利最多遊客造訪的景點之一

旅游业是意大利成長最快且最具經濟利益的產業，估計每年有4,370萬遊客造訪意大利，並帶來4,270億觀光收入。意大利也是世界第5多最多遊客造訪的國家，旅游收入則排名世界第4位。意大利旅游业即使在1980年代中期與波斯灣戰爭期間下滑，在1990年代中期之後即逐漸恢復。意大利最多遊客造訪的旅游景點是羅馬競技場（每年吸引4,000,000人次造訪，位居世界第39位）與龐貝遺址（每年吸引2,500,000人次造訪，位居世界第48位）。
2008年意大利最多遊客造訪的城市分別是：羅馬（世界排名第6，總共6,123,000人次造訪）、米蘭（世界排名第52，總共1,914,000人次造訪）、威尼斯（世界排名第57，總共1,798,000人次造訪）、佛羅倫萨（世界排名第59，總共1,729,000人次造訪）、那不勒斯（世界排名第166，總共381,000人次造訪）、巴勒莫（世界排名第183，總共316,000人次造訪）、維羅納（世界排名第188，總共289,000人次造訪）、里米尼（世界排名第189，總共284,000人次造訪）、波隆納（世界排名第191，總共279,000人次造訪）、熱內亞（世界排名第200，總共243,000人次造訪）、杜林（世界排名第203，總共240,000人次造訪）及錫耶納（世界排名第229，總共163,000人次造訪）。
意大利旅游业非常的发达，旅游收入是意大利弥补国家收支逆差的第二大来源，其中罗马、佛罗伦萨、米兰、威尼斯等都是意大利的重要旅游景点。

### 进出口
意大利主要进口商品为石油、原料和食品等。

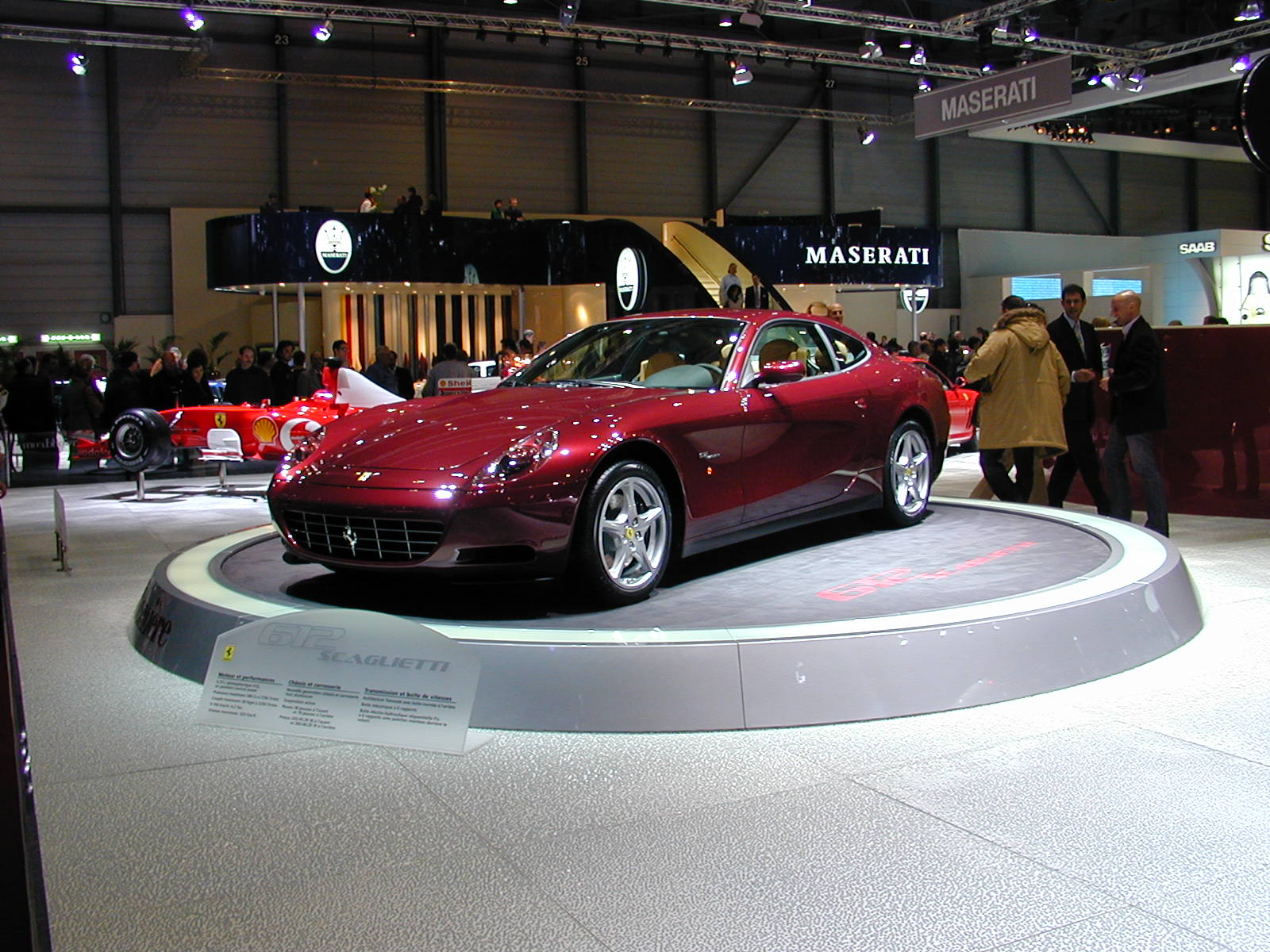
一輛法拉利612跑車，法拉利是意大利規模最大的跑車製造商之一

出口方面，意大利是世界第8大出口國。根據世界貿易組織的資料，意大利商品出口總額在2007年是491,507,000,000美元，商業與服務業為118,261,000,000美元。
意大利的主要出口產品是精密機械、車輛（包括工程車、豪華轎車、摩托車與滑板車，例如法拉利、藍寶堅尼、帕加尼、瑪莎拉蒂、愛快·羅密歐、菲亞特、杜卡迪、艾普利亞、奧古斯塔、卡吉瓦、畢摩塔、倍力尼及比雅久等）、化工（埃尼）與電子產品（例如意大利國家電力、愛迪生）、家庭用品（英迪新、卡迪（Candy）），但是意大利更著名的出口產品其實是食品（例如費列羅、百味來（Barilla）、馬提尼與羅西（Martini & Rossi）、金巴利、帕瑪拉特（Parmalat））與服飾（例如喬治·阿瑪尼、华伦天奴、範思哲、Dolce&Gabbana、貝納通、普拉達與Luxottica等）。航空及防衛產品（例如阿萊尼亞、奧古斯塔與芬梅卡尼卡）、遊艇（例如法拉帝（Ferretti）與阿茲慕特（Azimut））與槍械（貝瑞塔）也是意大利著名的出口產品。
意大利是一個重要的農業出口國，也是奇異果、葡萄（8,519,418噸）與朝鮮薊（469,980噸）世界上最大的出口與生產國。意大利在2005年的葡萄酒產量大約是全球的五分之一。
意大利最密切的貿易夥伴是歐洲聯盟其他國家，大約占59％的貿易總額。以百分比來看的話，意大利在歐盟最大的貿易夥伴是德國（12.9％）、法國（11.4％）和西班牙（7.4％）。

## 社会

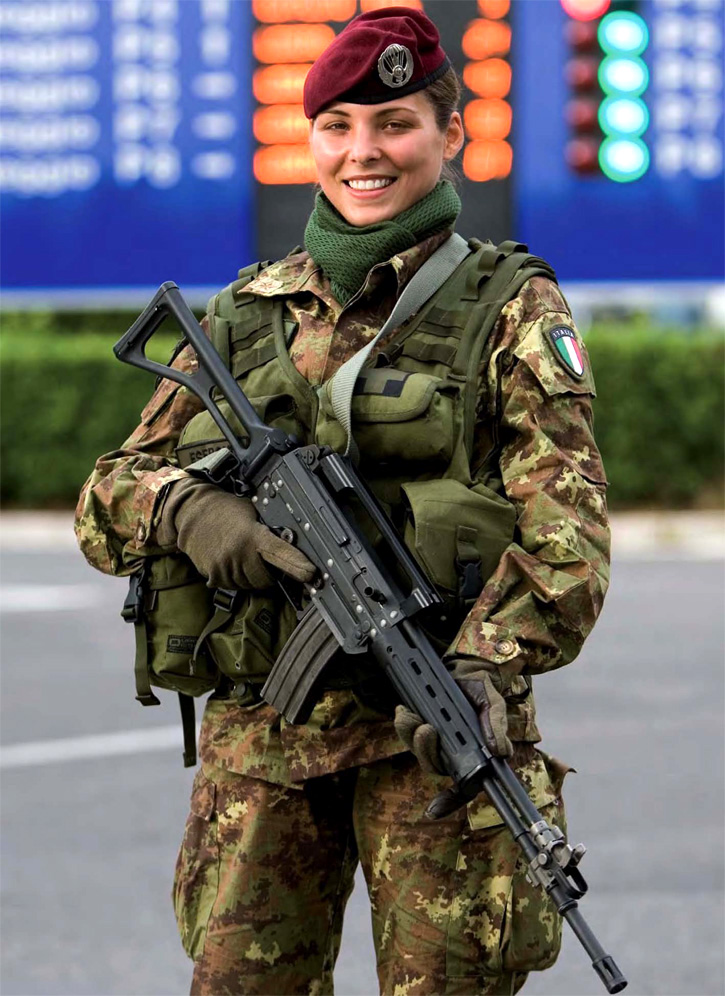
意大利女兵

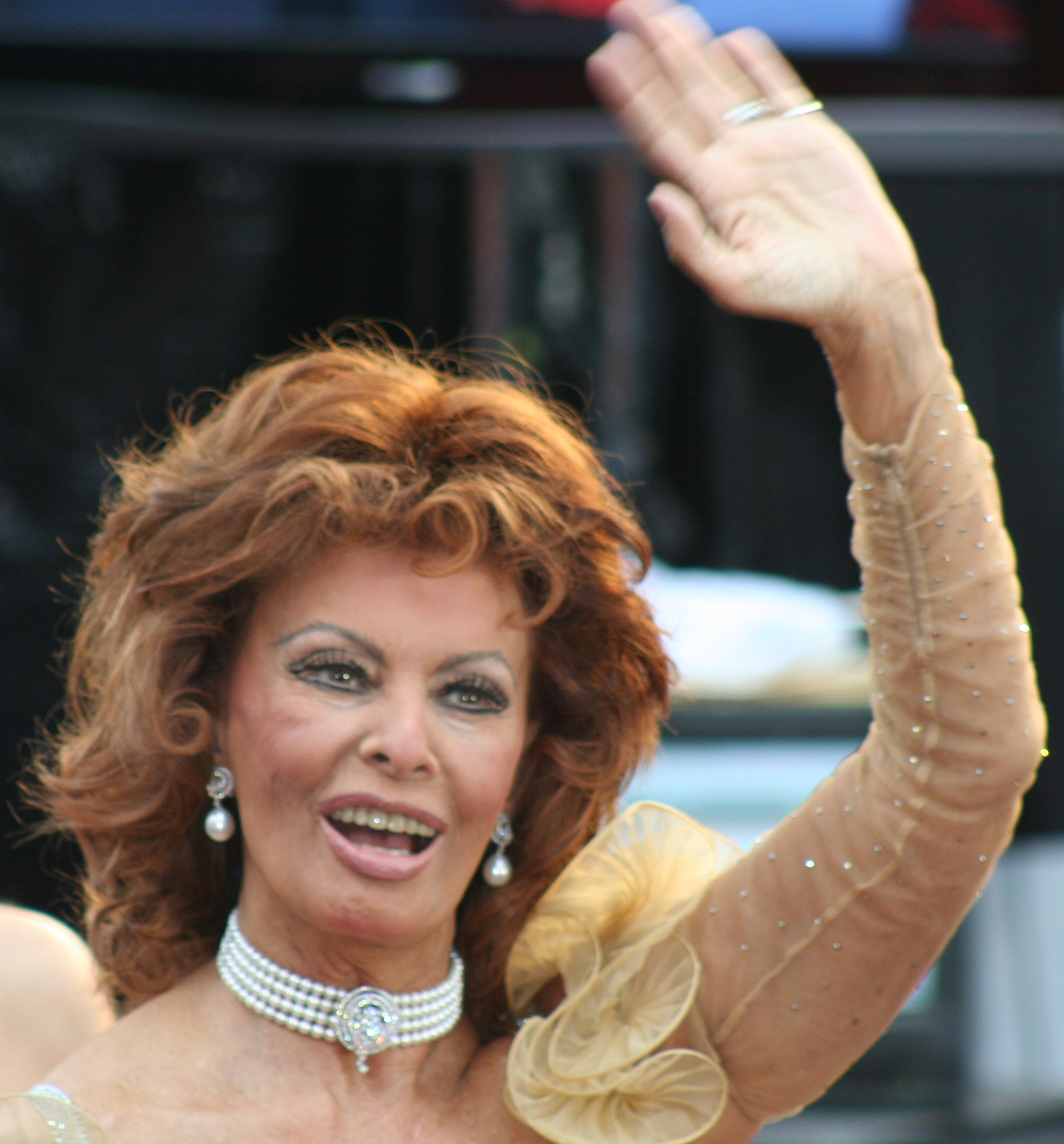
索非娅·罗兰是世界上最著名的意大利女演員之一

意大利的國家品牌價值在2009年名列世界第6位（僅次於法國、德國、英國、加拿大和日本，超越美國、瑞士、澳大利亞、瑞典和西班牙），也比2008年位居世界第9名進步。意大利在2009年的旅遊品牌為第1名，文化品牌第2名，人民品牌第3名，而移民品牌則是第9名。

### 人口

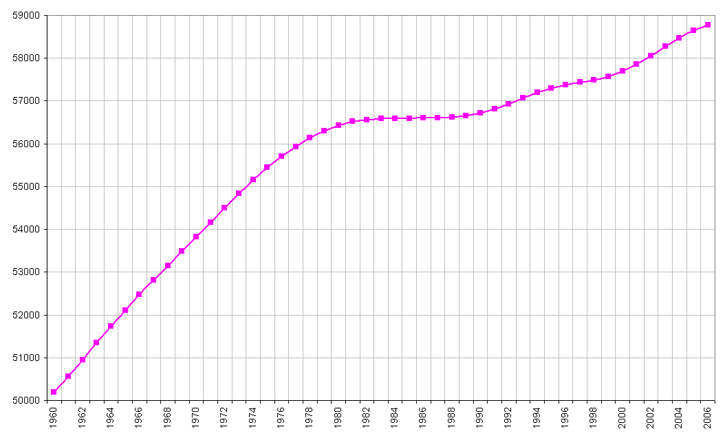
意大利人口從1960年至2006年間的變化

意大利人口在2008年結束時已經超過6,000萬人，目前是在歐盟排名第4，也是世界上人口第23多的國家。意大利的人口密度为每平方公里199.2人，位居欧盟第5位。意大利北部的密度最高，面積占全國1/3，而人口則幾乎有全國的50%。第二次世界大戰後，意大利因為長期的經濟衰弱，所以鄉村的人口紛紛遷移到城市。在這同時，許多外國移民也紛紛移居到意大利境內。高出生率一直持續到1970年代為止，然後逐漸下降，所以到2008年，有5分之1的意大利人超過65歲。即使如此，因為眾多的移民在20年內移入意大利，所以意大利的出生率在2000年卻是上升的。因為總和生育率在過去幾年大幅上升（因為外來移民及本地人的生育率皆上升），所以每名婦女在2008年時平均扶養1.41名子女，比2005年的1.32名更多。

#### 外來移民
意大利的外來移民仍然持續上升，直到2010年已經有4,279,000人，占總人口的7.1%，每年以388,000人的速度增加。最近一年的移民增加率是16.8%，而6年內的增加率則是122%。這些數字包括超過50萬的兒童，他們是出生在意大利的外國僑民－第二代移民正在成為人口組成一個重要的部分，但不包括後來獲得意大利國籍的外籍人士（在2008年總共有53,696人），不包括數量難以確定的所謂的非法移民。《波士頓環球報》（The Boston Globe）在2008年5月估計為有670,000人。
自從歐洲聯盟的範圍擴張之後，其他附近地區的人民不斷遷入意大利境內，尤其是東歐地區及亞洲，並取代北非成為主要的移民來源地區。目前意大利約有950,000羅馬尼亞人，其中10%是羅姆人。羅馬尼亞人取代阿爾巴尼亞及摩洛哥成為意大利最大的少數民族。不過根據官方估計，羅馬尼亞人實際的人口起碼是這個數字的2倍。
截至2009年，意大利境內的外國人細分如下：歐洲（53.5％）、非洲（22.3％）、亞洲（15.8％）、美洲（8.1％）與大洋洲（0.06％）。外國人在意大利的分布並不均衡：87.3％的移民居住在北部和中部地區（經濟最發達的地區），只有12.8％居住在半島的南部。

#### 意大利海外僑民

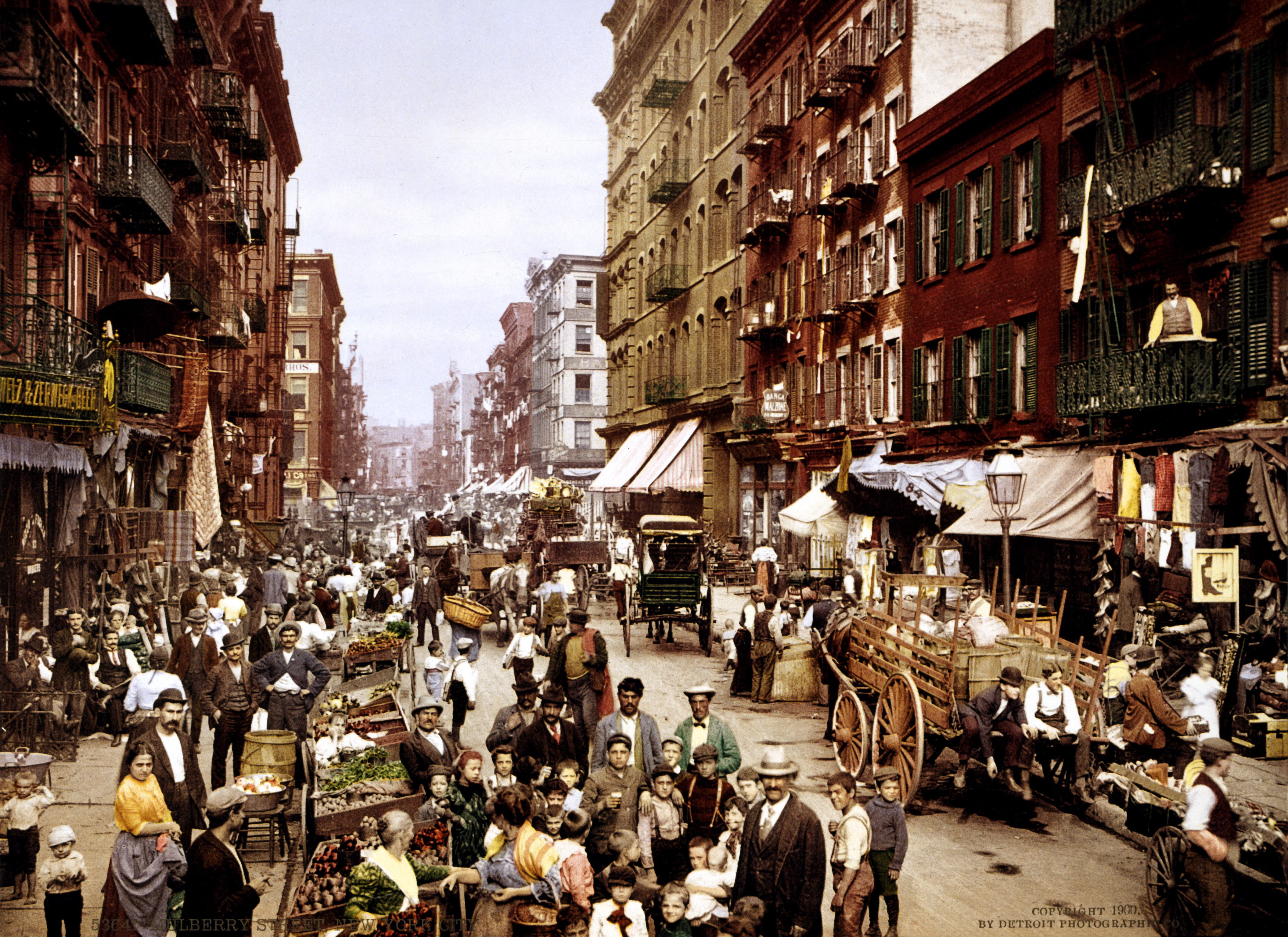
紐約曼哈頓小意大利，攝於1900年

意大利在1860年代末期國家統一後不久成為一個大規模移民的國家。1898年至1914年之間是意大利人外移的高峰年，每年大約有750,000意大利人移居外地。意大利人以前曾興盛的社區包括前非洲殖民地的厄利垂亞（在第二次世界大戰開始時約有近10萬人）、索馬利亞與利比亞（有150,000意大利人定居在利比亞，占約總人口的18％）。所有居住在利比亞的意大利人在1970年格達費上台後被逐出北非。
在第二次世界大戰結束後的10年間，最多意大利人居住的國家是南斯拉夫（350,000人）。許多祖先具有意大利血統的居民則分布在巴西（25,000,000人）、阿根廷（20,000,000人）、美國（17,800,000人）、法國（5,000,000人）、烏拉圭（1,500,000人）、加拿大（1,400,000人）、委內瑞拉（900,000人）與澳大利亞（800,000人）。

### 語言

意大利語使用地區分布圖。深藍色為官方語言地區，綠色為廣泛居民使用地區，淡藍色為部分居民使用地區

#### 意大利語
意大利的官方語言是意大利語。根據民族語估計，意大利大約有6500萬人使用這種語言，其他國家則有310萬人使用意大利語。然而世界各地使用意大利語當作第二語言或文化語言則有1億2000萬至1億5000萬人。
意大利語在意大利統一完成後開始改變，以佛羅倫萨各種托斯卡納語為基礎，有些介於南方的意大利-達爾馬提亞語與加洛羅曼語（Gallo-Romance languages）北意大利語之間。意大利語的發展也受到了民族大遷徙時傳入的日爾曼語影響。
不像大多數其他的羅曼語，意大利語保留了存在於拉丁語中的短和長子音。意大利語就像大多數羅曼語中，重音是獨特的。在羅曼語族中，意大利語的詞彙被認為是最接近拉丁語。

#### 少數語言
意大利全國各地擁有許多少數語言，有一些意大利人並不會講意大利語。但是國民教育體系的建立，導致講遍布全國各地的語言變化減少。標準化在1950年代和60年代由於經濟成長及傳播媒介和電視崛起（國家廣播公司幫助標準意大利語的形成）。
少數民族語言包括阿爾巴尼亞語、加泰隆尼亞語、克羅地亞語、法蘭克-普羅旺斯語、法語、弗留利語、德語、希臘語、拉登語、奧克語、薩丁尼亞語和斯洛維尼亞語。1999年頒布的一項法律承認這12種少數語言的存在，且對他們進行保護。

### 社會階級
意大利社會經常分為不同的社會階級。意大利社會可以分為資產階級、白領中產階級，小資產階級，農村小資產階級，城市工人階級及農村工人階級。

### 宗教

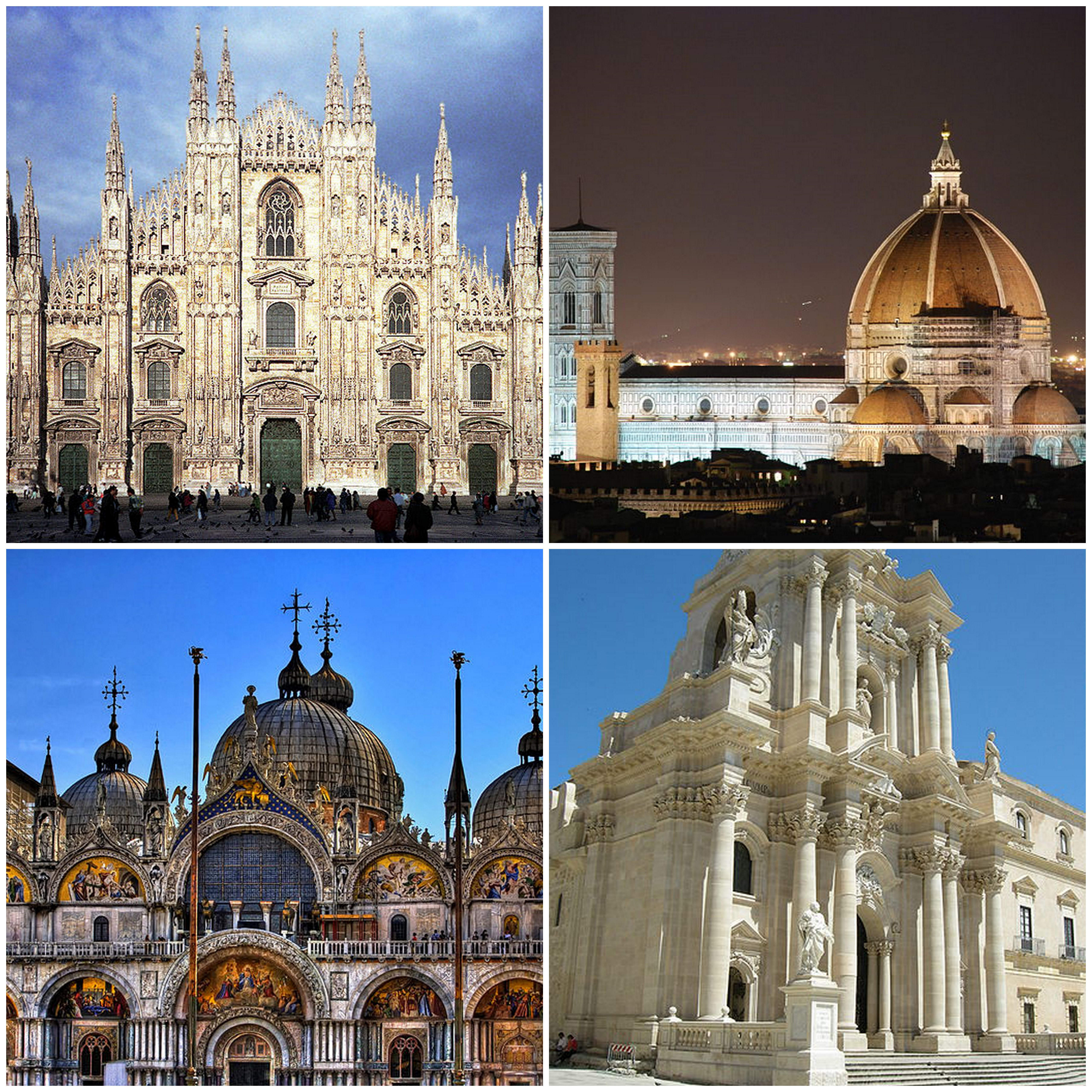
天主堂，分別是米蘭大教堂、聖母百花大教堂、聖馬爾谷教堂與錫拉庫薩教堂

雖然意大利政府並沒有正式將天主教明定為國教，天主教會為意大利第一大宗教團體。大約有87.8%的意大利人信仰天主教，也是意大利最大的基督教教派，當中約有1/3的人（36.8%）是虔誠教徒。根據Eurobarometer在2005年進行的調查顯示：
- 74%：相信天主存在
- 16%：相信某種靈魂或生命力存在
- 6%：不相信天主、靈魂或生命力存在

#### 天主教
意大利天主教會是全球天主教會（在罗马主教即天主教会教宗與意大利主教团的精神領導之下）的一部分。除了意大利共和国以外，聖馬力諾和梵蒂岡這兩個主權國家都包括在意大利的教區之內。意大利天主教會擁有225個教區。儘管梵蒂岡不屬於意大利，但因為它位在羅馬城內，所以意大利語和拉丁語是羅馬教廷最常使用的語言，也是梵蒂冈城国的第二語言。
意大利擁有豐富的天主教文化，特別是許多天主教聖人、殉道者和教宗都是意大利人。意大利的天主教藝術，特別在中世紀、文藝復興時期及巴洛克時期蓬勃發展，出現許多意大利藝術家，例如米開朗基羅、達文西、拉斐爾、卡拉瓦喬、濟安·貝尼尼、波提切利、提香與喬托等。意大利的天主教建築同樣豐富，且令人印象深刻，例如聖伯多祿大殿、聖母百花聖殿與聖馬爾谷教堂。
天主教為意大利第一大宗教，大約有87.8%的意大利人为天主教基督徒。意大利還擁有世界上最多樞機，而且也是世界上擁有最多天主堂的國家。

#### 其他基督教派
儘管意大利主要的基督教派是天主教，也有一些新教、瓦勒度派、東正教與其他基督教宗派存在。
20世紀，五旬宗、福音派是信徒增加最快的基督新教教派，另外還有耶和華見證人、摩門教。21世紀初從西非、中非和東非移入的居民造成意大利的浸信宗、聖公宗，五旬宗及新教社區增加，而從東歐移入的居民則組成大型東正教社區。
2006年，新教徒占意大利的人口2.1％，東正教教徒則占1.2％。意大利有超過700,000人是東正教信徒（包括180,000的希臘正教教徒）、550,000人信仰五旬宗及福音派（其中有400,000神召會信徒）、30,000名瓦勒度派信徒、25,000名基督復臨安息日會信徒、15,000名浸信宗信徒（包括大約5,000名非正式信徒）、7,000名信義宗信徒及4,000名衛理宗信徒。類似基督教的教會當中，有235,685名耶和華見證人、22,000名摩門教信徒。

#### 其他宗教
而意大利最古老的宗教少數民族則是猶太人社區，猶太人在古羅馬基督教出現之前就已經居住在這裡。意大利也曾經出現許多具有影響的猶太人。在猶太人大屠殺中，意大利接納了許多逃離納粹德國的猶太難民。然而意大利社會共和國是由納粹支持的傀儡政權所控制，所以大約有15％的意大利猶太人被殺害，儘管法西斯政府拒絕將猶太人送進納粹集中營。目前猶太人大約有45,000人，不過他們並不是最大的非基督信仰的族群，因為世界各地有許多人移民到意大利，包括大約1,000,000名穆斯林（占總人口的1.6%），雖然只有50,000人是意大利公民。其他獨立機構則估計意大利的穆斯林人口介於800,000至1,500,000人之間。
除此之外，意大利大約有50,000名佛教徒、70,000名錫克教徒及70,000名印度教徒。2005年時意大利大約有4,900名是巴哈伊信仰的信徒。

### 交通

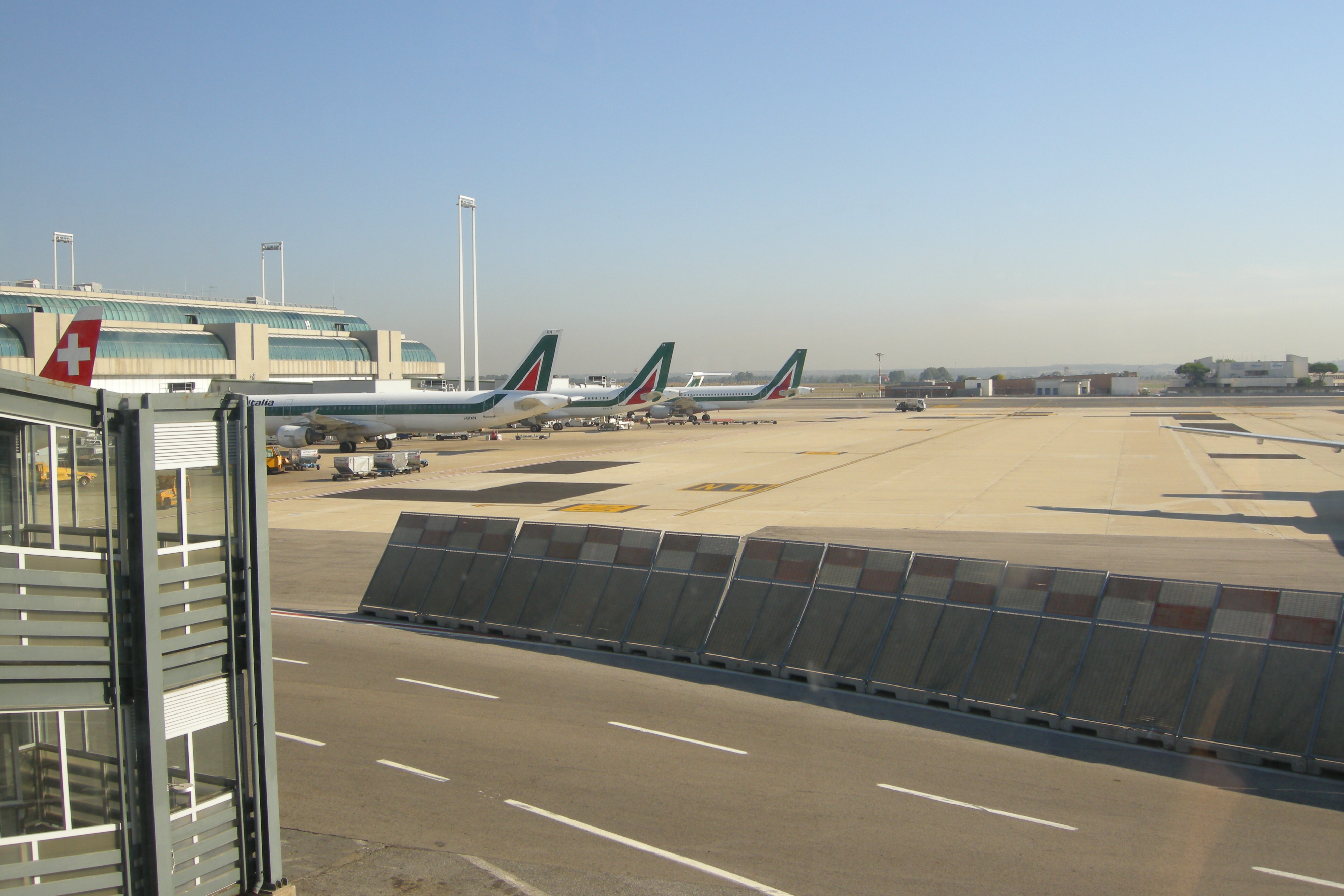
羅馬－菲烏米奇諾機場在2008年是歐洲第6繁忙的機場

意大利交通運輸收入在2004年為1,194億歐元，153,700間企業總共僱用935,700名員工。意大利的國家交通網在2002年總長為668,721公里，包括6,487公里由私人營運的國有公路系統。在2005年，大約34,667,000輛汽車（每1,000人有590輛汽車）與4,015,000輛其他交通工具在國家交通網上通行。
意大利的國家鐵路網路是由Ferrovie dello Stato所管理的，2003年的總長為16,287公里，其中69%為電氣化鐵路，而火車頭則有4,937輛。國家水路網路（包括運河及河道在內）在2002年時則有1,477公里長。在2004年，意大利的主要機場大約有30座（包括米蘭的米蘭－馬爾彭薩機場及羅馬的羅馬－菲烏米奇諾機場這2座樞紐機場）及43座主要港口，包括熱內亞海港在內（它是意大利最大的港口，也是地中海第2大港，僅次於法國馬賽）。在2005年，意大利民間船隻有389,000艘，而商船則有581艘。
意大利城市老城部分往往設有限行區，如果沒有購買通行權則需進入後半小時内在tabacchi，酒店或收費車庫繳費，許多游客因爲不知道而被罰款。

### 公共服務

#### 醫療保健
意大利全國醫療系統是成立於1978年。醫療保健支出占意大利國內生產總值高過9.0％，略高於經濟合作與發展組織國家的平均8.9％。然而這也導致意大利擁有世界上第二好的醫療體系、世界排名第6長的預期壽命和世界上第三最好的醫療保健表現。意大利在2004年出生時的預期壽命為80.9，超過經濟合作與發展組織平均兩年。意大利的2005年嬰兒死亡率為4.7‰（經濟合作與發展組織：5.4‰）。米蘭的法泰貝內弗拉泰里醫院（Fatebenefratelli Hospital）
不過意大利就像幾乎所有的經濟合作與發展組織國家一樣，超重及肥胖人口的比例成續增加。這個數字從1994年的7.0％上升到2005年的9.9％。

### 教育
意大利的公共教育是免費的，義務教育覆盖6-14歲，小學学制5年；中學8年，分為第一階段（初級中學）和第二階段（高級中學）。意大利擁有高水準的公共教育，超過了其他一樣發達的國家，例如英國及德國。意大利也擁有公共及私人的教育系統。
據美國國家科學指標（1981年—2002年）一個由研究服務團隊製作，包含90多個國家輸出和論文統計的數據庫顯示，意大利的科學論文（在許多論文當中，至少有一位作者是來自意大利）、空間科學（太空科學，世界上9.75％的論文是從意大利來的）、數學（數量占世界上論文的5.51％）計算機科學、神經科學與物理輸出都高於平均水平;最低則是社會科學、心理學、精神病學、經濟學與商業論文的產出，不過仍略高於世界平均水平。

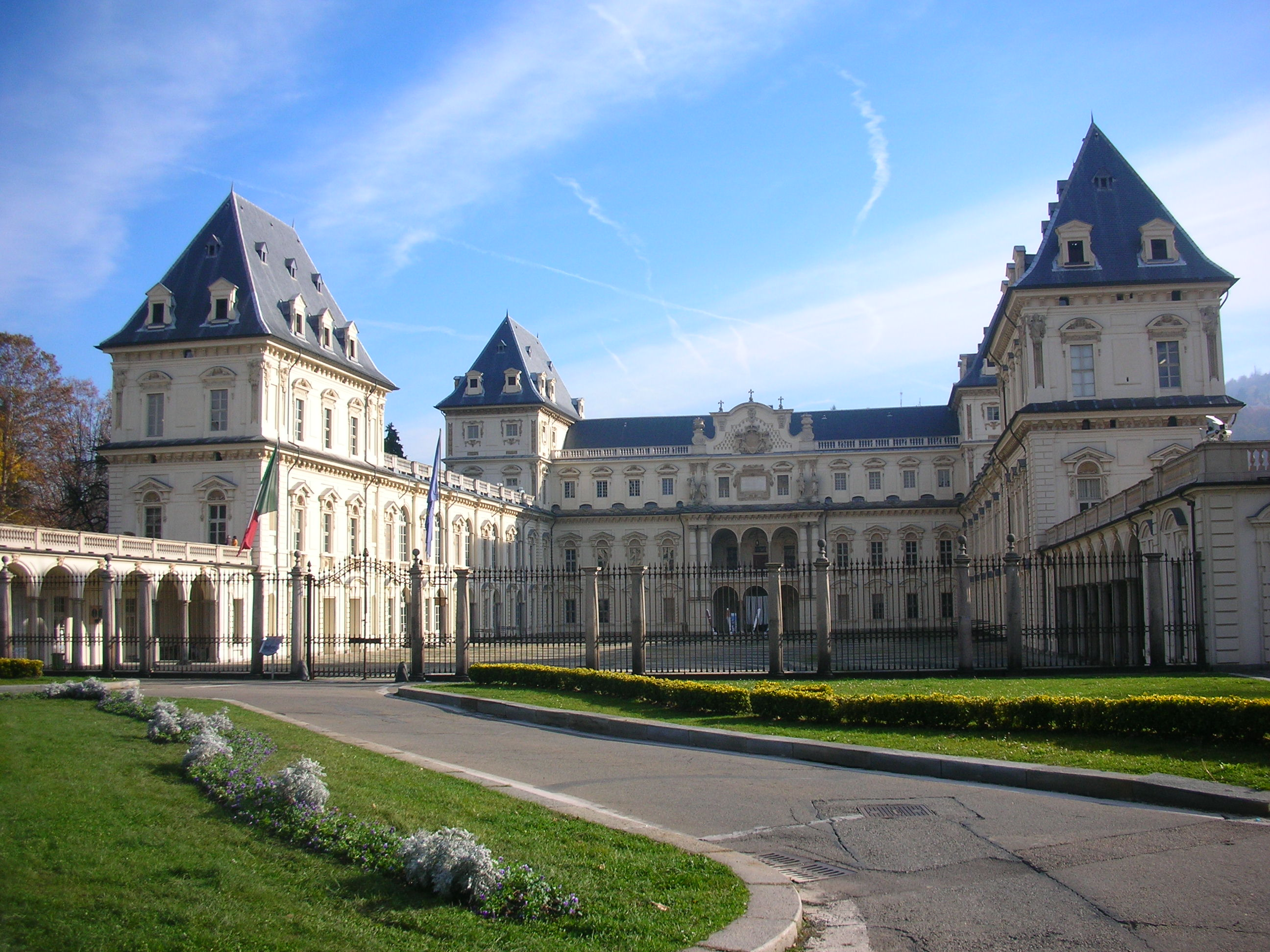
瓦倫蒂諾城堡，位於都灵理工大学校園內

意大利擁有各式各樣的高等学校。米蘭的博科尼大學在華爾街日報的國際排名中名列世界前20名最佳商學院，特別是工商管理碩士學程。在2007年根據大型跨國公司招聘偏愛的畢業生排行榜名列世界第17位。此外，福布斯在金錢價值排行榜中將博科尼大學名列世界第1。2008年5月，博科尼在《金融時報》行政教育排名榜中，超越一些全球頂尖商學院，名列歐洲第5位，世界第15位。
意大利其他一流大學及理工學院包括：都灵理工大学、米蘭理工大學（在2009年被評選為在世界最佳科技大學排行中名列第57名。從2008年第63位上升6個名次。意大利在2009年將該校评为意大利最好的大學，參考指標包括科學生產力、對外國學生吸引力以及其他等方面）、羅馬大學（在2005年名列歐洲第33佳的大學，歐洲50所和世界150所最好的大學之一）與米蘭大學（其研究和教學活動，發展了多年，並且已經獲得重要的國際讚譽。米蘭大學是歐洲研究型大學聯盟唯一的意大利大學，該聯盟擁有20所著名的研究密集型歐洲大學。它也在萊頓排名中名列意大利第1與歐洲第7）。
意大利和西方世界最古老的大學是波隆納大學。在2024年，波隆納大學是泰晤士高等教育世界大学排名中排名最高的意大利大学。帕多瓦大學也是歐洲最古老的大學之一，該校成立於1222年。

### 通訊
意大利擁有現代化的電話與數據服務。該國擁有1770萬網路用戶，在世界上第4，3200萬網路用戶，在世界上排名第10位。意大利使用中的手提電話有88,580,000支，遠遠超過意大利實際的人口數，位居世界第11位，並擁有2000萬支網固電信電話。意大利擁有高容量電纜提供用戶在國內使用手機或與國外聯絡。

### 媒體
意大利第一種形式的電視媒體出現在1939年，當年開始第一個實驗性廣播。然而這種廣播只持續了很短的一段時間：當意大利法西斯政府於1940年參加第二次世界大戰後，所有的通訊都遭到中斷，直到結束衝突9年後（1954年）才真正恢復。有兩個主要國家電視網絡最多人使用：國有的意大利广播电视公司與Mediaset（由意大利前總理西爾維奧·貝盧斯科尼所成立的商業網路）。雖然意大利也有許多其他的電視網路系統，不論是國家或地區，但是這兩個系統就占了80％的收視率。
正如所有其他意大利媒體一樣，意大利電視業在國內與國外都被廣泛的認為過於政治化。公共廣播機構RAI不像英國廣播公司，它是由一個獨立的英国广播公司信托基金（BBC Trust）所操控，並且受到政府的直接控制。反過來意大利最重要的商業電視台則是由現任總理所擁有。根據2008年12月的調查，只有24％的意大利人相信電視新聞節目，比較英國的38％更低，導致意大利成為三個認為在網路訊息比電視更加可靠的國家其中之一。與土耳其一樣，意大利的新聞自由在歐洲處於最低的水準，甚至落後於一些前共產主義國家，例如波蘭與捷克共和國。

### 女權
女性與男性享有平等權利，擁有同樣的工作，職業與教育機會。一些人意大利社會傳統主義人士（特別是在南部）仍傾向將女性視為較差的一方，但是意大利的女權可以跟大多數西方國家相媲美。

### LGBT權利
意大利法律承認同性戀及變性人士，但他們可能面臨非LGBT居民不會經歷的法律挑戰。男性和女性的同性行動在意大利是合法的，但同性伴侶與同性伴侶組成的家庭沒有資格獲得法律對於異性伴侶的保護。
意大利的輿論與以前不同，現在人們更傾向於支持女同性戀者，男同性戀者，雙性戀者，變性者（LGBT）的權利，但他們往往比其他歐洲國家受到更多壓迫。由於天主教的影響（已在意大利社會根深蒂固了1,700年），寬容的態度比較少見。保守的意大利政治家，例如西爾維奧·貝盧斯科尼就經常反對增加同性戀權利。Eurobarometer在2006年12月發表的調查顯示有31％的意大利受訪者支持同性婚姻、24％承認同性伴侶的權利（歐洲聯盟平均分別為44％和33％）。2007年對於是否支持民間合夥律師為同性戀者的調查顯示，有45％的人支持這項措施、47％反對、8％的人則說他們沒有意見。同性戀者也擁有參與募兵的權利。

### 日常生活

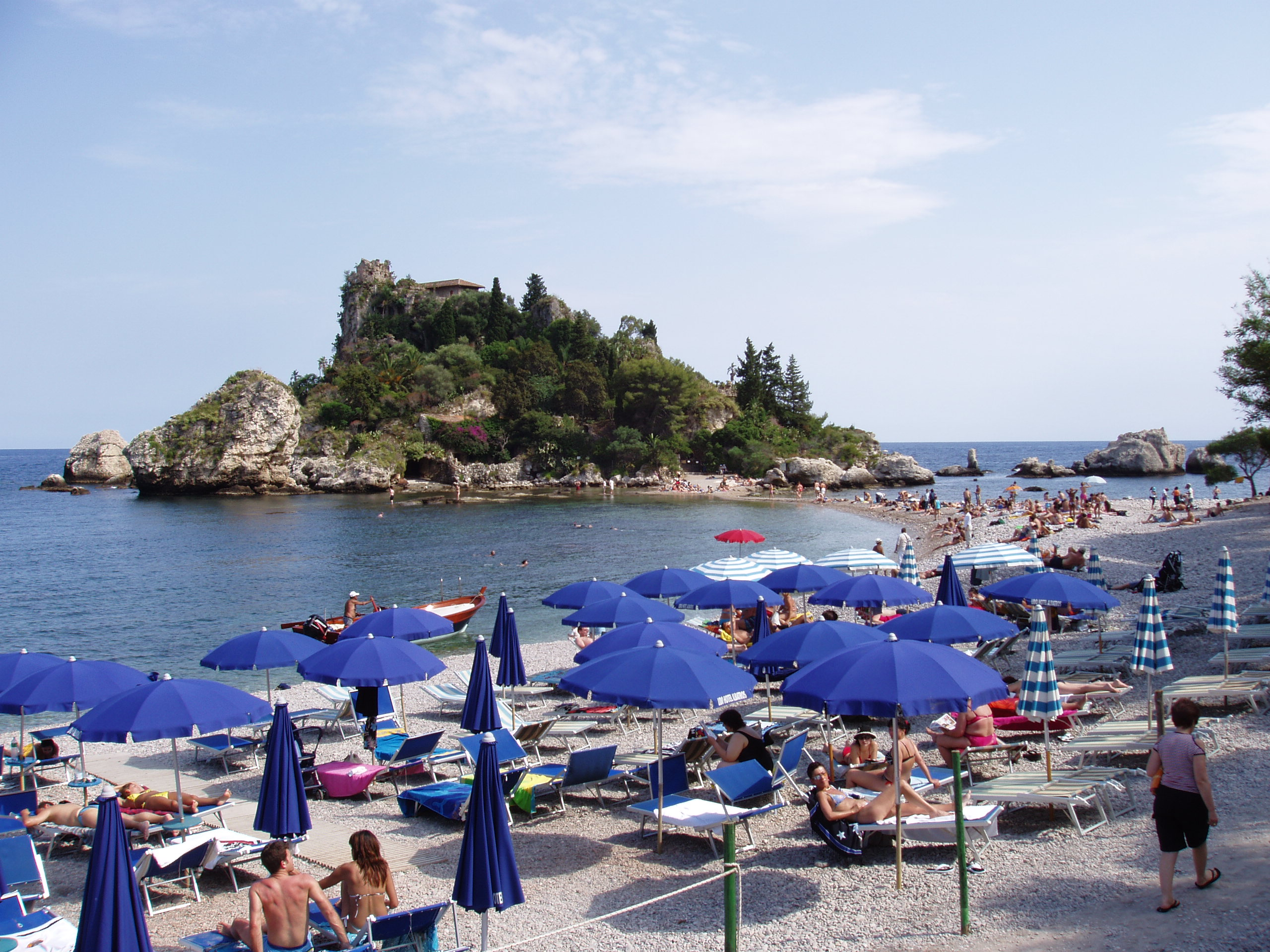
西西里島一處受歡迎的海灘

意大利的社會習俗和生活因為第二次世界大戰發生深刻的改變，從一個以農業為基礎的傳統社會，成為一個進步與現代化的國家。
大多數意大利人喜愛的活動，例如看電影、閱讀報紙、看電視及收聽無線電廣播，而讀書與運動已經成為冷門活動。根據一些調查顯示，意大利人普遍對於社會和家庭關係、醫療保健、日常生活及人際關係感到高度的滿意，但是意大利人對於經濟狀況及就業機會普遍不感到滿意，尤其是在意大利南部，擁有相對較高的失業率。會議及社交活動充斥在廣場、酒吧、迪斯科、比薩店和餐廳，意大利仍然流行尋找其他形式的娛樂活動，特別是年輕的一代。汽車仍然是意大利生活中重要的一部分，但也導致許多城市交通擁擠。

### 禮儀
意大利人的禮儀可與在歐洲大多數禮節的價值觀相似。結識新朋友時為了展現開放與自信，外表裝扮典雅（美形主義）被認為是必要的，以取得人們較好的印象。意大利人注重用餐，所以餐桌禮儀被高度重視。家庭經常圍著桌子一起用餐，人們在星期日或特殊場合可以邀請朋友或親戚到家中或餐館一起用餐。

### 犯罪
發源自西西里島的黑手黨廣泛地影響意大利社會，直接影響到22％的意大利人和14.6 ％的國內生產總值，甚至意大利總理西爾維奧·貝盧斯科尼也早已被指控與組織犯罪有所關聯。意大利政府打擊黑手黨造成許多人的生命遭到威脅，包括公然暗殺法官乔瓦尼·法尔科内與保羅·博爾塞利諾。
有4個單獨的黑手黨組織控制範圍及商業活動分布在4個意大利南部地區：西西里島的黑手黨、坎帕尼亞的克莫拉、卡拉布里亞的光榮會與普利亞的聖冠聯盟（Sacra Corona Unita），共有超過13,000,000意大利人受到這些組織的影響。他們的業務範圍涵蓋歐洲與全球。
這些地區的商業、企業家、店主與工匠必須支付保護費于掌控該地的犯罪集團。逃避支付金錢的可能性很少，不遵守的人將會讓自己的營業場所和生命處於危險之中。那些無法滿足犯罪組織需求的人擁有的產業會部分或完全遭到組織犯罪的接管。
在每1,000人中會有0.013人遭受謀殺，意大利的謀殺率在世界上63個國家中排名第47位。意大利每1,000人遭到強姦的機率在世界65個國家中則名列第43位。

### 公共假日
| 日期     | 中文名稱           | 當地名稱                              | 說明                                           |
| -------- | ------------------ | ------------------------------------- | ---------------------------------------------- |
| 1月1日   | 元旦               | Capodanno                             |                                                |
| 1月6日   | 主顯節             | Epifania                              |                                                |
| 週日     | 復活節             | Pasqua                                | 具體日期不固定，復活節是春分月圓後第一個星期天 |
| 週一     | 復活節             | Lunedì dell'Angelo, Pasquetta         | 復活節隔天                                     |
| 4月25日  | 解放日             | Festa della Liberazione               | 1945年第二次世界大戰歐洲戰場的結束             |
| 5月1日   | 勞動節             | Festa dei Lavoratori                  |                                                |
| 6月2日   | 共和國日           | Festa della Repubblica                | 1946年意大利共和國成立                         |
| 8月15日  | 八月節/聖母升天日  | Ferragosto與Assunzione                |                                                |
| 11月1日  | 諸聖節             | Ognissanti or Tutti i santi           |                                                |
| 12月8日  | 聖母無染原罪瞻禮日 | Immacolata Concezione（或Immacolata） |                                                |
| 12月25日 | 聖誕節             | Natale                                |                                                |
| 12月26日 | 聖史蒂芬節         | Santo Stefano                         |                                                |

### 環境

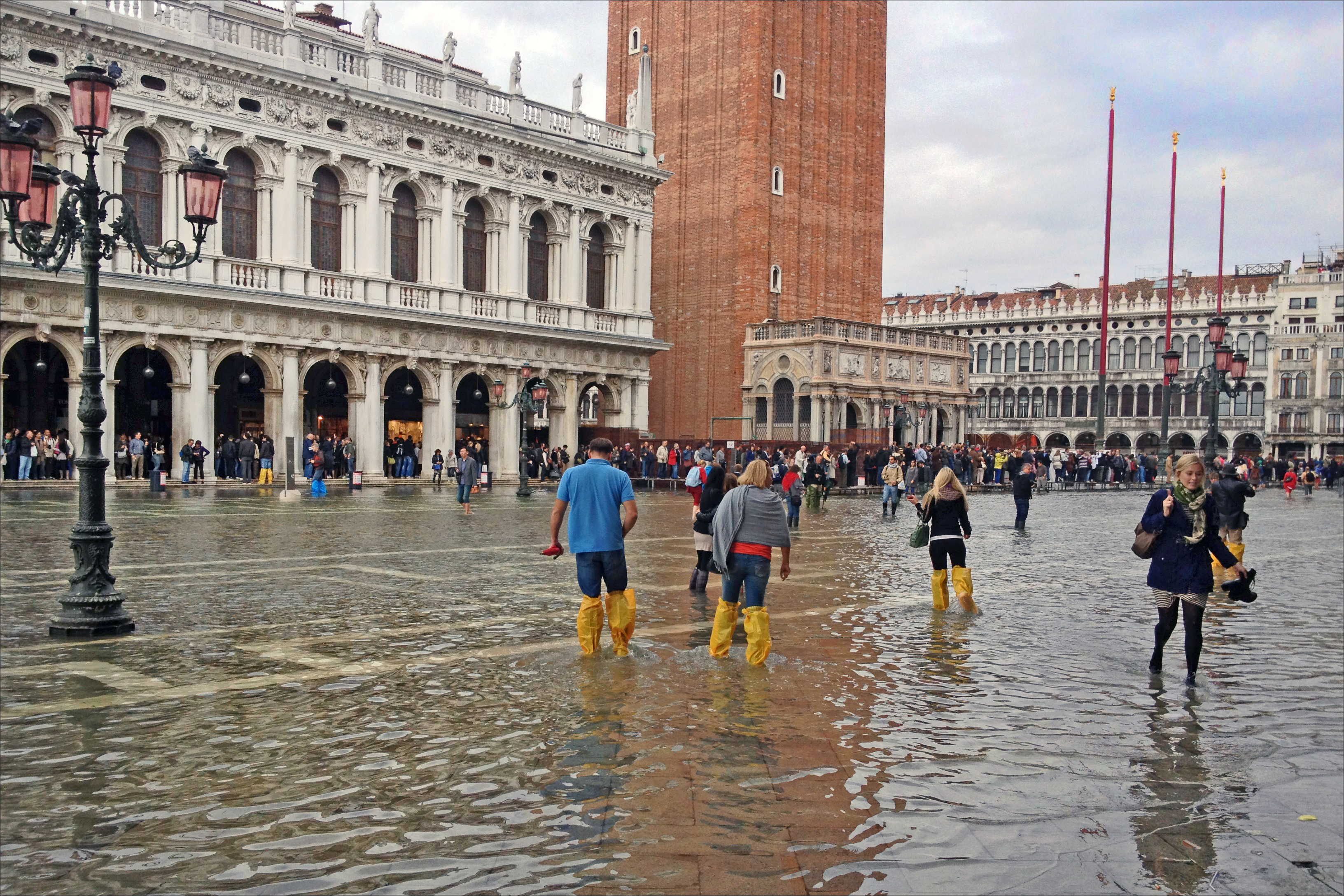
威尼斯在水位上升時更常遭到海水淹沒

在工業快速成長後，意大利政府花費很長的時間來解決工業造成的環境問題。經過多次改善後，意大利的生態永續性目前世界排名第84位。空氣污染在意大利是一個嚴重的問題，特別是在比較工業化的北部，工業二氧化碳排放量在1990年代曾經達到世界第10高（每人7.03噸）。一氧化碳在該國的排放量從1985年至1989年之間增加了12％。
意大利都會區的交通量龐大且擁擠，例如米蘭、羅馬和那不勒斯，這意味著在意大利城市地區的汙染情形頗高，造成環境與健康問題。最近意大利北部地區80個城鎮舉行反煙霧日，所有非必要的交通都暫時停止。自從1970與80年代開始，煙霧濃度顯著下降，已經存在的煙霧正逐漸減少，各級二氧化硫濃度正在下降。建築物較少地區的空氣，例如意大利的阿爾卑斯山與意大利南部地區，汙染比工業化地區減少更多。
許多水道和沿海地區也受到工業及農業活動的污染，而由於威尼斯的水位上升，導致近幾年經常淹沒整個城市。工業廢棄物並不總是遵守法律規定來處置，並導致居住區的居民健康受到永久性的影響，例如塞維索災難。意大利從1963年至1990年之間建造幾個核能反應爐，但是意大利在車諾比核能電廠事故與公投通過後已終止核能發電計劃，但是這個決定於2008年被政府推翻。意大利與法國簽署的協議，預計在2009年建造四個新的核能發電廠。
砍伐森林、非法建築的擴張與糟糕的土地管理政策導致意大利各地山區遭到破壞，造成災害發生與重大損失，例如維昂特大壩水災、墨西拿土石流與1998年造成137人喪生的薩爾諾（Sarno）土石流。

### 文化

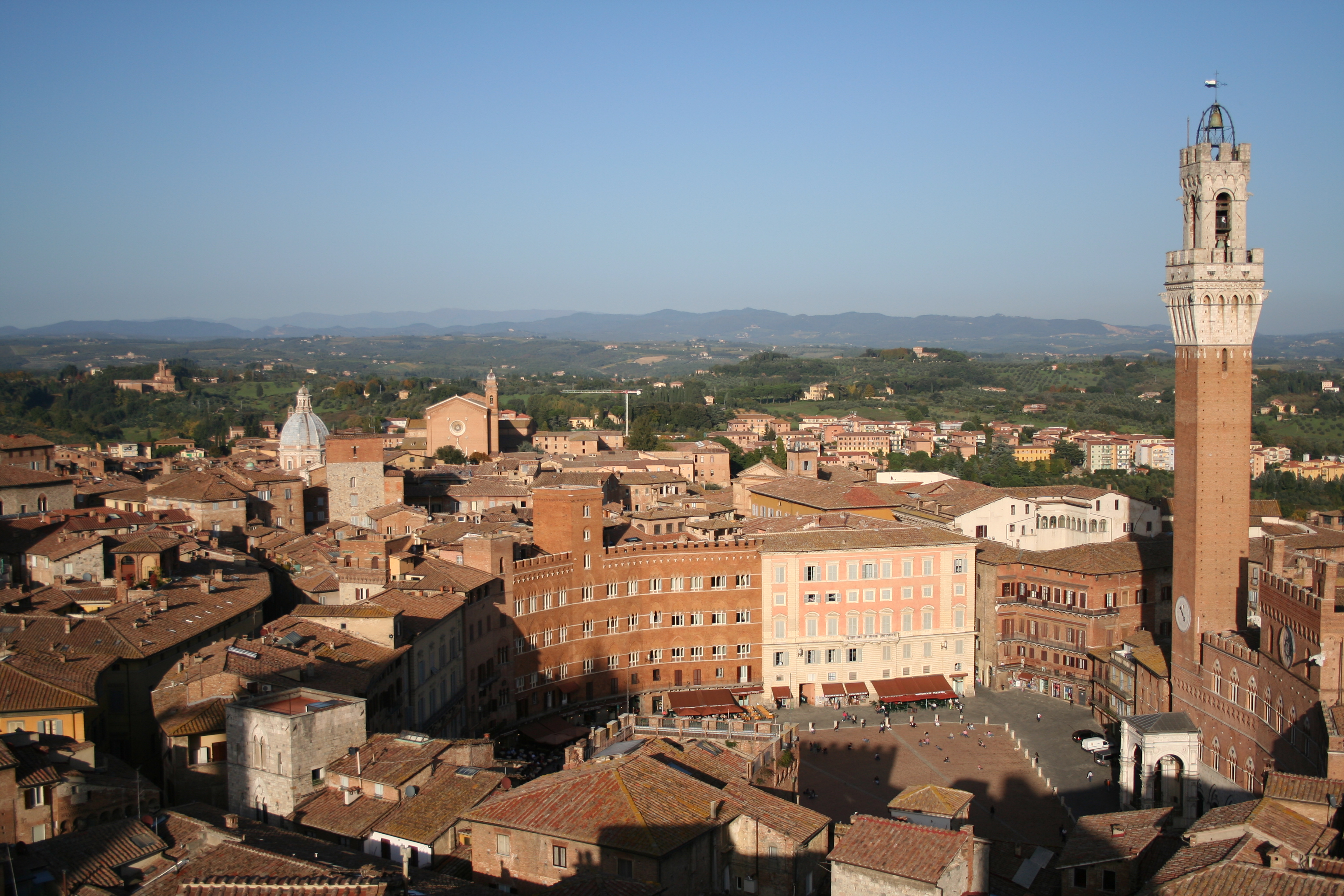
錫耶納的田野廣場是意大利中世紀建築的經典代表

意大利直到1861年合併之後才成為一個國家，因此在歷史上曾經存在於意大利半島的政體、傳統及藝術活動都被歸屬在意大利之下。雖然這些地區的政治及社會制度是獨立運作，意大利在歷史及文化上的遺產仍然是相當巨大的。意大利目前擁有53處世界遺產，也是世界上擁有最多世界遺產的國家。意大利全國估計有100,000個任何形式的紀念物（博物館、宮殿、建築物、雕像、教堂、藝術畫廊、別墅、噴泉、歷史建築與考古遺跡）

#### 建築
意大利悠久的歷史上出現過許多不同的建築風格，從古典羅馬與希臘、哥德式、文藝復興、巴洛克、新古典主義、新藝術風格到現代。包含幾個國家著名的建築，例如萬神殿、鬥獸場、比薩斜塔、田野廣場、米蘭主教座堂、聖母百花聖殿、維琴察城和威尼托的帕拉第奧式別墅、聖母大殿、奥尔莫别墅與倍耐力大樓。意大利擁有許多著名建築師，有一些甚至改變建築的發展歷史，例如安德烈亞·帕拉弟奧（創造帕拉弟奧主義）、菲利波·布魯內萊斯基、濟安·貝尼尼與倫佐·皮亞諾。

##### 從古典到哥德風格

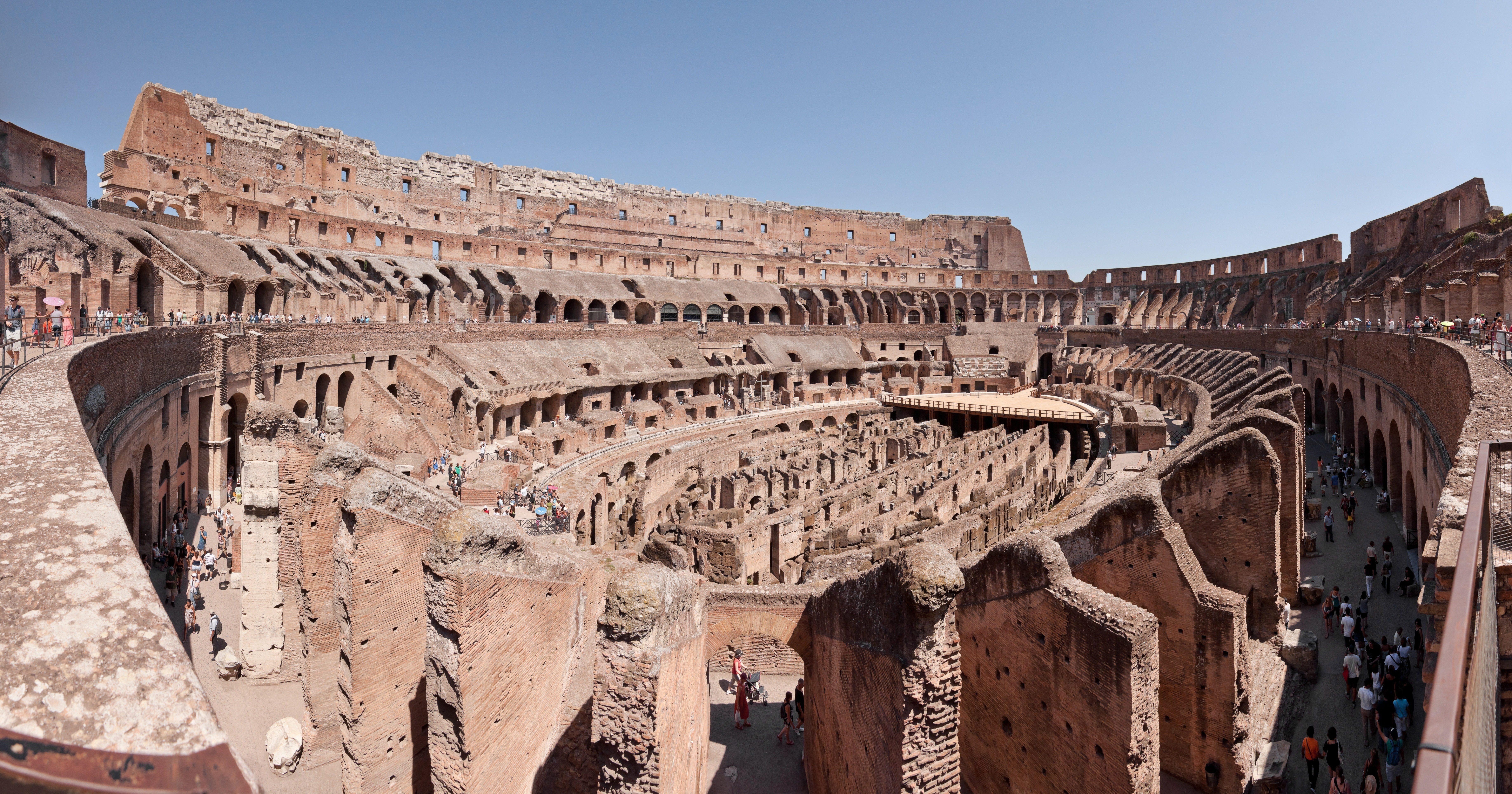
羅馬競技場

意大利建築開始於古希臘、古羅馬與伊特拉斯坎文明，這兩個文明建造寺廟、教堂、圓柱、廣場、宮殿、高架渠、牆和公共澡堂。羅馬建築對於意大利與西方世界產生巨大的影響。由於羅馬帝國擴展到相當廣大的領域，其中包括許多城市化地區。羅馬工程師為了配合公民來開發方法可以大規模發展，包括使用混凝土。大規模的建築物，例如萬神殿與鬥獸場不可能使用之前的技術來建造。雖然混凝土早在1,000年前就在近東地區被發明出來了，但是羅馬人善於利用材料的強度及低廉的成本，將它的使用範圍從城寨擴展到最令人印象深刻的建築物與古蹟。在羅馬建築中，城牆的核心覆蓋著石膏、磚、石或大理石貼面，並有彩繪裝飾與鍍金的雕塑，展現出令人眼花繚亂的權力與財富。
哥特式建築在意大利出現於12世紀，但直到13世紀之前並沒有成熟到成為獨特的風格，部分原因是地理因素所造成。由於其相對晚熟，受到拜占庭與古典藝術風格的影響，所以磚（而不是石頭）是最常見的建築材料與最常見的大理石裝飾材料，意大利哥特式建築存在獨有的特點，有別於它的發源地法國以及其他歐洲國家的發展方向。
尤其是大膽的建築風格與創新技術很少出現在法國的哥特式教堂上。除了米蘭主教座堂（它是意大利人、法國人與德國人共同合作一個世紀的產物）以外，很少有意大利教堂注重縱向發展、匯集成群的軸心、華麗的花紋與複雜的拱肋（義大利語：vault rib）這些哥特式建築出現在歐洲其他地方的特徵。著名的範例包括意大利哥德特式建築聖十字聖殿、奧爾維耶托主教座堂與錫耶納主教座堂，它們獨特華麗的外觀設計是顯而易見的。

##### 文藝復興至現代

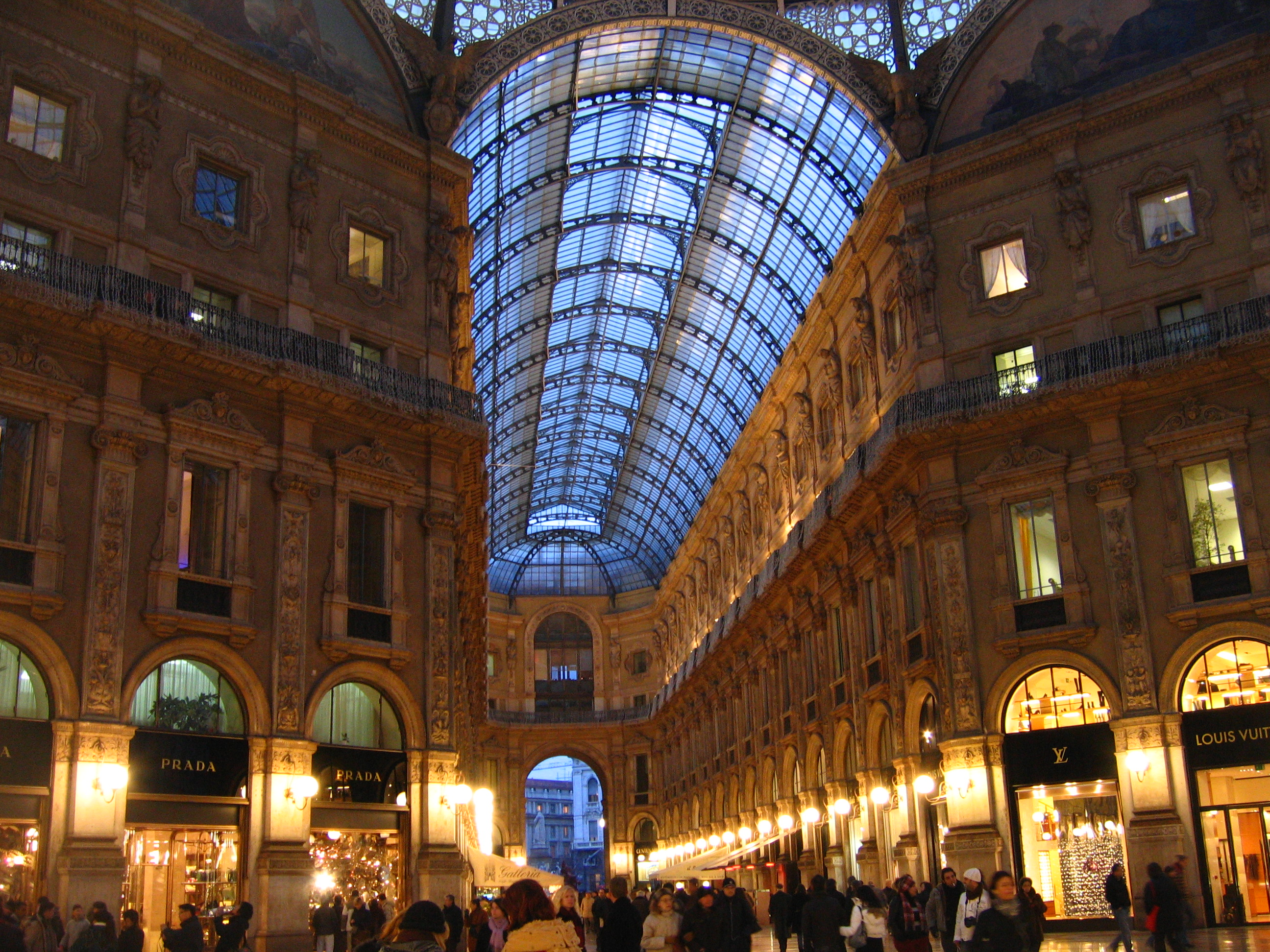
米蘭的埃馬努埃萊二世長廊，是意大利首個使用鋼鐵建造的建築，被認為是世界上最古老的購物長廊

15世紀的意大利處於文藝復興時期，特別是佛羅倫斯。新的建築風格在佛羅倫斯出現，與從羅馬式建築風格中緩慢演化出哥德式風格相異，建築師從過去的「黃金時代」中獲得靈感。古代建築結構的學術方法被重新學習。
古代建築遺蹟，特別是在羅馬，仍然顯示出古典風格，為藝術家提供了靈感，哲學當時也朝向古典風格發展。
意大利則成為主要的歐洲中心的巴羅克式，不同的巴羅克式建築風格紛紛出現，特別是在西西里島（參見西西里巴羅克風格）。新古典主義風格的建築在18世紀和19世紀開始出現在羅馬、米蘭、杜林與意大利各地。19世紀也出現一些相當大的意大利建築，包括米蘭的埃馬努埃萊二世長廊，它是世界最古老的購物長廊，影響到其他建築，例如那不勒斯翁貝托長廊、倫敦的伯灵顿拱廊街與聖彼得堡的長廊。

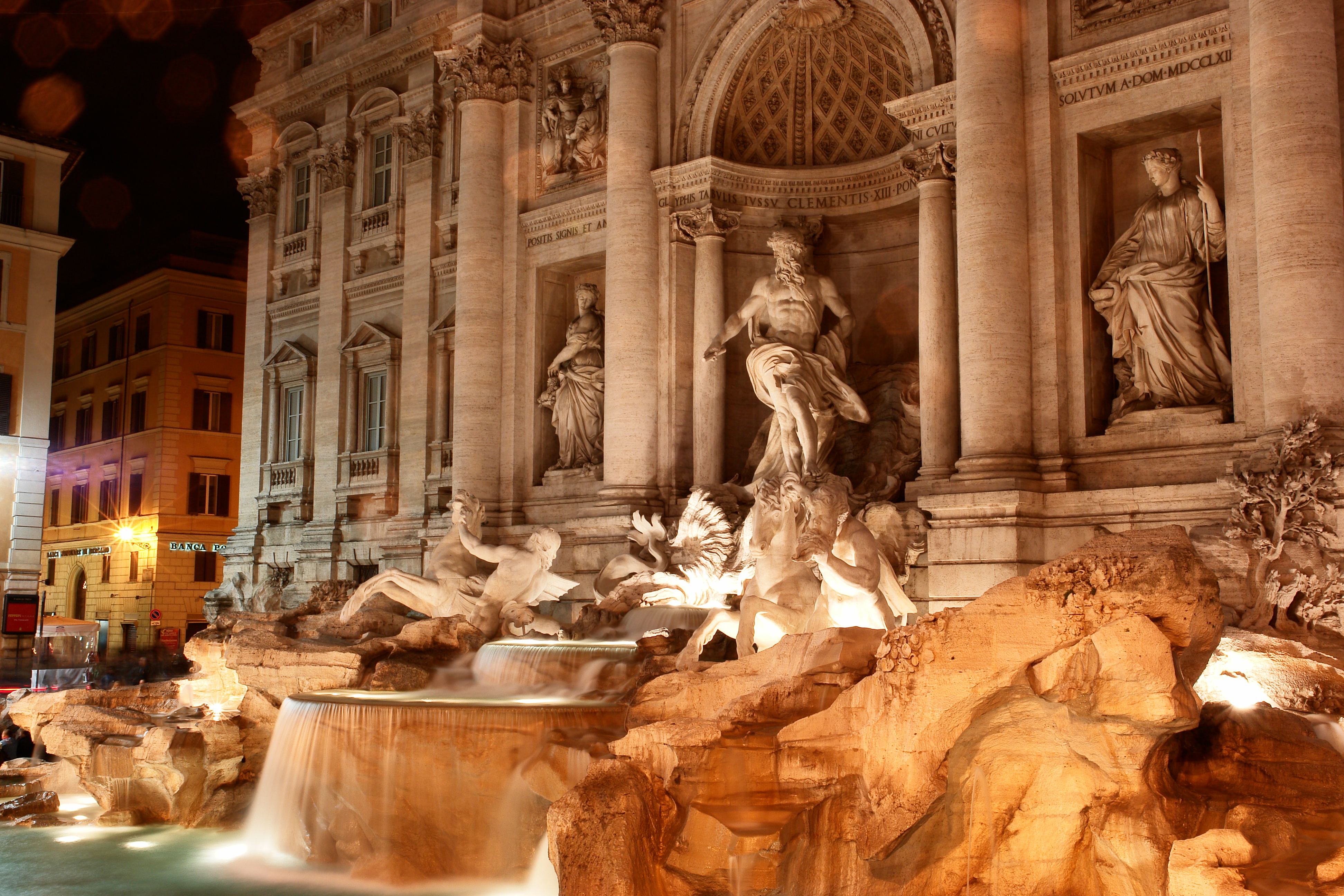
羅馬的特萊維噴泉是巴洛克風格的經典代表

意大利在20世紀也進行幾個重大工程，新藝術運動風格開始出現，在意大利則被稱為「自由」建築。理性-法西斯主義建築在法西斯時代持續發展，一直持續到1940年代。意大利在1921年建立了世界上第一條高速公路連結米蘭與瓦雷澤之間，而菲亞特的靈格托在當時是世界上最大的汽車製造廠。幾棟摩天大樓在1950年代與1960年代出現在全國各地，例如著名的皮埃利大廈與托雷維拉斯加塔（Torre Velasca）。意大利在21世紀最顯著的建築物是羅鎮的米蘭國際展覽館（位於米蘭附近，是歐洲最大與最重要的展覽中心之一）。而2015年世界博覽會也將在米蘭舉行，其中三棟新的摩天大樓為lo storto、il curvo與il diritto，它們將由外國建築師，如扎哈·哈迪德、磯崎新與丹尼爾·利貝甚金德來設計。這也將是一個計畫或城市重劃，被稱為“城市生活“，在米蘭的西北部建造新的行人專用區、公園、綠地、湖泊與水道。

##### 宮殿

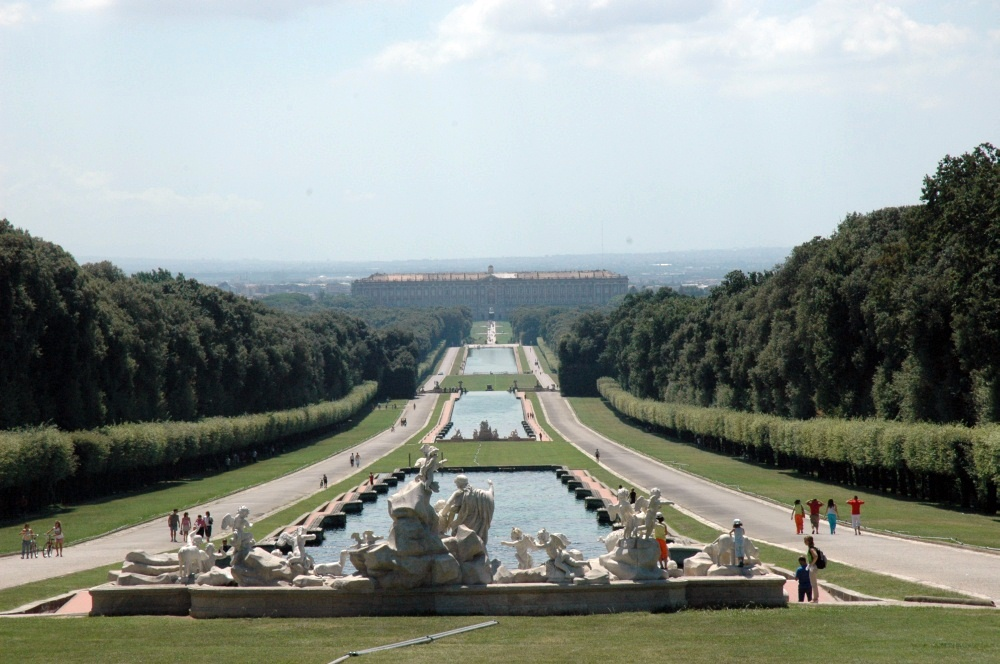
卡塞塔王宮（Palace of Caserta）的花園，它在1996年被列入世界遺產，被認為是壯麗巴洛克藝術的天鵝之歌

意大利在各個城市擁有許多不同風格的宮殿（主要是羅馬、佛羅倫斯、威尼斯、米蘭、杜林、博洛尼亞與那不勒斯），各式各樣不同的風格的宮殿建立在此，包括古羅馬建築、拜占庭、羅曼式建築、中古時代建築、哥德式建築到文藝復興時期建築、巴洛克建築、洛可可建築、新古典風格建築及法西斯主義建築等。「Palazzo」這個名詞在意大利更廣泛地使用，比起英語「palace」。宮殿在意大利是一些具有野心的建築師所設計的宏偉建築，是一個家庭或一些著名機構的總部，甚至是英國所謂的「公寓大樓」或居所。在威尼斯，大部分宮殿被稱為“Ca“，這是“Casa“的簡寫，在意大利意思是「房子」，例如佩薩羅宮及雷佐尼可宮。
意大利著名宮殿包括斯帕達宮、拉特蘭宮、奎里納爾宮、舊宮、彼提宮、卡塞塔王宮、都灵王宫、卡波迪蒙特宮（Palace of Capodimonte）、那不勒斯王宮、利塔宮（Palazzo Litta）、得特宮、黃金宮、福斯卡里宮、總督宮及雷佐尼可宮等。

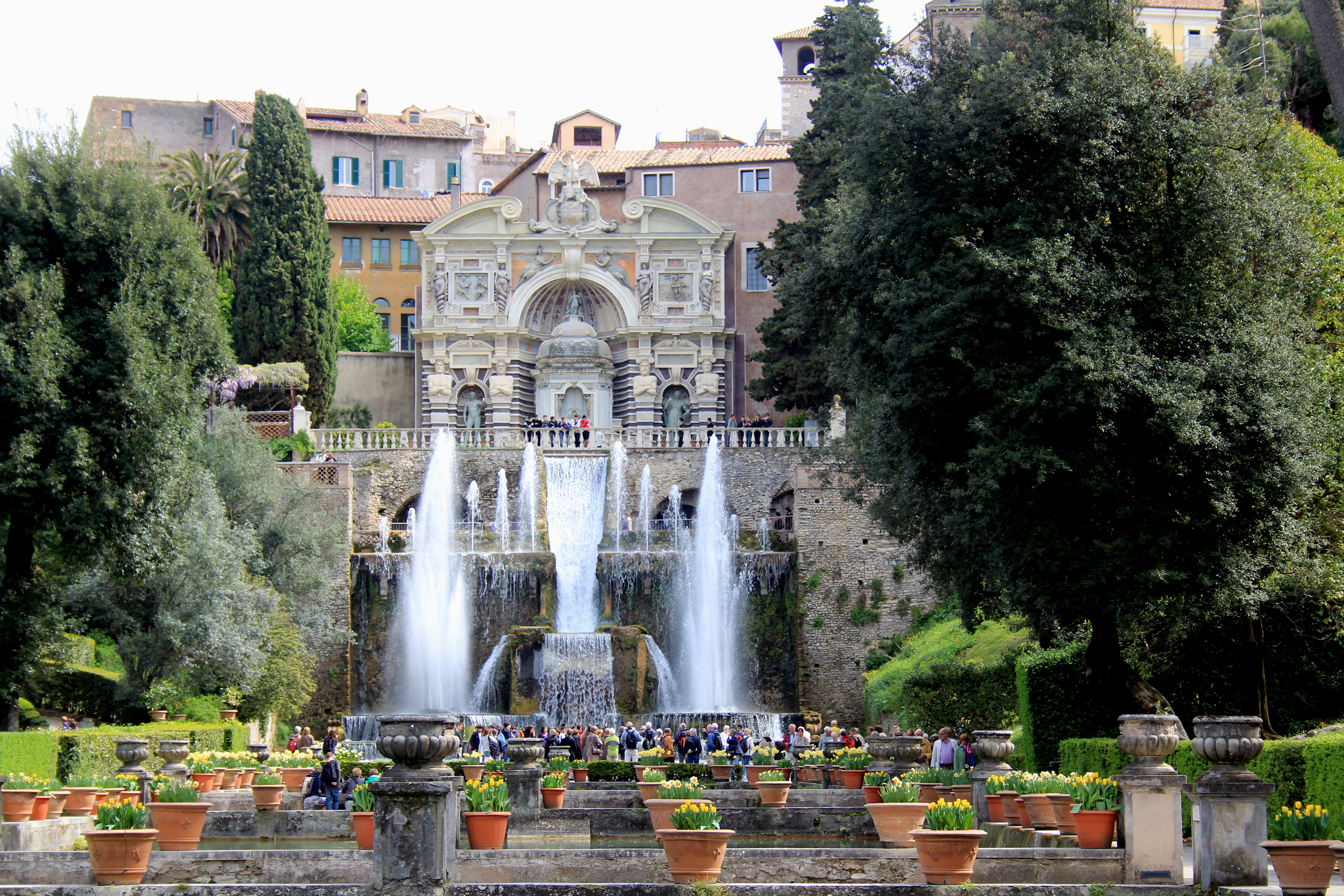
伊斯特別墅

##### 花園
意大利有一些別墅擁有著名的花園，其中大部分採用意大利式花園（Giardino all'italiana）設計，例如那些伊斯特別墅。他們設計的原則是完美的幾何形狀及對稱性，展現淩駕於自然界的壯觀秩序。意大利式花園受到羅馬式花園和意大利文藝復興式花園的影響，並且已經被歐洲其他家族仿效長達數百年。
意大利文藝復興式花園出現在15世紀後期的羅馬及佛羅倫斯別墅。靈感來自古典思想中的秩序及美麗，他們的目的是要提供一個超越花園及自然風光的愉快觀點，為了省思以及享受花園本身的景色、聲音及氣味。

#### 視覺藝術

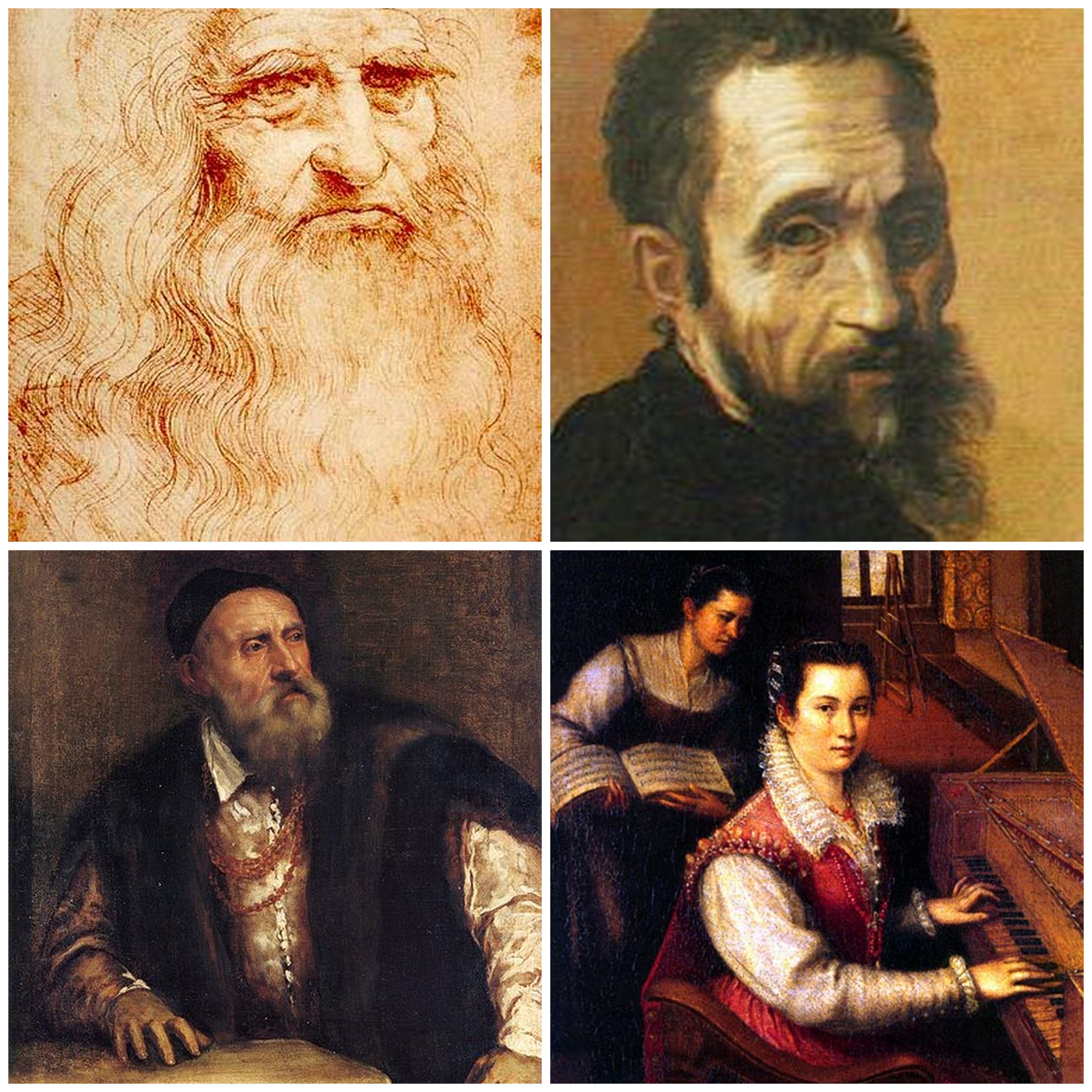
4位著名意大利繪畫家，分別是李奧納多·達·文西、米開朗基羅、提香與豐塔納

意大利的繪畫傳統特色為溫暖的色調及光線，例如卡拉瓦喬及提香的作品，並呈現出宗教信仰的主題。從羅馬式藝術及哥德式藝術開始，經過文藝復興及巴洛克時期的數百年間，意大利繪畫都代表著歐洲繪畫的最高水準。這些時期著名的藝術家包括米開朗基羅、李奧納多·達·文西、桑德羅·波提切利、提香、多那太羅、卡拉瓦喬、弗拉·安杰利科、拉斐爾及濟安·貝尼尼等人。在這之後，因為受到許多外來政權的侵略，導致意大利藝術在歐洲的地位日漸衰弱。直到20世紀，未來主義代表人翁貝托·薄邱尼與賈科莫·巴拉的畫作才讓意大利的繪畫再度引導世界的潮流。在未來主義之後，喬治·德·基里科的抽象畫對於後來的超現實主義畫家產生巨大的影響。

#### 文學

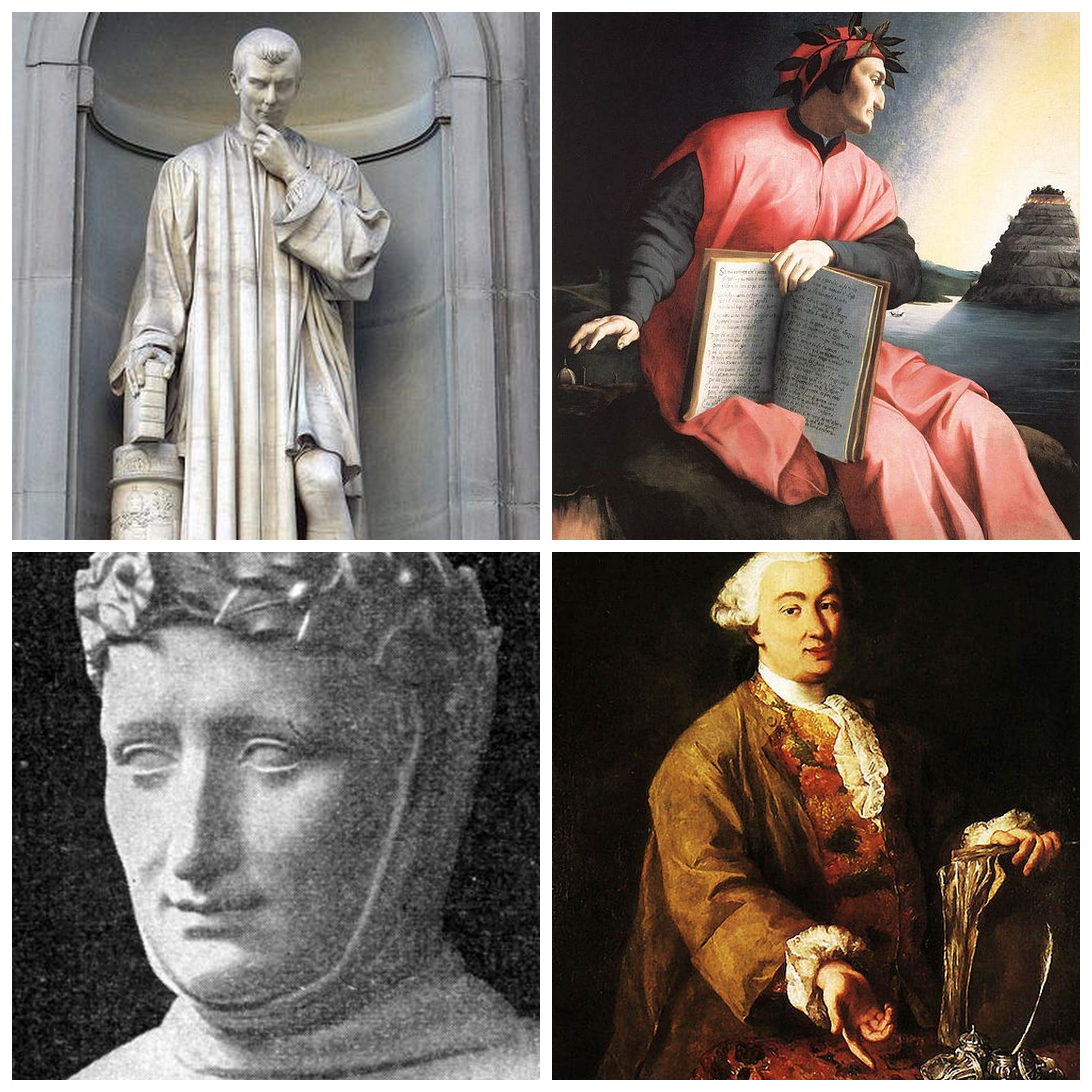
4位著名的意大利文學家，由左上方順時鐘分向分別是: 尼可罗·马基亚维利、但丁·阿利吉耶里、卡洛·哥爾多尼與弗朗切斯科·彼特拉克

現代的意大利語是奠基於佛羅倫斯詩人但丁·阿利吉耶里，他的著名作品《神曲》被認為是中古时代歐洲最出色的文學作品。意大利歷史上擁有許多著名的文學家，例如喬萬尼·薄伽丘、贾科莫·莱奥帕尔迪、亚历山达罗·孟佐尼、托尔夸托·塔索、阿里奧斯托及弗朗西斯克·彼特拉克（以十四行詩而聞名）等。焦爾達諾·布魯諾、马尔西利奥·费奇诺、尼可罗·马基亚维利及維柯都是意大利傑出的哲學家。現代意大利文學家也多次獲得諾貝爾文學獎的肯定，包括國家詩人焦蘇埃·卡爾杜奇於1906年獲獎、自然主義作家格拉齊亞·黛萊達於1926年獲獎、小說家路伊吉·皮蘭德婁於1934年獲獎、詩人萨尔瓦托雷·夸西莫多於1959年獲獎及埃烏傑尼奧·蒙塔萊於1975年獲獎，劇作家達里奧·福則於1997年獲獎。

#### 戲劇
意大利的戲劇可以追溯至古羅馬時代，並廣泛的受到希臘的影響，許多作品都是由希臘戲劇所翻譯改編的。許多普勞圖斯的喜劇作品是由米南德的作品改編的。一種即興劇－藝術喜劇在16世紀及18世紀初開始發展，並存在至今。巡迴演出的劇團會設立一個露天舞台，表演雜技、特技與幕表戲（Canovaccio），這是一種擁有固定角色及粗略的劇情大綱的喜劇，演出全由演員自己即興發揮。

#### 科學技术

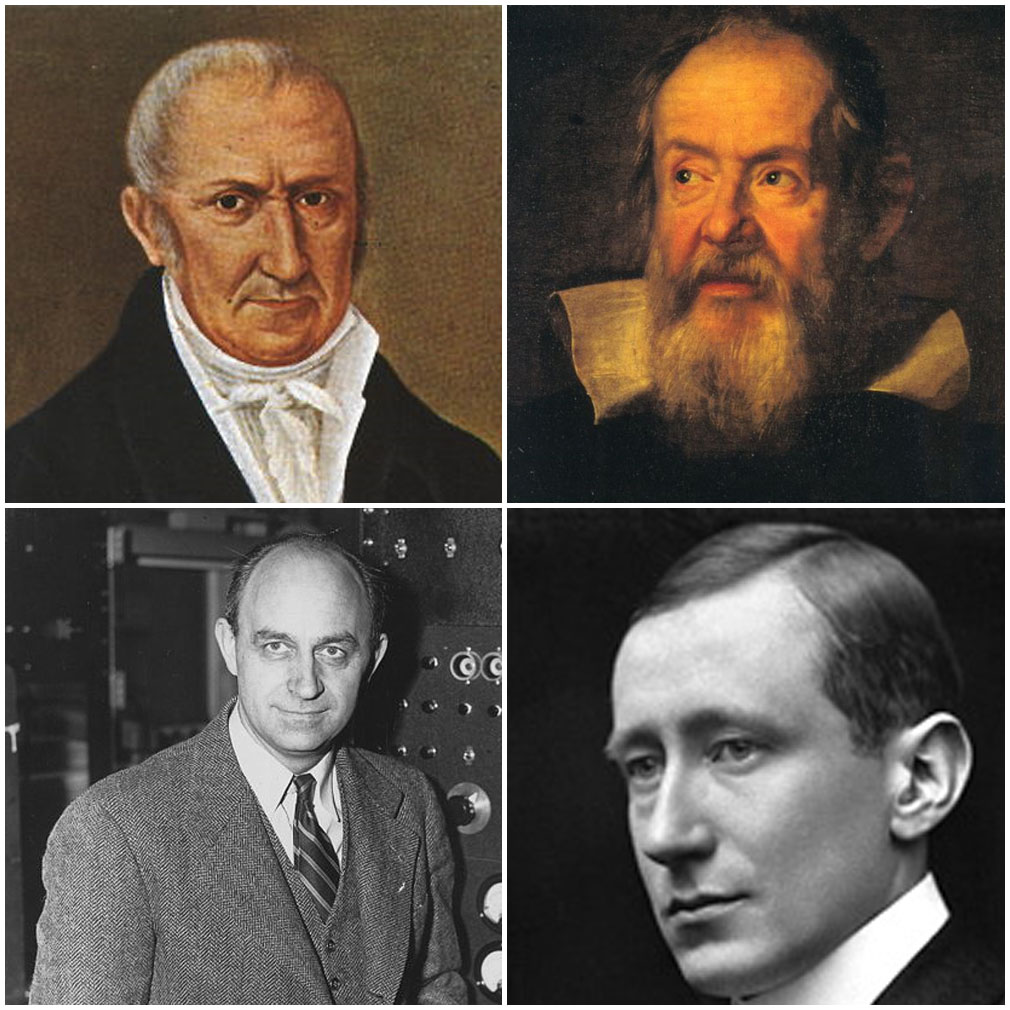
四位著名的意大利科學家，由左上方順時鐘分向分別是: 亞歷山德羅·伏打、伽利略·伽利萊、古列爾莫·馬可尼與恩里科·費米

意大利在歷史上擁有許多著名的科學家。李奧納多·達·文西對於許多領域都有重要的貢獻，包括藝術、生物及工藝。伽利略·伽利萊是一位數學家、天文學家及物理學家，在科學革命中扮演重要的角色。伽利略對於望遠鏡的改良及天文觀測有重要的貢獻，他也支持哥白尼所提出的主張。物理學家恩里科·費米是1938年的諾貝爾物理獎得主，他率領他的團隊負責設計建造世界首座持續鏈式裂變的核反應爐，並對許多科學領域作出貢獻，包括量子論在內。
意大利其他著名的科學家包括乔瓦尼·多梅尼科·卡西尼（發現許多新的太陽系天體及現象）及發明原电池的亞歷山德羅·伏打和他的对头加伐尼。著名的數學家包括約瑟夫·拉格朗日、斐波那契及卡爾達諾（代表作為《Ars Magna》）。醫生马尔切洛·马尔皮吉則是顯微解剖學的奠基人。生物學家史帕朗札尼是實驗生物學的奠基者，對於人體機能、動物繁殖及細胞研究有巨大的貢獻。科學家卡米洛·高爾基對於神經系統研究有許多重要貢獻，包括發現高爾基體，並獲得1906年諾貝爾生理學或醫學獎。他的發現則對神經元學說理論有關鍵性的貢獻。古列爾莫·馬可尼則因為對無線電的發展作出巨大貢獻而獲得1909年的諾貝爾物理獎。

#### 音樂

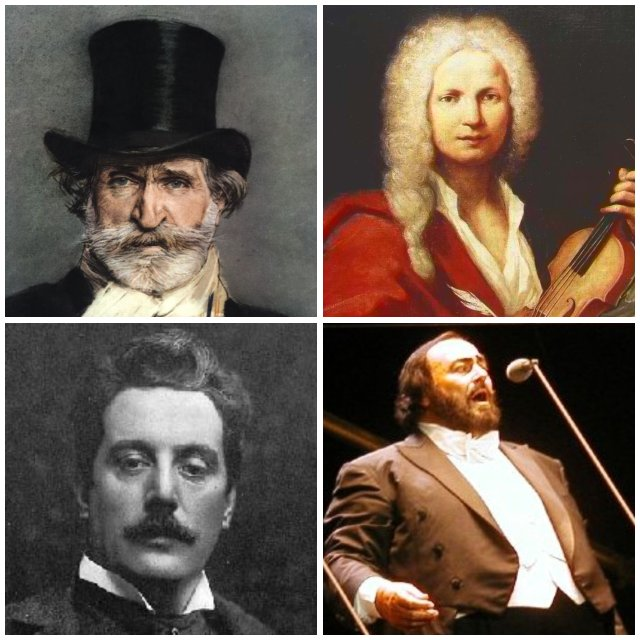
四位著名的意大利音樂家、作曲家與歌手，由左上方順時鐘分向分別是: 朱塞佩·威爾第、安東尼奧·韋瓦第、盧奇亞諾·帕華洛帝與賈科莫·普契尼

從民俗音樂到古典音樂，音樂在意大利文化中扮演一個重要的角色。意大利許多古典音樂的傳統都是由戲劇發展而來的。意大利也經常被視為歌劇的發源地。意大利語歌劇被認為奠基於1600年代早期的威尼斯與曼托瓦等地。古典音樂所使用的樂器，包括小提琴及鋼琴都是由意大利人發明的。許多廣泛使用的古典音樂形式，例如交響曲、協奏曲及奏鳴曲等都可以追溯至16至17世紀時期的意大利音樂。
意大利曾經醞育出許多著名的作曲家，包括文藝復興時代作曲家喬瓦尼·皮耶路易吉·達·帕萊斯特里納及克勞迪奧·蒙台威爾第；巴洛克時代作曲家亞歷山德羅·斯卡拉蒂、阿爾坎傑羅·科雷利及安東尼奧·韋瓦第；古典時期作曲家尼科罗·帕格尼尼及焦阿基诺·罗西尼；浪漫主義作曲家朱塞佩·威爾第及賈科莫·普契尼。現代意大利作曲家卢恰诺·贝里奥及路易吉·諾諾對於實驗音樂及電子音樂的發展貢獻良多。古典音樂在意大利相當興盛，歷史上有許多歌劇院設立在此，例如米蘭的斯卡拉大劇院與那不勒斯的聖卡爾洛劇院。鋼琴家毛利齊奧·波里尼及20世紀著名男高音鲁契亚诺·帕瓦罗蒂也都是20世紀重要的音樂家，顯示出意大利多元的音樂文化。
爵士樂在1920年被引進意大利，並受到意大利人異常強烈的支持，即使在法西斯主義盛行（採取反美文化政策）時仍受到人民的歡迎。直到今日，意大利仍然擁有許多著名的爵士樂中心，包括米蘭、羅馬及西西里島等。意大利也是1970年代前衛搖滾浪潮的發源地之一。每年舉辦的聖雷莫音樂節是意大利流行音樂的重要盛事，它是受到歐洲歌唱大賽的鼓舞而成立的。歌手米娜、古典音樂家安德烈·波伽利、歌手蘿拉·普西妮及艾羅斯·拉瑪佐第也都受到國際上廣泛的讚譽。

#### 電影

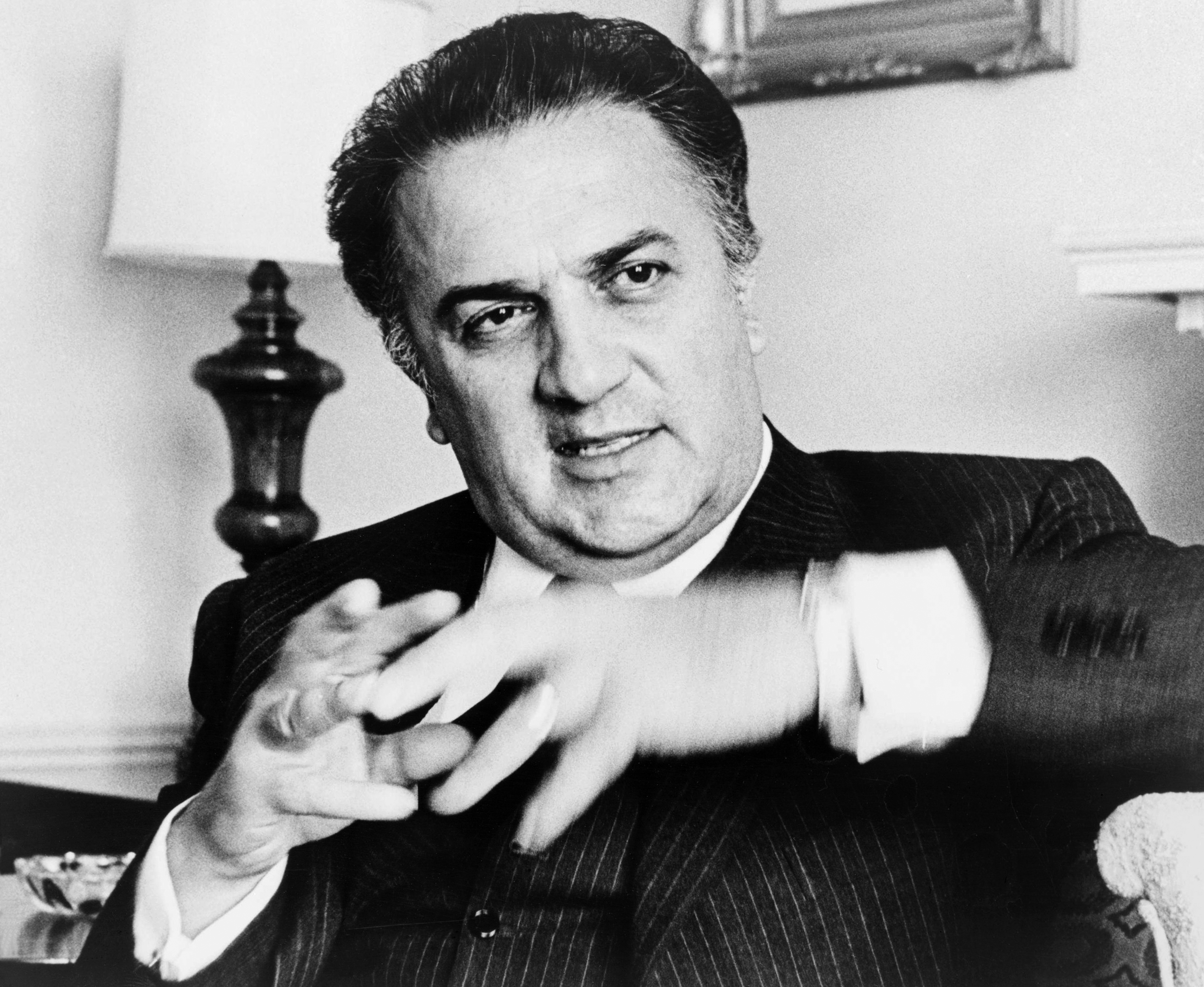
意大利著名電影導演費德里柯·費里尼對電影發展的影響極為深遠

意大利電影歷史起始於盧米埃兄弟公開播放電影幾個月之後，而首部意大利電影長度只有幾秒鐘，當時是為了祝福教宗良十三世而拍攝的。意大利電影工業於1903年至1908年間誕生，當時陸續有3間電影公司成立。而其他電影公司隨之在米蘭及那不勒斯等地出現。早期的電影公司很快的製作出相當水準的電影作品，並將影響力擴展到國外。墨索里尼在第二次世界大戰期間於羅馬設立電影城市（Cinecittà）製片場，企圖利用電影來進行政治宣傳。
在第二次世界大戰結束後，意大利電影廣泛的輸出到世界各地，直到1980年代才逐漸式微。這個時期的知名導演包括費德里柯·費里尼、維多里奧·狄西嘉、皮埃爾·保羅·帕索里尼、塞吉歐·李昂尼、米開朗基羅·安東尼奧尼及達利歐·阿基多等人。《大路》、《單車失竊記》、《黃昏三鏢客》等電影都是電影史上的經典代表。不過近年來意大利電影在美國電影界的發展並未獲得很多注目，例如羅貝托·貝尼尼自導自演的《美麗人生》及馬西莫·特羅西的《郵差》，但是意大利目前也是獲得奧斯卡最佳外語片獎次數最多的國家。

#### 體育

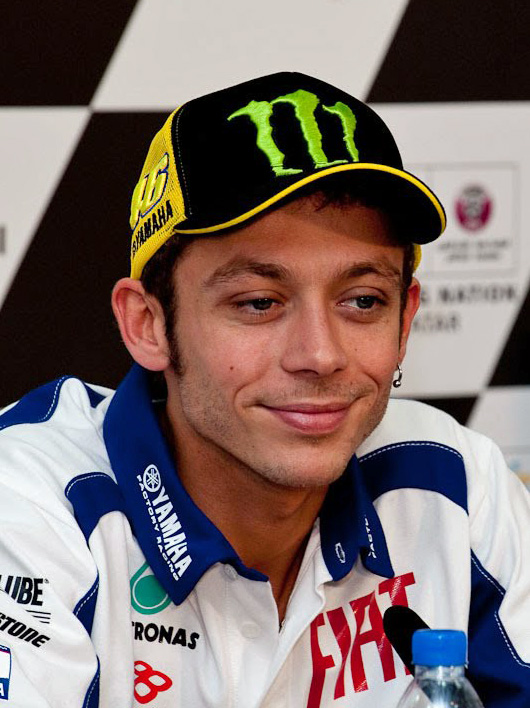
瓦伦蒂诺·罗西曾獲得9次世界摩托車錦標賽的年度冠軍，被認為是史上最出色的機車賽車手之一

足球是意大利的第一運動，在國際球壇素以頑強的防守見長，而意大利足球甲級聯賽也是世界上最著名的足球聯盟之一，彙集眾多豪門俱樂部與頂級球星，享有「小世界盃」的美譽。意大利國家足球隊曾4次奪得世界盃足球賽冠軍，分別是1934年、1938年、1982年及2006年，奪冠次數与德国并列，位居世界第2，僅次於巴西的5次。意大利在國際足球總會的國際足總世界排名也曾高居世界第1位，雖然在2010年7月僅排名在世界第11位。除此之外，意甲联盟的AC米蘭隊，祖雲達斯隊以及國際米蘭隊在世界範圍內擁有大量支持者，其中AC米蘭隊曾經七次捧得歐洲冠軍聯賽的冠軍獎盃，國際米蘭隊和祖雲達斯隊亦分別三次以及兩次捧杯。
此外，籃球、排球、擊劍、水球、橄欖球、冰上曲棍球（主要盛行於米蘭、特倫托自治省及威尼托地區）、直排式溜冰、賽車及自行車競速在意大利亦相當受到歡迎。而意大利北部地區對於冬季運動更加喜愛，並曾經舉辦過許多國際賽事及兩屆冬季奧運（科爾蒂納丹佩佐曾在1956年舉辦過第7屆冬季奧運，都灵曾在2006年舉辦過第20屆冬季奧運）。而傳統節慶也經常與體育活動互相結合，例如錫耶納的賽馬節與9月第1個禮拜日在威尼斯舉行的貢多拉划船競賽。古羅馬時代的角鬥士會在羅馬競技場進行競技，而現代羅馬的羅馬奧林匹克體育場也會舉辦足球比賽。
棒球近年來在意大利發展迅速，有自己的職業聯賽意大利棒球聯盟，是目前歐洲本土棒球發展程度最高的國家。板球在意大利也逐漸受到歡迎，意大利國家板球隊是由意大利板球聯盟（Federazione Cricket Italiana）所管理，目前在國際板球理事會的世界排名為27位，在歐洲則名列第5位。意大利亦曾經於1934年及1990年2度主辦世界盃足球賽，並在1960年由羅馬主辦過第17屆奧林匹克運動會。

#### 時裝

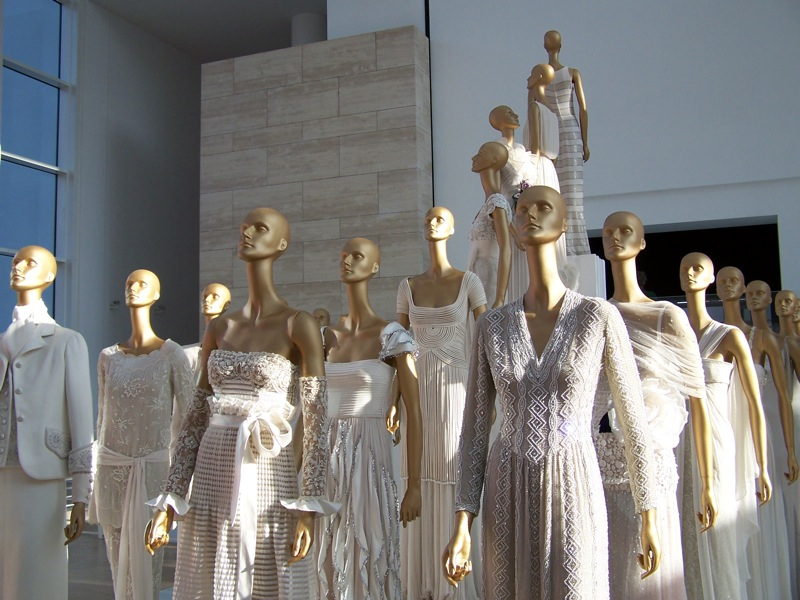
瓦伦蒂诺服飾

意大利時裝發展擁有悠久的歷史，被認為是世界上最重要的地區之一，與法國、美國、英國及日本時裝並列。米蘭、佛羅倫斯和羅馬是意大利的主要時裝之都。然而，那不勒斯、杜林、威尼斯、博洛尼亞、熱那亞和維琴察則是其他的時裝中心。根據2009年全球語言監測（Global Language Monitor）的數據顯示，米蘭被認為是世界上真正的時裝之都，甚至超越其他國際城市，例如紐約、巴黎、倫敦與東京，羅馬則名列第4位。意大利主要的時裝品牌被視為最優秀的時裝公司之一的世界，例如古驰、普拉达、范思哲、瓦伦蒂诺、阿玛尼、杜嘉班纳、米索尼、芬迪、Moschino、Max Mara與菲拉格慕等。此外，時裝雜誌《Vogue Italia》被認為是世界上最重要和最負盛名的時裝雜誌。

#### 設計
意大利在設計領域的表現相當出色，特別是室內設計、建築設計、工業設計與城市設計。意大利也培養出一些著名的傢俱設計師，例如吉奧·彭蒂（Giò Ponti）與埃托雷·索特薩斯。一些意大利語名詞，例如Bel Disegno與Linea Italiana也成為傢俱設計的用語。意大利家用電器及傢俱的經典範例，包括金章(Zanussi)的洗衣機與冰箱、Atrium的「新聲」沙發與埃托雷·索特薩斯後現代的書架（受到美國歌手鮑勃·迪倫的歌曲孟菲斯藍調的啟發）。米蘭與杜林目前在建築設計與工業設計方面位居國內領先地位。意大利最大的設計展示中心米蘭國際展覽館也位於米蘭附近，它也是歐洲最大也是最重要的工業設計展覽中心之一。米蘭還舉辦過大型設計及建築相關活動，例如Fuori Salone和Salone del Mobile，許多設計師也居住在此，例如布魯諾·莫那（Bruno Munari）、盧齊歐·封塔納、恩里科·卡斯泰拉尼（Enrico Castellani）與皮耶羅·曼佐尼。

#### 飲食

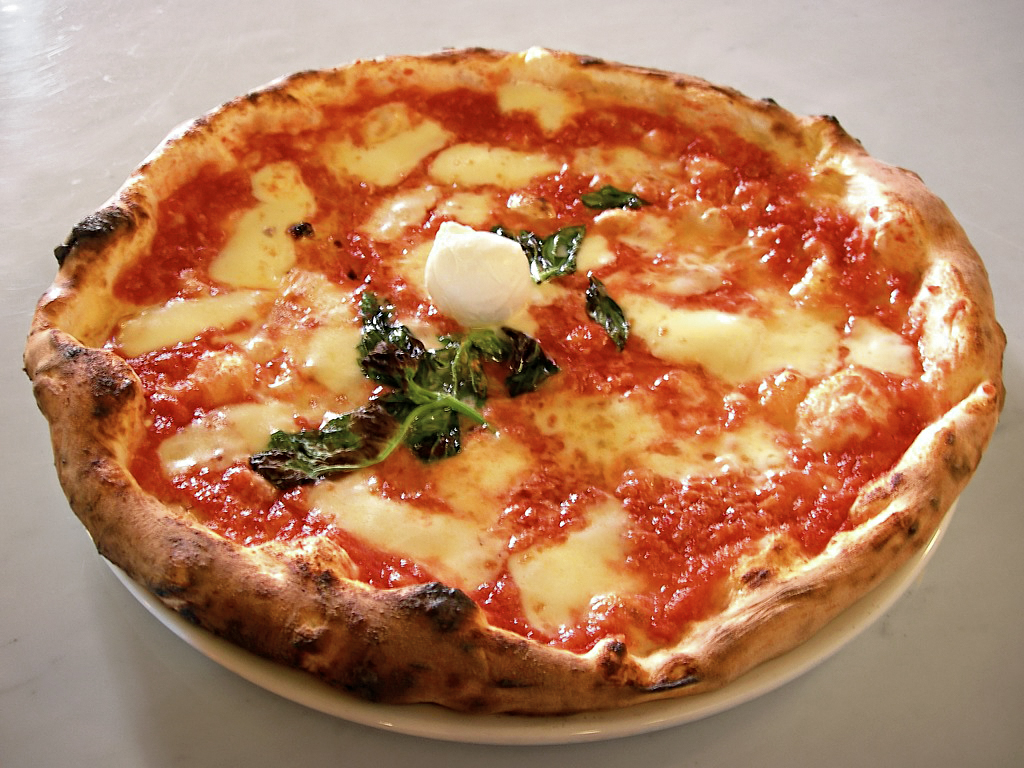
傳統的意大利比薩餅

意大利的飲食文化受到幾個世紀的政治及社會改變的影響，歷史可以追溯至4世紀。新大陸的發現對於意大利烹飪產生重大的影響，一些蔬菜因此可以取得，其中包括蕃茄、馬鈴薯、玉米及辣椒。不過現代意大利烹飪的核心架構直到18世紀後才逐漸發展出來。
許多意大利菜餚及成分因不同的區域而有所變化。但是許多區域性的菜餚逐漸散播到國外，因此產生不同的變化。起司與葡萄酒是意大利飲食重要的一環，並隨著不同的變化及葡萄酒定級規則（Denominazione di Origine Controllata）在不同的地區及國家扮演不同的角色。咖啡（特別是濃縮咖啡）在意大利飲食文化中扮演非常重要的角色。比薩餅、意式麵食及調味飯都是聞名世界各地的意大利菜餚。

## 各項國際排名
| 組織                                 | 項目                                             | 世界排名                                                                      |
| ------------------------------------ | ------------------------------------------------ | ----------------------------------------------------------------------------- |
| 聯合國教科文組織                     | 世界遗产数量                                     | 1                                                                             |
| 《美國新聞與世界報道》               | 文化影響力                                       | 1                                                                             |
| 《美國新聞與世界報道》               | 時尚                                             | 1                                                                             |
| 世界衛生組織                         | 醫療保健系統排名                                 | 2                                                                             |
| 世界旅遊組織                         | 世界旅遊人數排名                                 | 5                                                                             |
| 世界銀行、世界概況、國際貨幣基金組織 | 國內生產總額排名                                 | 7                                                                             |
| 《經濟學人》與《國際生活雜誌》       | 生活質量指數                                     | 8與10                                                                         |
| 經濟與和平研究所                     | 全球和平指數                                     | 36                                                                            |
| 聯合國開發計劃署                     | 人類發展指數                                     | 28                                                                            |
| 國際貨幣基金組織                     | 國內生產總值（購買力平均）                       | 27                                                                            |
| 透明國際                             | 清廉指數                                         | 63                                                                            |
| 美國傳統基金會/《華爾街日報》        | 經濟自由度指數                                   | 74                                                                            |
| 無國界記者                           | 全球新聞自由指數                                 | 49                                                                            |
| 世界經濟論壇                         | 全球競爭力報告                                   | 48                                                                            |
| 歐洲國家新聞自由指數                 | 歐洲國家新聞自由指數                             | 25                                                                            |
| 人類發展                             | 教育指數                                         | 22                                                                            |
| 環境績效指數                         |                                                  | 18                                                                            |
| 國債                                 | 美國中央情報局 經濟合作開發組織 國際貨幣基金組織 | 103.7%（世界第6位\歐洲第1位） 113%（歐洲第1位） 104.3%（世界第6位\歐洲第1位） |
| 性別平等指數                         | 性別平等指數                                     | 65                                                                            |
| Nationmaster                         | 工人罷工                                         | 10                                                                            |

## 延伸阅读
[在维基数据编辑]
 《明史卷三百二十六》，出自《明史》
 《清史稿/卷159》，出自趙爾巽《清史稿》

### 引用
1. ↑   (PDF). Pewforum.org.   [2015-10-02]. （原始内容 (PDF)存档于2015-09-24）.
2. ↑  . ISTAT.   [2016-05-05]. （原始内容存档于2016-11-03）.
3. 1 2 3 4  . World Economic Outlook Database. International Monetary Fund (IMF). 2023-04  [2023-04-24]. （原始内容存档于2023-04-28） （英语）.
4. ↑  . Luxembourg: Eurostat. 2017-06-15  [2017-06-24]. （原始内容存档于2016-03-04）.
5. ↑   (PDF). UNITED NATIONS DEVELOPMENT PROGRAMME.   [2019-12-21]. （原始内容 (PDF)存档于2020-01-18）.
6. ↑  . Comune.campione-d-italia.co.it. 2010-07-14  [2010-10-30]. （原始内容存档于2011-04-30）.
7. ↑   (PDF). Italy: Birthplace of the Renaisssance. Township of Washington, NJ: Immaculate Heart Academy.   [2009-12-20]. （原始内容 (PDF)存档于2011-04-27）.
8. ↑  . Library.thinkquest.org. 2003-04-04  [2009-11-19]. （原始内容存档于2009-03-07）.
9. ↑  .   [2010-08-04]. （原始内容存档于2012-02-24）.
10. 1 2  . Languagemonitor.com. 2009-07-20  [2009-10-27]. （原始内容存档于2009-11-01）.
11. ↑  Barzini, Luigi. . Nytimes.com. 1982-05-30  [2009-10-27]. （原始内容存档于2013-05-01）.
12. ↑  .   [2024-03-28]. （原始内容存档于2024-03-28）.
13. ↑  .   [2024-03-28]. （原始内容存档于2024-05-31）.
14. 1 2  The Economist Intelligence Unit’s quality-of-life index （页面存档备份，存于）, Economist, 2005
15. 1 2
16. ↑  . Imf.org. 2006-09-14  [2010-08-02].
17. ↑  . Ddp-ext.worldbank.org. 2004-07-20  [2010-08-02]. （原始内容存档于2010-11-23）.
18. ↑  . Imf.org. 2006-09-14  [2010-08-02]. （原始内容存档于2011-04-24）.
19. ↑  .   [2010-08-04]. （原始内容存档于2018-07-06）.
20. ↑  . Fao.org.   [2009-10-17]. （原始内容存档于2009-01-01）.
21. ↑  . The Glocal Forum.   [2009-10-27]. （原始内容存档于2010-01-22）.
22. ↑  . Cia.gov.   [2009-10-27]. （原始内容存档于2016-05-30）.
23. ↑  Shah, Anup. . Globalissues.org.   [2009-10-27]. （原始内容存档于2010-02-03）.
24. 1 2 3  . Cia.gov.   [2009-10-27]. （原始内容存档于2018-01-02）.
25. ↑   (PDF).   [2009-10-27]. （原始内容 (PDF)存档于2011-04-27）.
26. ↑  .   [2010-08-04]. （原始内容存档于2017-10-28）.
27. ↑  In Italy Online. . Los Angeles: Words in Pictures, Inc. 1993–2010  [2010-04-29]. （原始内容存档于2010-02-28）.
28. ↑  Briney, Amanda. . about.com. 2009-08-18  [2010-04-29]. （原始内容存档于2010-12-05）.
29. ↑  J.P. Mallory and D.Q. Adams, Encyclopedia of Indo-European Culture（London: Fitzroy and Dearborn, 1997）,24.
30. ↑  Guillotining, M., History of Earliest Italy, trans. Ryle, M & Soper, K. in Jerome Lectures, Seventeenth Series, p.50
31. ↑  Kluwer Academic/Plenum Publishers 2001, ch. 2. ISBN 978-0-306-46463-8.
32. ↑  Luca Cerchiai, Lorena Jannelli, Fausto Longo, Lorena Janelli, 2004. The Greek Cities of Magna Graecia and Sicily（Getty Trust）ISBN 978-0-89236-751-1
33. ↑  T. J. Dunbabin, 1948. The Western Greeks
34. ↑  A. G. Woodhead, 1962. The Greeks in the West
35. ↑  . Britannica.com.   [2009-11-19]. （原始内容存档于2009-12-09）.
36. ↑  Stéphane Barry and Norbert Gualde, "The Biggest Epidemics of History" (La plus grande épidémie de l'histoire, in L'Histoire n°310, June 2006, pp.45–46
37. ↑  "Plague （页面存档备份，存于）". Brown.edu.
38. ↑  . Learner.org.   [2009-11-19]. （原始内容存档于2019-10-25）.
39. ↑  . Britannica.com.   [2009-11-19]. （原始内容存档于2009-11-25）.
40. ↑  . Newadvent.org. 1912-02-01  [2009-11-19]. （原始内容存档于2010-01-10）.
41. ↑  . Discovertuscany.com.   [2010-08-02]. （原始内容存档于2010-08-26）.
42. ↑  . Encyclopedia2.thefreedictionary.com. 1909-12-17  [2010-08-02]. （原始内容存档于2012-01-26）.
43. ↑  . Gwleibniz.com.   [2010-08-02]. （原始内容存档于2010-12-01）.
44. ↑  . Geography.about.com. 2010-06-14  [2010-08-02]. （原始内容存档于2010-12-05）.
45. ↑  By Chandra de Silva. . Sundaytimes.lk. 2007-03-04  [2010-08-02]. （原始内容存档于2010-09-18）.
46. ↑  . Presidency.ucsb.edu. 1963-07-02  [2010-08-02]. （原始内容存档于2012-06-11）.
47. ↑  . 1911encyclopedia.org.   [2008-11-03]. （原始内容存档于2013-06-07）.
48. ↑  . Faculty.ed.umuc.edu.   [2008-11-03]. （原始内容存档于2008-10-10）.
49. ↑  "The savage wars of peace: England, Japan and the Malthusian trap （页面存档备份，存于）". Alan Macfarlane (1997). p.64. ISBN 978-0-631-18117-0
50. ↑  Italy - Reform and Enlightenment in the 18th century （页面存档备份，存于）. Encyclopædia Britannica.
51. ↑  (Mack Smith, Denis (1997). Modern Italy; A Political History. Ann Arbor: The University of Michigan Press. ISBN 978-0-472-10895-4, p. 15.
52. ↑  Monticelli, Giuseppe Lucrezio. . International Migration Review. Summer 1967, 1 (3, Special issue, The Italian Experience in Emigration): 10–24. ISSN 0197-9183. doi:10.2307/3002737. ISSN 01979183.
53. ↑  (Bosworth（2005）,pp. 49.)
54. ↑  （意大利文） Italia 1946: le donne al voto, dossier a cura di Mariachiara Fugazza e Silvia Cassamagnaghi （页面存档备份，存于）
55. ↑  . Largo Tonolli 50, 28922 Verbania Pallanza: Istituto per lo Studio degli Ecosistemi.   [2010-03-03]. （原始内容存档于2010-02-05）.
56. ↑  .   [2010-08-04]. （原始内容存档于2016-03-06）.
57. ↑  .   [2009-07-05]. （原始内容存档于2011-10-10）.
58. ↑  .   [2013-02-26]. （原始内容存档于2016-04-24）.
59. ↑  .   [2009-07-05]. （原始内容存档于2011-10-07）.
60. ↑  意大利參議院通過憲法改革法案 2014年08月09日 （页面存档备份，存于）國際日報
61. ↑  . BBC News. 2016-12-05  [2016-12-22]. （原始内容存档于2016-12-05） （英国英语）.
62. ↑  "Italian soldiers leave for Lebanon （页面存档备份，存于） Corriere della Sera, 2006-08-30
63. ↑  （意大利文） Italian Ministry of Defence.  (PDF).   [2009-04-27]. （原始内容 (PDF)存档于2011-05-04）.
64. ↑   (PDF). Stockholm International Peace Research Institute Website.   [2008-12-29]. （原始内容 (PDF)存档于2008-12-28）.
65. ↑  NRDC: U.S. Nuclear Weapons in Europe · Hans M. Kristensen / Natural Resources Defense Council, 2005 （页面存档备份，存于）.
66. ↑  （意大利文） Italian Navy （页面存档备份，存于）
67. ↑  "STOVL JSF future debated", Navy Times（2007-05-01）, 2007-12-29查看
68. ↑  "Parliament Act on JSF Program." （页面存档备份，存于） documenti.camera.it. 2010-03-29查看
69. ↑  . Carabinieri.   [2010-05-14]. （原始内容存档于2011-04-30）.
70. ↑  United States Institute of Peace.  (PDF).   [2008-12-29]. （原始内容 (PDF)存档于2008-07-09）.
71. ↑  .   [2010-12-16]. （原始内容存档于2014-07-18）.
72. ↑  . Careersineurope.hobsons.com.   [2010-08-02]. （原始内容存档于2010-02-25）.
73. ↑   (PDF). Gold.org.   [2010-01-27]. （原始内容 (PDF)存档于2010-02-27）.
74. 1 2 3  . Dev.prenhall.com.   [2010-08-02]. （原始内容存档于2011-04-01）.
75. ↑  . Britannica.com.   [2009-10-27]. （原始内容存档于2009-12-10）.
76. ↑  Eurostat. .   [2009-05-10]. （原始内容存档于2014-11-28）.
77. ↑  . The Economist. 2005-05-19  [2009-05-10]. （原始内容存档于2010-03-06）.
78. ↑  . The Daily Telegraph. 2008-12-29  [2009-05-10]. （原始内容存档于2014-10-11）.
79. ↑  .   [2020-10-10]. （原始内容存档于2011-08-08）.
80. ↑  Eurostat.  (PDF).   [2009-05-10]. （原始内容 (PDF)存档于2009-11-23）.
81. ↑  Eurostat.  (PDF).   [2009-05-10]. （原始内容 (PDF)存档于2010-06-03）.
82. ↑  Global installed wind power capacity (MW) （页面存档备份，存于） Global Wind Energy Council 6.2.2008
83. ↑   (PDF).   [2010-08-04]. （原始内容存档 (PDF)于2009-12-22）.
84. ↑  . Heritage.org.   [2008-11-04]. （原始内容存档于2008-11-04）.
85. ↑  Eurostat.  (PDF).   [2009-05-10]. （原始内容 (PDF)存档于2009-06-19）.
86. ↑   (PDF). Eurostat.   [2009-06-25]. （原始内容 (PDF)存档于2009-07-11）.
87. ↑  . The World Bank. 2005-05-19  [2008-06-17]. （原始内容存档于2008-06-23）.
88. ↑  . acea.thisconnect.com.   [2008-02-09]. （原始内容存档于2008-02-11）.
89. ↑   (PDF). oica.net.   [2008-02-26]. （原始内容存档 (PDF)于2018-12-03）.
90. ↑   (PDF). acea.be.   [2008-02-06]. （原始内容 (PDF)存档于2008-02-27）.
91. ↑  World Tourism Organization.  (PDF).   [2009-05-10]. （原始内容 (PDF)存档于2011-03-10）.
92. 1 2 3 4 5  .   [2010-08-04]. （原始内容存档于2012-03-19）.
93. ↑  .   [2009-09-01]. （原始内容存档于2009-10-02）.
94. ↑  . Euromonitor.com. 2008-12-12  [2010-08-02]. （原始内容存档于2010-01-11）.
95. ↑  . Cia.gov.   [2009-10-27]. （原始内容存档于2008-10-04）.
96. ↑  International Trade Statistics, 2008 （页面存档备份，存于）, World Trade Organization
97. ↑  Eurostat.  (PDF). 2008-12-10  [2009-05-10]. （原始内容 (PDF)存档于2011-08-21）.
98. ↑  EUROSTAT.  (PDF).   [2009-04-28]. （原始内容 (PDF)存档于2009-01-02）.
99. ↑  （意大利文） ISTAT.  (PDF).   [2009-05-10]. （原始内容存档 (PDF)于2011-08-21）.
100. ↑  （意大利文） ISTAT.  (PDF).   [2009-05-03]. （原始内容存档 (PDF)于2011-08-21）.
101. ↑  "Istat: Population of immigrants is 4,3 million （页面存档备份，存于）". Africa News. 2010-03-05
102. ↑  "Italy wakes up to the realities of immigration （页面存档备份，存于）". The Guardian. 2010-02-21
103. ↑   (PDF). Eurostat.   [2009-05-10]. （原始内容存档 (PDF)于2009-06-19）.
104. ↑   [The Foreign Poulation Resident in Italy on 1 January 2009] (PDF). Istat: 1–3. 2009-10-08  [2009-10-27]. （原始内容存档 (PDF)于2011-08-21） （意大利语）.
105. ↑  Elisabeth Rosenthal, "Italy cracks down on illegal immigration （页面存档备份，存于）". 波士頓環球報. 16 , 2008-05-01
106. ↑  "Milan police in Chinatown clash （页面存档备份，存于）". BBC News. 13 April 2007.
107. ↑  "EUROPE: Home to Roma, And No Place for Them （页面存档备份，存于）". Inter Press Service ipsnews.net.
108. ↑  . Adnkronos.   [2008-11-04]. （原始内容存档于2008-12-16）.
109. ↑  . Birn.eu.com. 2007-11-08  [2008-11-04]. （原始内容存档于2011-08-21）.
110. ↑  .   [2010-08-04]. （原始内容存档于2009-07-01）.
111. ↑   (PDF).   [2010-08-04]. （原始内容 (PDF)存档于2013-05-25）.
112. ↑  Libya - Italian colonization （页面存档备份，存于）. Britannica Online Encyclopedia.
113. ↑  Libya cuts ties to mark Italy era. （页面存档备份，存于）. BBC News. 2005-10-25.
114. ↑  Election Opens Old Wounds In Trieste （页面存档备份，存于）. The New York Times. 1987-06-06.
115. ↑  Consulta Nazionale Emigrazione. Progetto ITENETs –“Gli italiani in Brasile”; pp. 11, 19 （页面存档备份，存于） . Retrieved 2008-09-10.
116. ↑  Lee, Adam. . 2006-04-03  [2008-06-27]. （原始内容存档于2008-06-11） （西班牙语）.
117. ↑  .   [2010-08-04]. （原始内容存档于2020-02-12）.
118. ↑  "The Cambridge survey of world migration （页面存档备份，存于）". Robin Cohen (1995). Cambridge University Press. p.143. ISBN 978-0-521-44405-7
119. ↑  .   [2010-08-04]. （原始内容存档于2011-05-11）.
120. ↑  .   [2010-08-04]. （原始内容存档于2013-07-05）.
121. ↑  Santander Laya-Garrido, Alfonso. Los Italianos forjadores de la nacionalidad y del desarrollo economico en Venezuela. Editorial Vadell. Valencia, 1978
122. ↑  . Australian Bureau of Statistics. 2007-06-27  [2008-12-30].
123. ↑  . Ethnologue.   [2025-02-21]. （原始内容存档于2015-07-30）.
124. ↑  Italian Language: Geographic Distribution （页面存档备份，存于） Discovery Media Retrieved 2010-05-16
125. ↑  Grimes, Barbara F. Barbara F. Grimes , 编. . Consulting Editors: Richard S. Pittman & Joseph E. Grimes thirteenth. Dallas, Texas: Summer Institute of Linguistics, Academic Pub. 1996-10. ISBN 1-55671-026-7.
126. ↑  . Britannica.com. 2008-11-03  [2009-11-19]. （原始内容存档于2009-11-29）.
127. ↑  . Nationsencyclopedia.com.   [2010-01-27]. （原始内容存档于2010-02-06）.
128. ↑  （意大利文） . Corriere della Sera. 2006-01-18  [2009-05-10]. （原始内容存档于2006-07-08）.
129. ↑   (PDF).   [2010-08-04]. （原始内容存档 (PDF)于2011-08-21）.
130. ↑  . BBC News. 2009-10-26  [2010-05-05]. （原始内容存档于2006-06-10）.
131. ↑  .   [2010-08-04]. （原始内容存档于2018-02-14）.
132. 1 2  .   [2010-08-04]. （原始内容存档于2016-04-27）.
133. ↑  .   [2010-08-04]. （原始内容存档于2012-04-05）.
134. ↑  （意大利文） Waldensian Evangelical Church Archive.today的存檔，存档日期2012-07-24
135. ↑  .   [2010-08-04]. （原始内容存档于2008-07-09）.
136. ↑  （意大利文） Center for Studies on New Religions （页面存档备份，存于）
137. ↑  .   [2010-08-04]. （原始内容存档于2009-08-05）.
138. ↑  .   [2010-08-04]. （原始内容存档于2011-04-30）.
139. ↑  . BBC News. 2005-12-23  [2010-05-05]. （原始内容存档于2009-09-29）.
140. ↑  Rosenthal, Elisabeth. . The New York Times. 2005-07-25  [2010-03-31].
141. ↑  （意大利文） Italian Buddhist Union （页面存档备份，存于）
142. ↑  （意大利文） Italian Buddhist Institute "Soka Gakkai" （页面存档备份，存于）
143. ↑  .   [2010-08-04]. （原始内容存档于2009-06-21）.
144. ↑  . QuickLists > Compare Nations > Religions >. The Association of Religion Data Archives. 2005  [2010-01-30]. （原始内容存档于2010-04-14）.
145. ↑  European Commission.  (PDF).   [2009-05-03]. （原始内容 (PDF)存档于2009-04-07）.
146. 1 2  .   [2010-08-04]. （原始内容存档于2009-07-01）.
147. ↑  . Photius.com.   [2009-10-27]. （原始内容存档于2010-01-05）.
148. ↑  . Photius.com.   [2009-10-27]. （原始内容存档于2009-07-31）.
149. ↑  OECD 2007
150. ↑  . Europeanjourneys.org.   [2009-11-19]. （原始内容存档于2008-12-23）.
151. ↑  . Spainexchange.com.   [2009-11-19]. （原始内容存档于2009-11-04）.
152. ↑   (PDF).   [2010-08-04]. （原始内容存档 (PDF)于2011-04-29）.
153. ↑  Nancy Imelda Schafer, ISI. . In-cites.com.   [2010-01-27]. （原始内容存档于2008-08-29）.
154. ↑  .   [2009-03-13]. （原始内容存档于2008-04-09）.
155. ↑  .   [2008-05-08]. （原始内容存档于2008-05-08）.
156. ↑  .   [2010-08-04]. （原始内容存档于2008-09-24）.
157. ↑  . Top Universities.   [2009-10-27]. （原始内容存档于2009-10-12）.
158. ↑  . Visionwebsite.eu.   [2009-10-27]. （原始内容存档于2009-09-24）.
159. ↑  . Arwu.org.   [2009-10-27]. （原始内容存档于2008-04-30）.
160. ↑  . Virtual Globetrotting. 2006-10-27  [2009-10-27]. （原始内容存档于2017-07-30）.
161. ↑  . Times Higher Education (THE). 2024-10-04  [2025-02-13]. （原始内容存档于2014-10-28） （英语）.
162. 1 2 3 4  . Cia.gov.   [2009-10-27]. （原始内容存档于2017-07-09）.
163. ↑  . BBC News. 2010-01-14  [2009-03-07]. （原始内容存档于2019-10-14）.
164. ↑  Pidd, Helen. . London: The Guardian. 2009-01-01  [2009-03-07]. （原始内容存档于2009-02-11）.
165. ↑  . TNS US. 2008-12-25  [2009-03-07]. （原始内容存档于2009-02-09）.
166. ↑   (PDF).   [2011-08-13]. （原始内容 (PDF)存档于2011-09-15）.
167. ↑  . Kwintessential.co.uk.   [2010-01-27]. （原始内容存档于2010-01-14）.
168. ↑  . Agence France-Presse.   [2010年8月4日]. （原始内容存档于2011年6月5日）.
169. ↑  Eight EU Countries Back Same-Sex Marriage （页面存档备份，存于）, Angus Reid Global Monitor, 2006-12-24（根據Eurobarometer提供的資料）
170. ↑  Italians Divided Over Civil Partnership Law （页面存档备份，存于）, Angus Reid Global Monitor, 2007-02-21
171. ↑  . Britannica.com.   [2009-11-19]. （原始内容存档于2012-03-19）.
172. 1 2  . Travel Etiquette. 2007-10-29  [2010-08-02]. （原始内容存档于2011-07-12）.
173. 1 2  Kington, Tom. . The Guardian (London). 2009-10-01  [2010-05-05]. （原始内容存档于2009-10-06）.
174. ↑  . BBC News. 2009-12-24  [2010-05-05]. （原始内容存档于2020-06-16）.
175. 1 2  . The Guardian (London). 2009-12-16  [2010-05-05]. （原始内容存档于2009-12-20）.
176. ↑  . NationMaster.com.   [2010-04-04]. （原始内容存档于2008-09-29）.
177. ↑  .   [2010-04-04]. （原始内容存档于2008-07-20）.
178. 1 2  .   [2010-08-04]. （原始内容存档于2009-07-01）.
179. ↑  . Encyclopedia of the Nations.   [2010-04-07]. （原始内容存档于2011-01-04）.
180. 1 2  "Encyclopedia of the Nations"
181. ↑  .   [2010-08-04]. （原始内容存档于2011-01-15）.
182. ↑   (PDF).   [2010-04-07]. （原始内容 (PDF)存档于2010-03-03）.
183. ↑  Nick Squires. . London: The Daily Telegraph. 2009-10-02  [2009-10-02]. （原始内容存档于2009-10-06）.
184. ↑  Eyewitness Travel（2005）,pg. 19
185. ↑  . Unrv.com. 2006-10-08  [2009-10-27]. （原始内容存档于2009-12-13）.
186. 1 2  Janson, p. 160
187. ↑  .   [2010-08-04]. （原始内容存档于2017-06-29）.
188. ↑  .   [2010-08-04]. （原始内容存档于2010-08-08）.
189. ↑  .   [2010-08-04]. （原始内容存档于2011-11-03）.
190. ↑  .   [2010-08-04]. （原始内容存档于2019-04-26）.
191. ↑  .   [2011-10-28]. （原始内容存档于2011-07-28）.
192. ↑  .   [2010-08-04]. （原始内容存档于2011-11-03）.
193. ↑  .   [2010-08-04]. （原始内容存档于2013-02-09）.
194. 1 2  .   [2020-05-07]. （原始内容存档于2019-05-03）.
195. ↑  .   [2010-08-04]. （原始内容存档于2011-11-03）.
196. ↑  .   [2010-08-04]. （原始内容存档于2017-10-16）.
197. ↑  .   [2010-08-04]. （原始内容存档于2019-05-02）.
198. ↑  Unesco site evaluation （页面存档备份，存于）.
199. ↑  .   [2010-08-04]. （原始内容存档于2011-05-29）.
200. ↑  . Nobel Foundation.   [2008-10-09]. （原始内容存档于2008-10-17）.
201. ↑  . Nobel Foundation.   [2007-07-28]. （原始内容存档于2018-12-26）.
202. ↑  . Nobel Foundation.   [2008-10-09]. （原始内容存档于2008-08-22）.
203. 1 2  Kimbell, David R. B. . Books.google.co.uk. 1994-04-29  [2009-12-20]. ISBN 9780521466431.
204. ↑  .   [2010-08-05]. （原始内容存档于2010-07-31）.
205. ↑  .   [2010-08-05]. （原始内容存档于2008-07-07）.
206. ↑  .   [2010-08-05]. （原始内容存档于2014-06-18）.
207. ↑  .   [2010-08-05]. （原始内容存档于2013-12-12）.
208. ↑  .   [2010-08-05]. （原始内容存档于2013-03-15）.
209. ↑  .   [2010-08-05]. （原始内容存档于2008-05-08）.
210. ↑  .   [2010-08-04]. （原始内容存档于2011-12-13）.
211. ↑  Miller（2005）p.486
212. 1 2 3  Insight Guides（2004）p.220
213. ↑  . Wiley.   [2010-01-03]. （原始内容存档于2010-12-06）.
214. ↑  . Frieze.com.   [2010-01-03]. （原始内容存档于2010-01-10）.
215. ↑  Del Conte, 11–21.
216. ↑  . Whc.unesco.org.   [2010-08-02]. （原始内容存档于2012-02-02）.
217. ↑  .   [2023-08-10]. （原始内容存档于2024-01-14）.
218. ↑  .   [2024-03-28]. （原始内容存档于2024-05-31）.
219. ↑  . Photius.com.   [2010-08-02]. （原始内容存档于2010-01-05）.
220. ↑  Interim Update,  2009-09 （页面存档备份，存于） UNWTO Tourism Barometer
221. ↑  Countries by GDP （页面存档备份，存于）. 國際貨幣基金組織
222. ↑   (PDF).   [2010-08-04]. （原始内容存档 (PDF)于2009-09-12）.
223. ↑  .   [2010-08-04]. （原始内容存档于2008-10-04）.
224. ↑  "The Quality-of-Life Index 2010" （页面存档备份，存于）《國際生活雜誌》（International Living Magazine）於2010-04-02查看
225. ↑  . Vision of Humanity.   [2010-02-04]. （原始内容存档于2008-07-04）.
226. ↑  . International Monetary Fund.   [2007-05-04].
227. ↑  . Heritage Foundation & The WSJ. www.heritage.org. 2007  [2007-04-10]. （原始内容存档于2008-02-13）.
228. ↑  . Hdr.undp.org. 2008-12-18  [2010-08-02]. （原始内容存档于2010-07-01）.
229. ↑  .   [2010-08-04]. （原始内容存档于2010-09-23）.
230. ↑  . Nationmaster.com. 2009-11-18  [2010-08-02]. （原始内容存档于2010-08-16）.